# Chœur de Saint-Guillaume

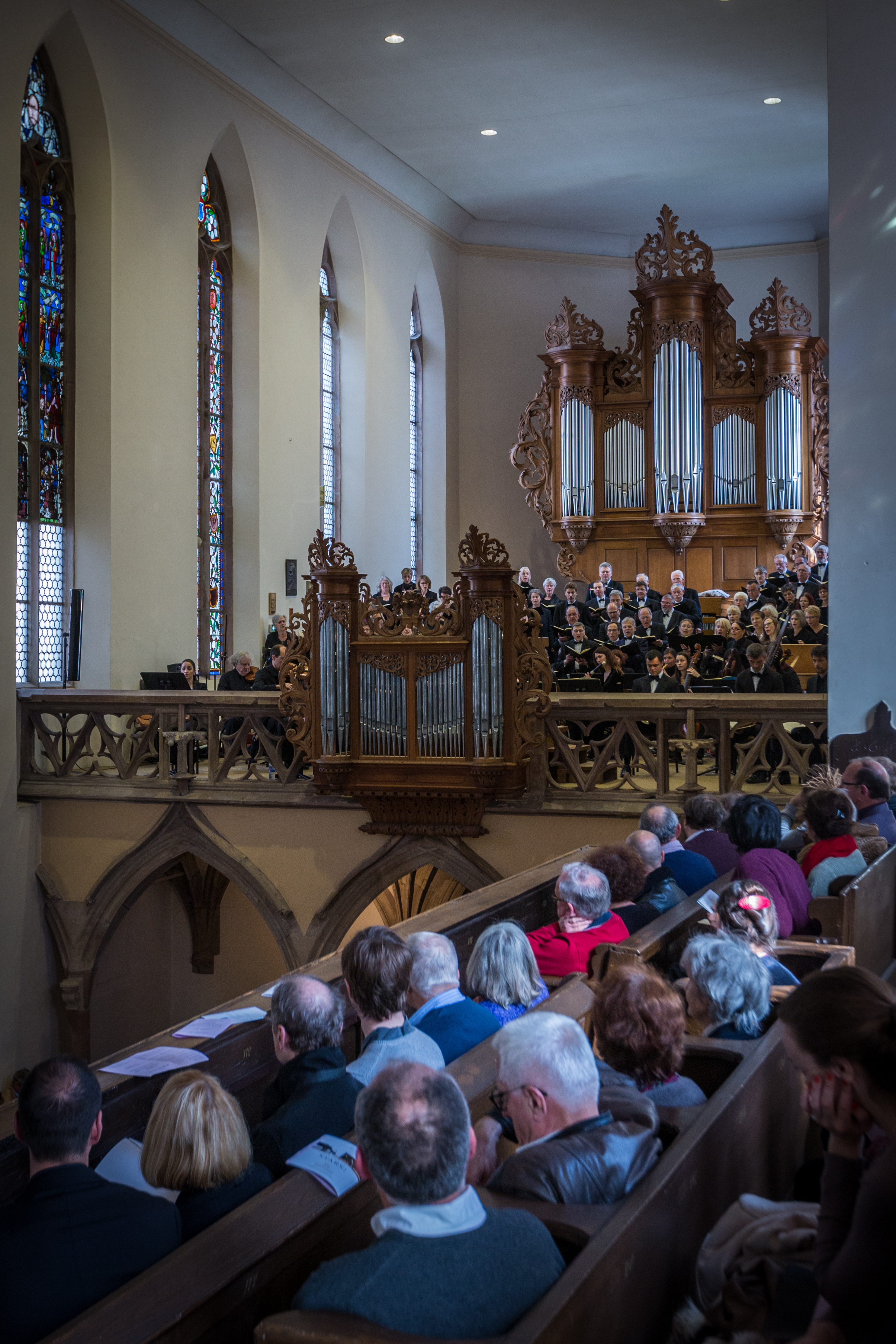
Le vendredi-Saint, le chœur donne une Passion de J.S. Bach (2014).

Le Chœur de Saint-Guillaume est un chœur strasbourgeois créé, en 1885, à la paroisse luthérienne de l’Église Saint-Guillaume et, qui est devenu par la suite, une association de choristes bénévoles. Parmi ses membres et soutiens actifs se trouvaient des personnalités éminentes, en particulier Albert Schweitzer, Arthur Honegger, Charles Munch ou Francis Poulenc dont le Chœur de Saint-Guillaume réalise la création mondiale du Stabat Mater (Poulenc) sous la direction de Fritz Münch.
Le chœur contribue au dynamisme de la vie musicale strasbourgeoise et se consacre notamment à l’œuvre de Jean-Sébastien Bach qui trouve en l’église Saint-Guillaume, à l’issue de la période romantique, l’un de ses lieux de renaissance. Chaque année, il interprète, en alternance, lors du Vendredi saint la Passion selon saint Jean ou la Passion selon saint Matthieu de Jean-Sébastien Bach, manifestation devenue un événement musical et spirituel de premier plan.
Depuis 2012, un ensemble instrumental baroque créé au sein de l'association accompagne le Chœur de Saint-Guillaume et se produit également au cours de concerts instrumentaux sous le nom de Bach Collegium Strasbourg Ortenau.

## Le chœur des Münch

### Ernest Münch et le début du Chœur de Saint-Guillaume

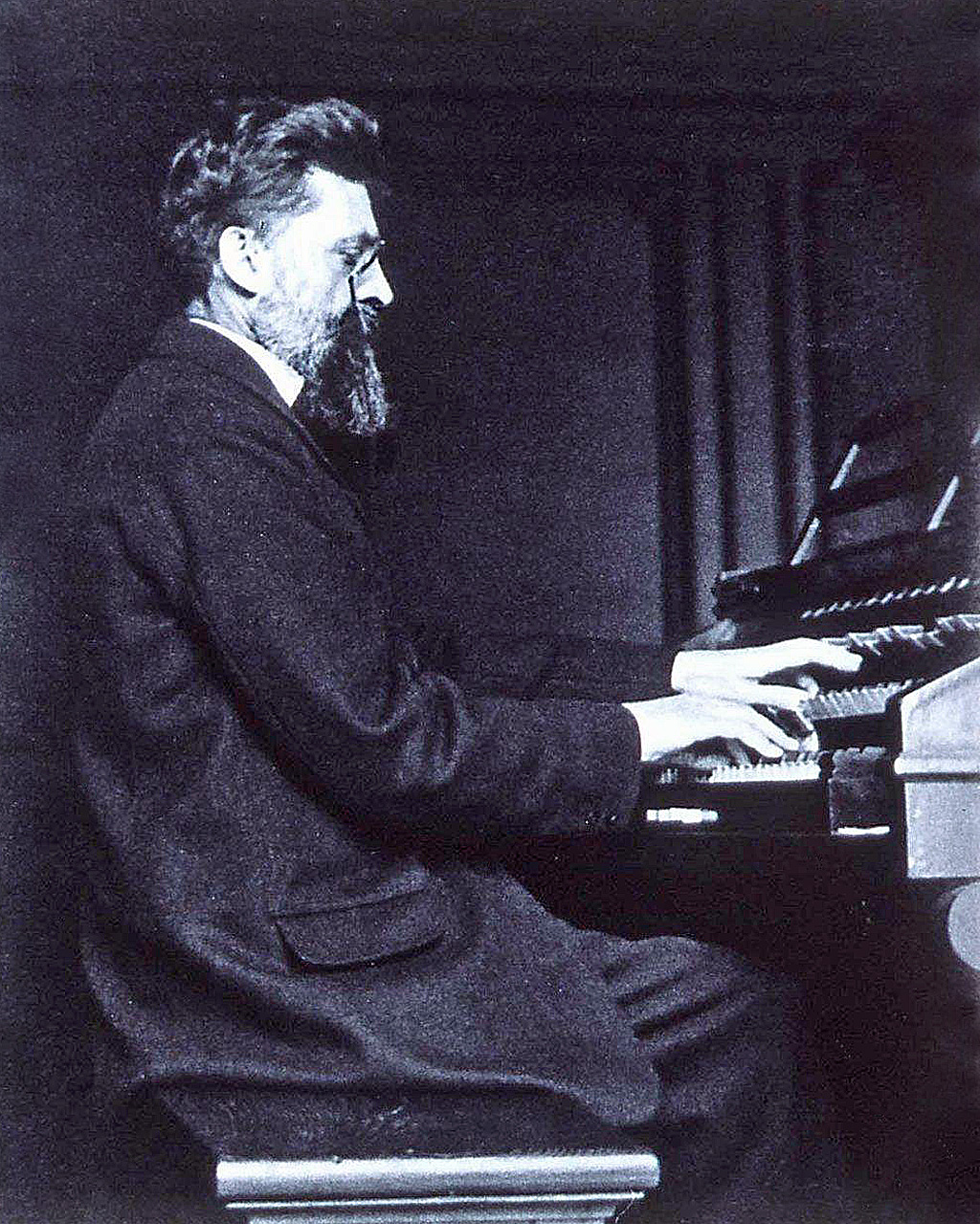
Ernest Münch

Le Chœur de Saint-Guillaume composé, à ses débuts, d'une quarantaine de choristes, est fondé, le 10 décembre 1884, par Ernest Münch, alors organiste de l’Église Saint-Guillaume et professeur d’orgue au Conservatoire de Strasbourg. Il se perfectionne à l'Institut de musique religieuse à Berlin pendant deux ans en 1883 et 1884. A l'Université de Strasbourg, il suit les cours de Philipp Spitta (musicologue), fondateur de l'Association Bach (Bach-Verein) de Leipzig.
Le Chœur de Saint-Guillaume se produit, pour la première fois, le Vendredi saint de l'année 1885 (date anniversaire retenue) en l'honneur du bicentenaire de la naissance de Jean-Sébastien Bach. Il présente un choral de Bach et l'Ave verum corpus de Mozart.

#### La vocation du chœur: faire redécouvrir la musique de Bach
Le mensuel La vie en Alsace explique, en 1938, la genèse du projet « L'amour pour la musique de Jean-Sébastien Bach qu'ignoraient alors les profanes et qu'il voulait réintroduire dans le culte protestant avec tout son art et son frémissement divin incita Ernest Münch à former une chorale composée d'amateurs, à faire son initiation, puis, grâce à elle, à initier des foules entières aux ineffables beautés de la grande musique religieuse ».

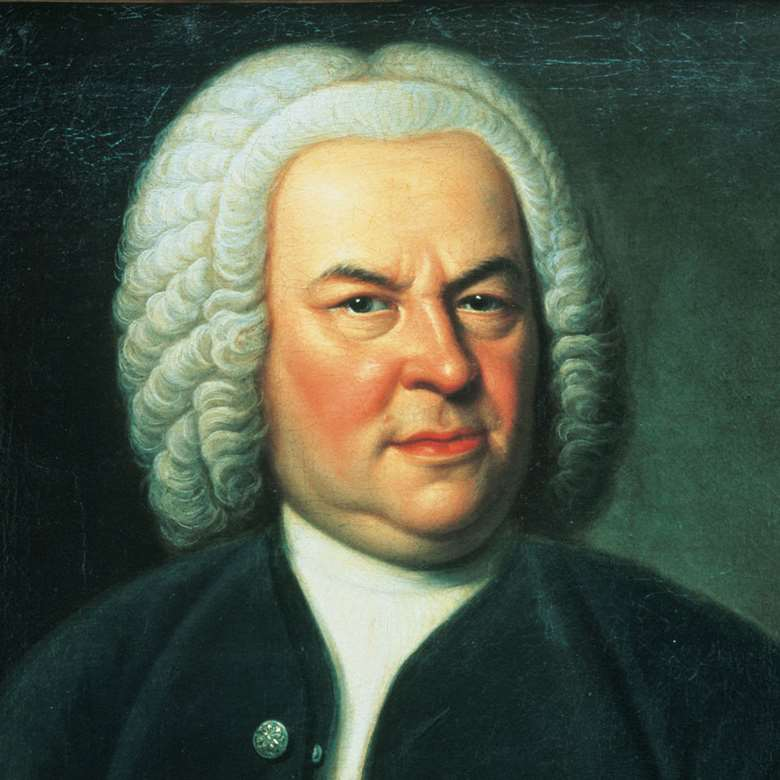
Portrait de J.S. Bach par Elias Hausmann (1748).

Ses débuts sont modestes, mais il se consacre immédiatement à l'œuvre de Jean-Sébastien Bach qui trouve, à l'issue de la période romantique, un de ses lieux de renaissance à l'Église Saint-Guillaume. À partir du 25 novembre 1888 et de la cantate Wachet auf, ruft uns die Stimme, le Chœur de Saint-Guillaume présente chaque année une œuvre de Bach.
En 1893, le Chœur de Saint-Guillaume chante l'Oratorio de Noël (Bach). En 1894, la Passion selon saint Matthieu est présentée en intégralité pour la première fois par le Chœur de Saint-Guillaume. Une première exécution intégrale avait déjà eu lieu à Strasbourg, en 1882, par Louis Saar avec la Société de Chant choral à l'Église du Temple-Neuf de Strasbourg et à Paris, en 1888, sous la direction de Charles-Marie Widor. L'année suivante, en 1895, la Passion selon saint Jean est présentée en intégralité à l'église Saint-Guillaume. Comme l'écrit le musicologue Gilles Cantagrel : « En France, il semble qu'il faille attendre 1895 pour que l'on exécute l'œuvre en public - et encore est-ce à Strasbourg - sous domination allemande et sous la direction d'Ernest Münch, chef du Chœur de Saint-Guillaume qu'il avait créé dix ans auparavant », suivront ensuite Nancy en 1902 par Guy Ropartz en langue française et Paris en 1903. Les archives des concerts d'Ernest Münch montrent, en réalité, que la Passion selon saint Jean a été présentée, à Strasbourg, le 10 mars 1886, par le chœur du conservatoire et l'orchestre municipal sous la direction de Franz Stockhausen. Ernest Münch était alors à l'orgue.
Au début pour éviter de lasser le public, la représentation des Passions se fait sur deux jours, en deux parties, le Jeudi saint et le Vendredi saint. Alors qu'Ernest Munch voulait ouvrir les concerts spirituels au plus grand nombre par la gratuité, il est nécessaire, en 1895, de faire payer les meilleures places pour financer la contribution de l'Orchestre municipal et des solistes professionnels en raison de l'exigence des pièces musicales et vocales présentées.
En 1898, la Messe en si mineur de Jean-Sébastien Bach est chantée à l'église Saint-Guillaume.

#### Le succès des œuvres de Bach dirigées par Ernest Münch

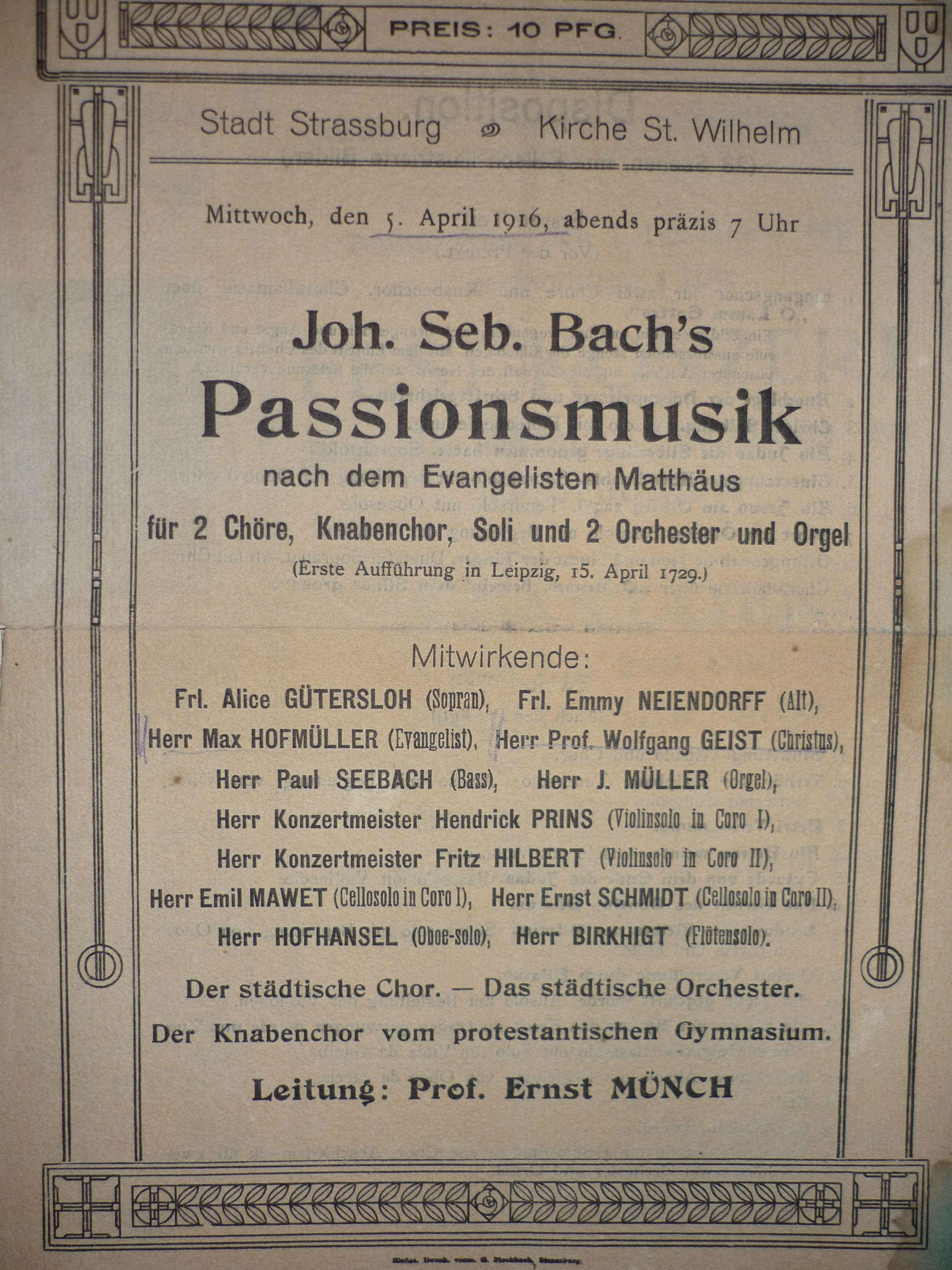
La Passion selon saint Matthieu de Bach (1916) par le Chœur de Saint-Guillaume (connu sous le nom de Chœur municipal).

Selon Albert Schweitzer, Ernest Münch avait comme objectif de « faire entendre l'une après l'autre toutes les œuvres vocales de Bach avec le chœur de l'église Saint-Guillaume de Strasbourg ». Il dirige dix-neuf fois la Passion selon saint Matthieu, vingt fois la Passion selon saint Jean et six fois la Messe en si mineur de Bach de 1893 à 1924. Gustave Bret, fondateur de la Société Jean-Sébastien Bach et organiste suppléant de Charles-Marie Widor à l'Église Saint-Sulpice de Paris, gardera de son écoute de la Passion selon saint Jean en 1905, « l'impression de la grandeur terrifiante que pouvait avoir Ernest Münch [dirigeant] le Kreuzige de tous ces chœurs d'une foule déchaînée ».
Vingt ans après sa fondation, en 1905, le chœur comprend 100 à 120 choristes et a chanté 60 cantates de Bach. Pour permettre aux chanteurs amateurs d'apprendre au mieux leur partition, Ernest Münch organise, en plus des deux répétitions avec orchestre, quatre à cinq concerts avec orgue seul. La tribune est remaniée en 1898 pour accueillir 120 choristes en plus de l'orchestre, ce qui permet de produire la Passion selon saint Matthieu à double chœur et double orchestre, comme l'avait voulu Bach. En 1908, le Chœur de Saint-Guillaume doit fusionner avec l'Orchestre municipal que dirige Ernest Münch après le départ de Franz Stockhausen. Le Chœur de Saint-Guillaume prend alors comme nom de « Petit chœur municipal » ou « Chœur Bach ». À partir de 1908, les Passions sont représentées en intégralité sur un seul jour, le Vendredi saint.

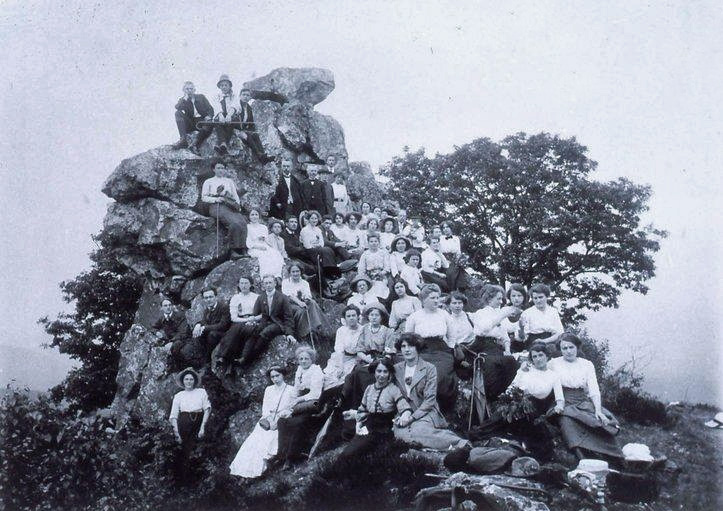
Chœur de Saint-Guillaume de Strasbourg en 1911.

De 1885 à 1919, le chœur aura fait 250 auditions des œuvres de Bach, dont 81 cantates religieuses. L'Oratorio de Noël (Bach) est présentée par le chœur trois fois en 1893 et 1894, Paris ne découvrira l'œuvre qu'en 1907. Le Magnificat (Bach) sera présentée en 1900 à Strasbourg, quatre ans plus tard, il est représenté pour la première fois à Paris (1904). Le Chœur de Saint-Guillaume est réellement chœur pionnier dans la redécouverte des œuvres de Jean-Sébastien Bach par rapport à Paris et à la France.

#### Un répertoire éclectique

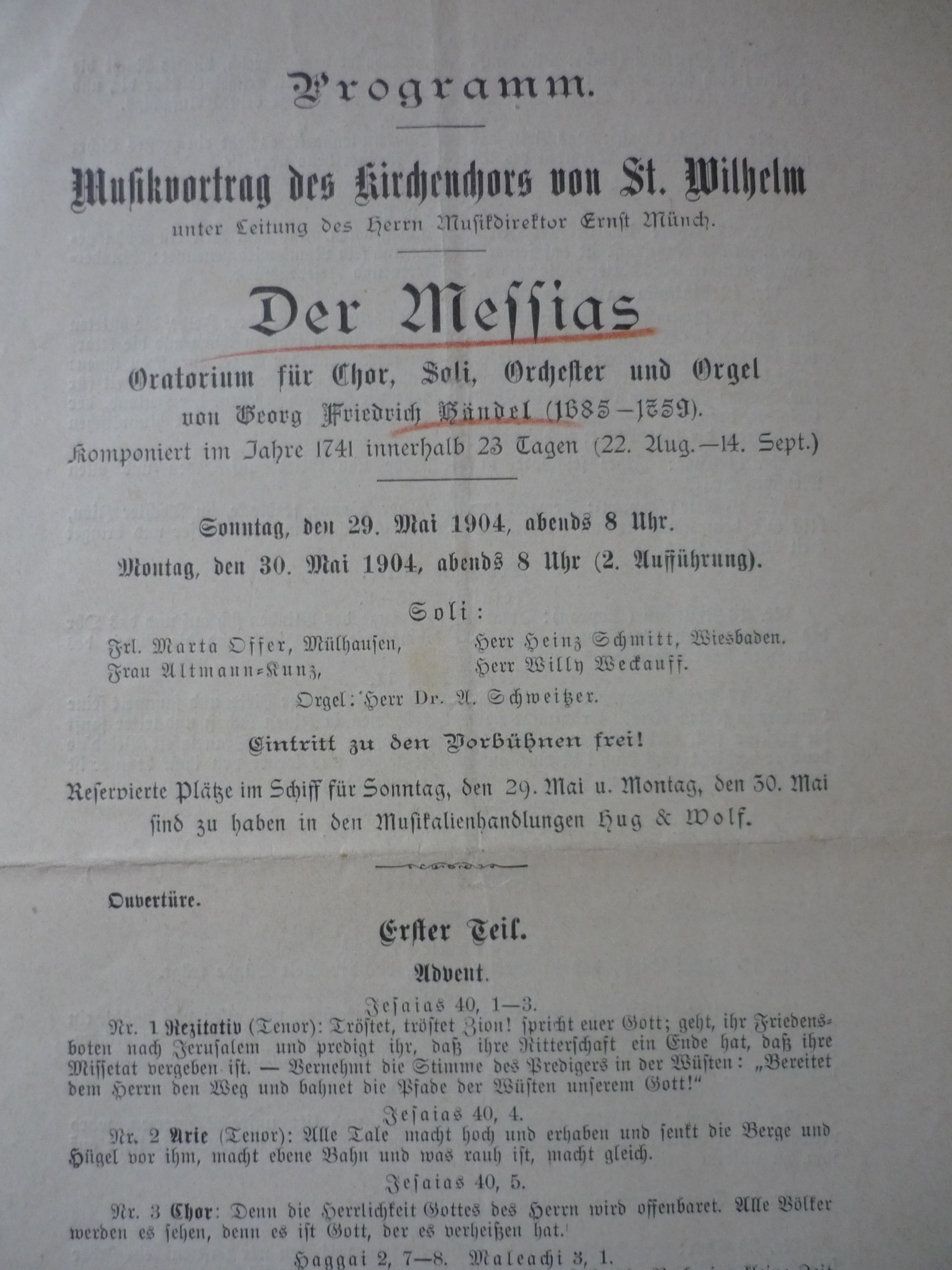
Le Messie de Haendel, concert des 29 et 30 mai 1904, sous la dir. d'Ernest Münch.

Le chœur a un répertoire de musique sacrée classique, comme Un requiem allemand (Brahms) (1896 et 1908), Requiem (Mozart) (1903), le Messiah de Georg Friedrich Haendel (1903 et 1904) accompagné d'un orchestre et d'Albert Schweitzer à l'orgue, Die Schöpfung de Joseph Haydn pour le centenaire de sa mort (1909) et Die Jahreszeiten (1911), ainsi que le Requiem (Verdi) (1912).
Le chœur présente des créations, comme La Passion (1897) et la Erntefeier (1898) de Heinrich von Herzogenberg ou la Missa solemnis à 16 voix d'Eduard Grell (1902) et invite des chefs à le diriger. Dès 1911, Wilhelm Furtwängler est invité à diriger son Te Deum pour chœur et orchestre, œuvre composée entre 1902 et 1909.
Après l'entrée des troupes françaises à Strasbourg, le 22 novembre 1918, Ernest Münch met au programme du Chœur de Saint-Guillaume, en décembre 1918, de la musique française avec L'Enfance du Christ d'Hector Berlioz et en l'honneur des soldats tombés du côté allemand ou français pendant la Grande Guerre le Requiem (Mozart).
Ernest Münch arrête de diriger le chœur, le 18 avril 1924, après avoir dirigé la Passion selon saint Matthieu. Il revient, le 17 mai 1925, pour les 40 ans de l'anniversaire du chœur, où il dirige le choral Jesu, meine Freude de Bach. Arthur Honegger écrit à propos d'Ernest Münch « sa vie avait été consacrée à ce qu'il y a de plus élevé dans l'histoire de la musique, (...) le commerce quotidien de Bach et de Beethoven ».

### Albert Schweitzer et sa collaboration avec le Chœur de Saint-Guillaume
Albert Schweitzer a découvert l'orgue et les chorals de Bach grâce à Eugène Münch, organiste du Temple Saint-Étienne de Mulhouse et frère d'Ernest Münch. Ce dernier lui propose d'être l'organiste du chœur de Saint-Guillaume, au début lors des répétitions et par la suite lors des concerts.

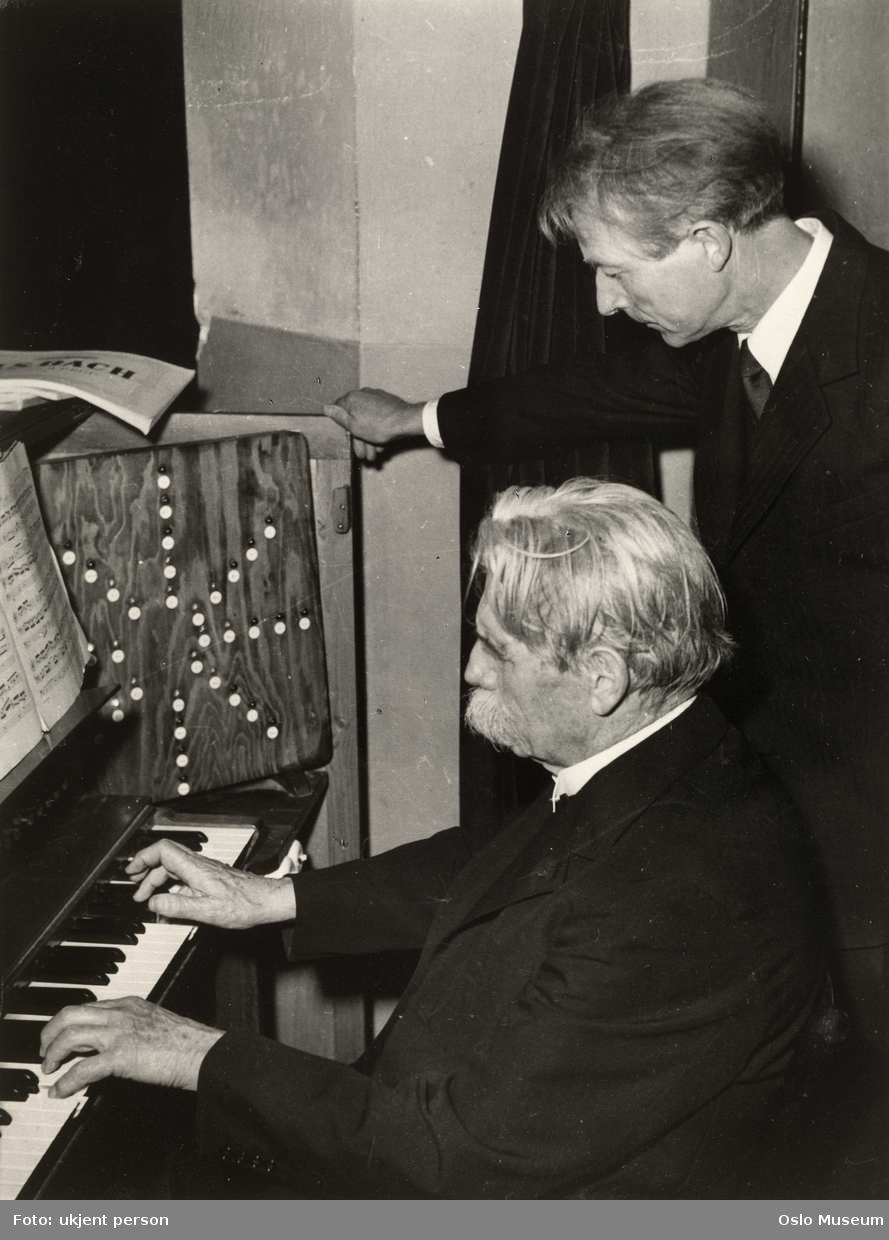
Albert Schweitzer à l'orgue (1950)

#### Organiste accompagnateur du Chœur de Saint-Guillaume
C'est au Chœur de Saint-Guillaume qu'il se « familiarise avec les œuvres de Bach et leur interprétation. L'église Saint-Guillaume, à Strasbourg, passait à ce moment-là pour un des centres les plus importants de la redécouverte de Bach à la fin du XIXe siècle. Ernest Münch connaissait parfaitement les œuvres du Cantor de Saint-Thomas (...). Avec sa petite chorale, accompagnée par l'excellent orchestre de Strasbourg, il a réalisé des concerts de grand style ».
Durant sa présence à Strasbourg, Albert Schweitzer est un membre actif du chœur qu'il accompagne à l'orgue, de 1894 à 1910, à l'exception d'une interruption de trois ans (1896-1898), pour se consacrer entièrement à sa thèse sur la philosophie de la religion chez Emmanuel Kant.
Parmi les membres de la chorale se trouve la choriste Hélène Schweitzer-Bresslau, fille de Harry Bresslau historien et professeur à l'université de Strasbourg de 1890 à 1912, qu'il fréquentait auparavant et qui deviendra plus tard, en 1912, son épouse.

#### De l'interprétation musicale de Bach à sa diffusion par la rédaction d'articles et d'ouvrages

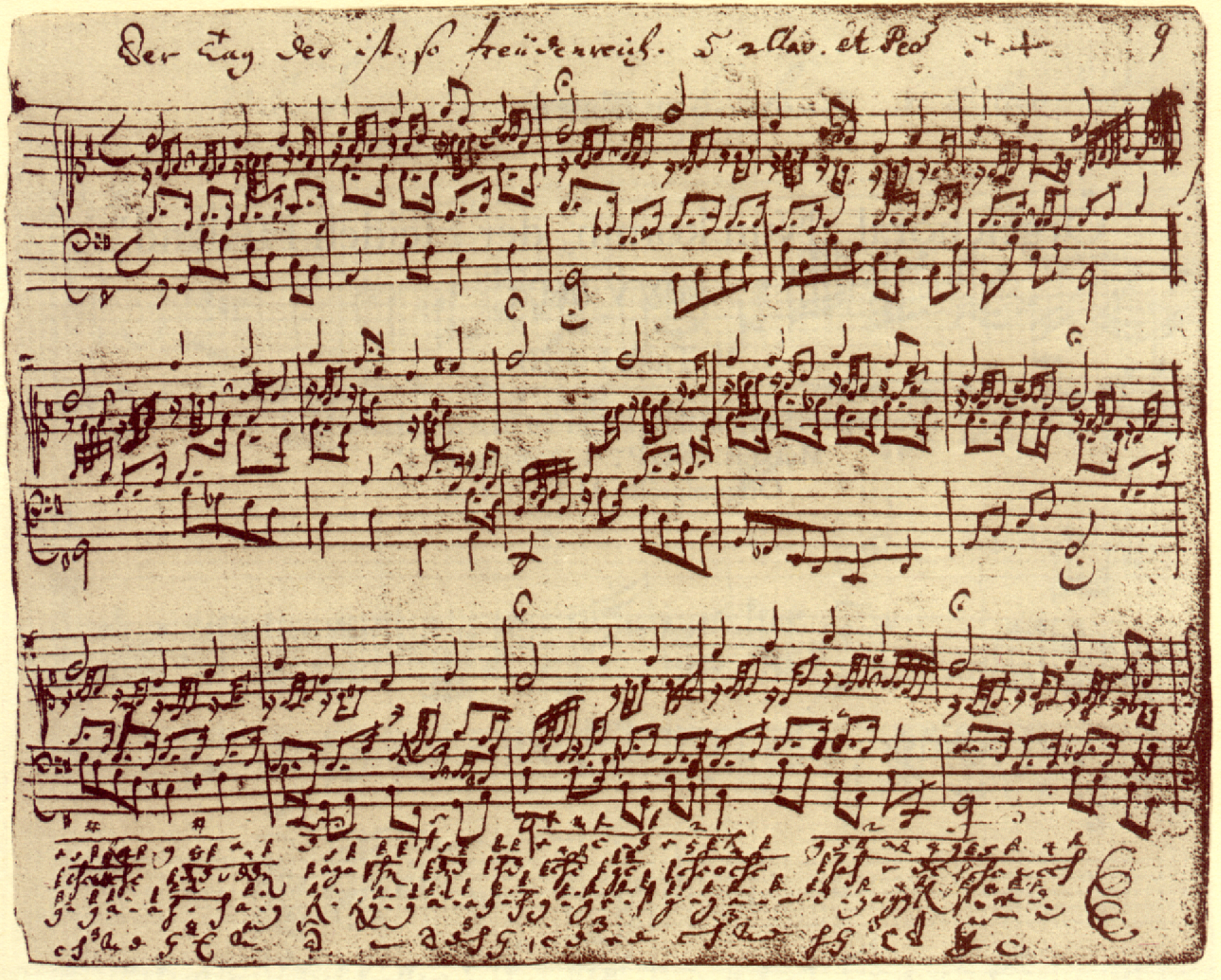
Choral prelude "Der Tag der ist so freudenreich", BWV 605

Lorsque Ernest Münch a l'idée de diviser la Passion selon saint Matthieu en deux chœurs, comme l'avait voulu Jean-Sébastien Bach, il confie la direction d'un des deux chœurs à Albert Schweitzer.
Avec le Chœur de Saint-Guillaume, Albert Schweitzer aura pu accompagner et écouter environ 60 cantates de Jean-Sébastien Bach sur les 250 cantates d'église. À l'orgue, il accompagne vingt-deux fois le chœur dans les deux Passions de Bach.
Albert Schweitzer est également « le reporter attitré des concerts de Saint-Guillaume et [envoya] maintes fois aux journaux de véritables feuilletons sur des œuvres de Bach ».
L'organiste et compositeur Charles-Marie Widor demande, en 1901, à Albert Schweitzer d'écrire pour le public français un ouvrage sur Bach et la musique. Cet ouvrage est publié, en 1904, en français, puis en allemand et en anglais, sous le titre de Jean-Sébastien Bach, le musicien poète. Dans sa préface Albert Schweitzer écrit : « C'est au Chœur de Saint-Guillaume et à son directeur que je dois d'avoir pu écrire ce livre (...). Je lui exprimai ma reconnaissance dans la préface ».
En 1905, en raison de ses études de médecine, il cesse ses fonctions d'organiste à l'église Saint-Guillaume et les confie à Adolphe Hamm, futur organiste à la cathédrale de Bâle. En 1935, il l'accompagne pour deux autres concerts. Albert Schweitzer aura été l'organiste de soixante concerts du chœur.

### Charles Munch et ses années d'apprentissage au Chœur de Saint-Guillaume

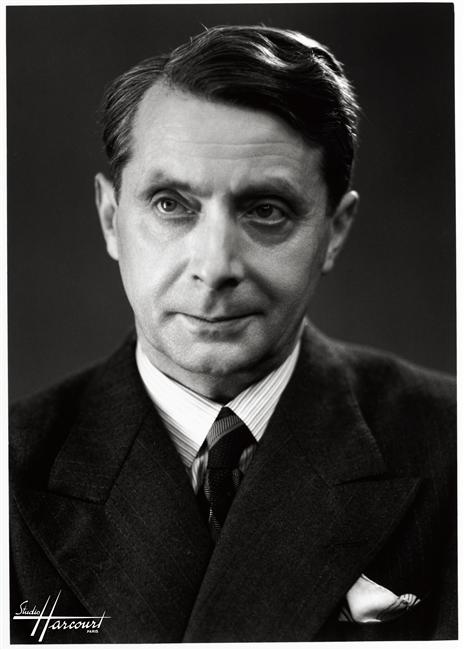
Charles Munch (1939).

Ernest Münch, le fondateur du Chœur de Saint-Guillaume a deux fils, Fritz Münch, né en 1890, violoncelliste qui lui succèdera à la tête du chœur et Charles Munch, né en 1891, violoniste qui aura une carrière nationale et internationale de chef d'orchestre.

#### La musique dans la famille Münch
Dans son autobiographie, Charles Munch commence par évoquer ses années d'apprentissage musical. Il se souvient de son père Ernest Münch faisant de la clarinette tandis, qu'avec son frère et ses deux sœurs, il forme un quatuor où ils déchiffrent Mozart, Haydn et Beethoven. À 6 ans, il joue à l'orgue et s'intéresse au piano et au violon. « Mon père avait fondé les Concerts Saint-Guillaume. Bien avant que Bach eût été découvert, édité et universellement glorifié, on y chantait ses cantates et Passions ».

#### Les premiers pas comme choriste
Il se rappelle qu'un dimanche, à Noël, il a dû chanter en solo le choral Vom Himmel hoch, da komm ich her pendant un service à l'église de Saint-Guillaume, accompagné à l'orgue par son père. « La terreur me paralysait. C'était affreux. J'étais incapable d'articuler le moindre mot et, aujourd'hui encore, je n'ai pas oublié le cauchemar de ce triste début ». « Dès mon jeune âge, mon père me fit entrer dans les Chœurs de Saint-Guillaume. J'ai appris ainsi le solfège et les premiers rudiments de la musique sans m'en douter. Il est vrai que j'étais à bonne école. Albert Schweitzer tenait l'orgue, Charles-Marie Widor et Gustave Bret, qui avaient fondé, à Paris, la Société de Bach, venaient à Strasbourg écouter les concerts Saint-Guillaume ».

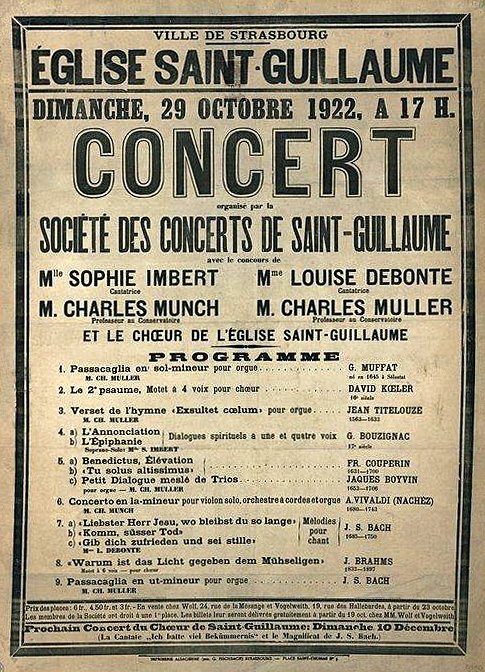
Concert du Chœur de Saint-Guillaume de 1922, où Charles Munch assure la partie de violon dans le Concerto en la mineur (RV 356) de Vivaldi.

« Je participais aux répétitions et j'écoutais ces maîtres discuter âprement sur des détails d'exécution, si violemment parfois que notre mobilier était en danger. La musique ancienne dont, en général, les nuances ne sont pas notées sur la partition, fournissait le prétexte de controverses passionnées ; l'on passait en revue les opinions des grands musicologues, les solutions adoptées par d'autres chefs. Finalement, on oubliait tous les raisonnements pour laisser uniquement parler son cœur. C'est ainsi, je crois, que j'ai appris à aimer la musique ».

#### Organiste à l'église Saint-Guillaume et violoniste au conservatoire
Lycéen au Gymnase Jean-Sturm, il remplace son père à l'orgue lors du culte, des mariages et des enterrements à l'église Saint-Guillaume où il accompagne les chorals et improvise parfois. « L'orgue fut le premier orchestre que je dirigeai ». Après des études de violon à Paris avec Lucien Capet où il côtoie Arthur Honegger, il devient violon solo à l'Orchestre municipal de Strasbourg. Professeur au  Conservatoire de Strasbourg, il est le premier violon solo lors des concerts à l'église de Saint-Guillaume. En 1920, il accompagne au violon lors de quatre concerts le chœur dans la Messe en si mineur de Bach pour le 35e anniversaire du chœur, la Passion selon saint Matthieu, la cantate Alles nur nach Gottes Willen (BWV 72) et l'Oratorio de Noël (Bach) En 1921, il accompagne au violon la Passion selon saint Matthieu. En 1922 lors d'un concert du Chœur de Saint-Guillaume, il joue la partie de violon solo dans le Concerto en la mineur d'Antonio Vivaldi et joue la partie de violon dans la Missa solemnis (Beethoven) en 1922 et 1923. Il joue au violon, en 1923, la Messe en si mineur et la Sonate en sol mineur pour violon solo de Bach (BWV 1001). En 1924, il accompagne au violon le Te Deum (Bruckner), la Messe en si mineur de Bach et la Passion selon saint Matthieu de Bach.

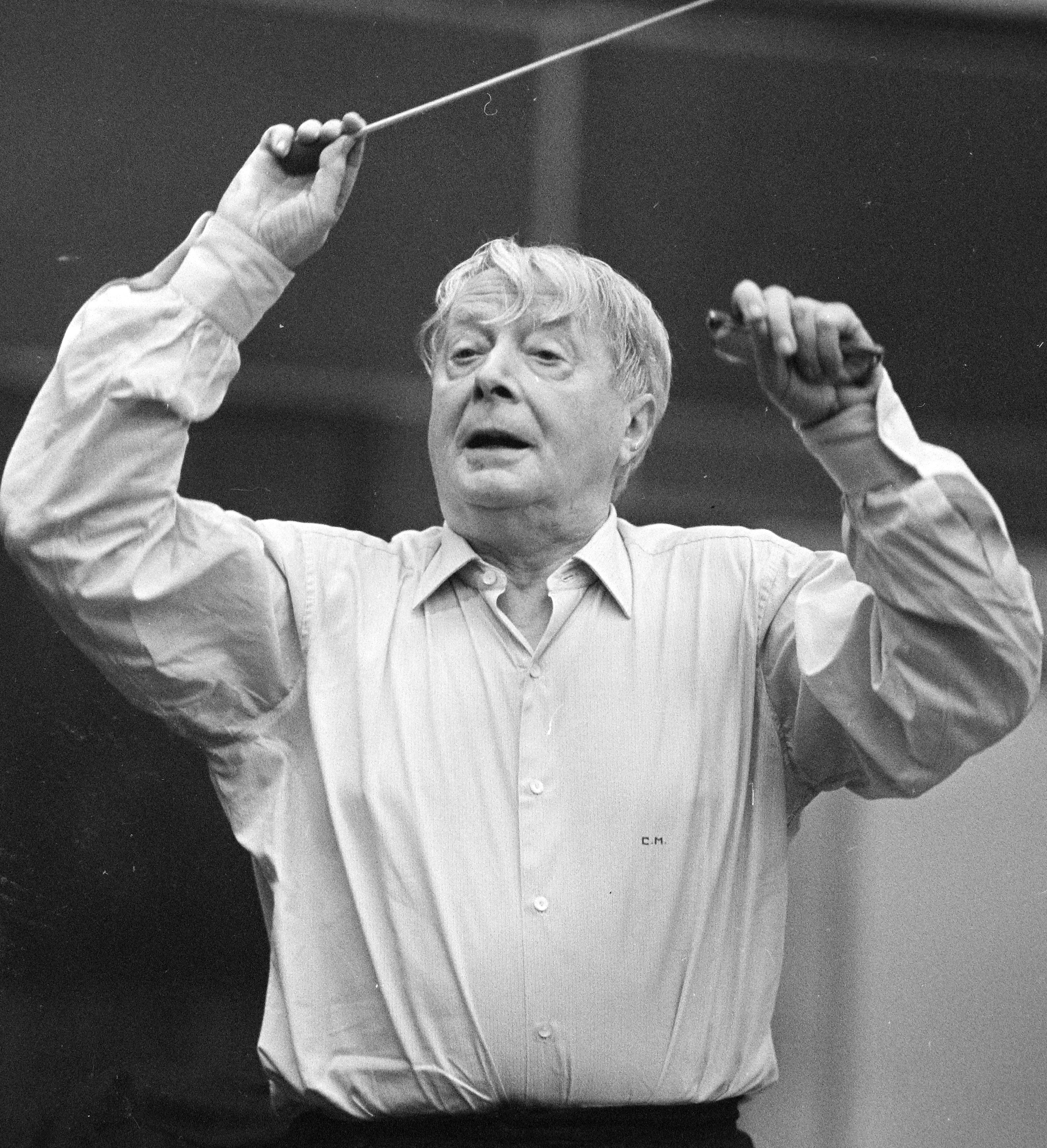
Charles Munch à la tête de l'Orchestre philharmonique d'Israël (1964)

En 1924, il cesse ses fonctions de violoniste à Strasbourg, à la suite de son départ pour l'orchestre du Gewandhaus de Leipzig, où il joue le premier violon solo sous la direction de Wilhelm Furtwängler et Bruno Walter. Il reviendra jouer pour le Chœur de Saint-Guillaume, pour la quatrième et dernière fois, dans la Passion en 1926. Par la suite, Charles Munch mettra au programme des œuvres de Bach lors de ses concerts avec l'Orchestre philharmonique de Paris et à l'Orchestre symphonique de Boston en enregistrant notamment, avec ce dernier, les Passions et le Magnificat de Bach de 1958 à 1961.

#### Retour comme chef d'orchestre et de chœur en 1947
Le 10 juin 1947, dans le cadre du Festival de musique de Strasbourg consacré à Bach, il revient diriger à l'Église Saint-Guillaume de Strasbourg, cinq des six Concertos brandebourgeois de Jean-Sébastien Bach avec l'Orchestre municipal de Strasbourg. Le lendemain, il dirige le Magnificat (Bach) et L'Art de la fugue dans une orchestration de son cousin Ernest-Geoffroy Munch. Fritz Münch clôturera le festival avec la Messe en si mineur de Bach. Impressionné par l'implication de la famille Munch dans ce festival consacré à Bach, le critique Bernard Gavoty du quotidien Le Figaro parlera d'un « Festival Munch avec le concours de J.-S. Bach ».

### Fritz Münch, chef du Chœur de Saint-Guillaume

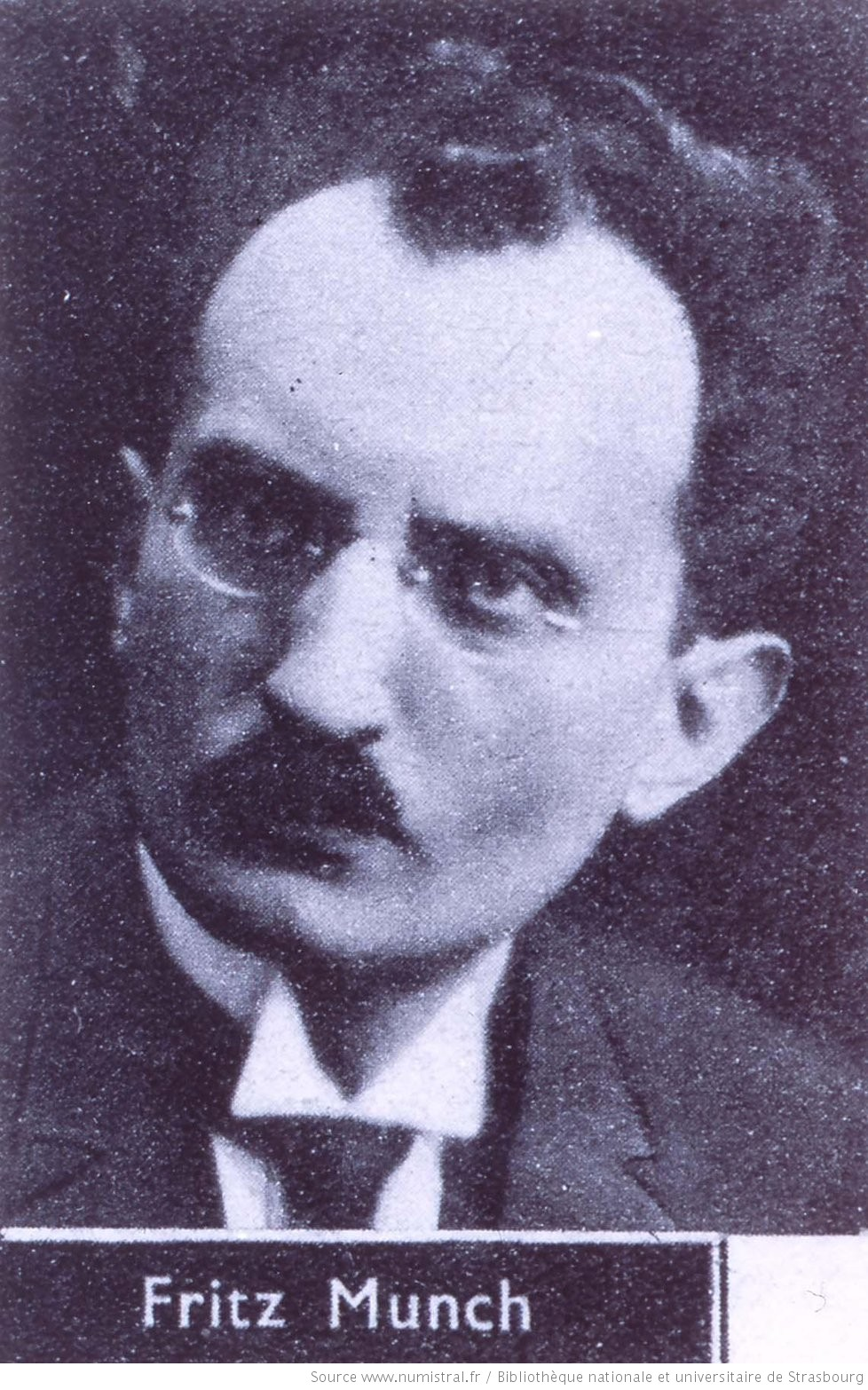
Portrait de 1930.

En 1924, Fritz Münch, le fils d’Ernest et frère du chef d’orchestre Charles Münch, prend la succession à la tête du chœur. Il a fait ses études de théologie à Leipzig, où il fréquente Karl Straube, organiste et Thomaskantor. Il est alors pasteur à Eckwersheim de 1924 à 1929 et est influencé par la pensée du théologien réformé Karl Barth. Il est ensuite nommé directeur du Conservatoire de Strasbourg de 1929 à 1961. Il est également directeur des concerts municipaux de 1929 à 1949.
Il se lance dans un répertoire plus éclectique allant du baroque au romantisme et monte des créations historiques de compositeurs contemporains comme Arthur Honegger ou de Gabriel Pierné. Il dote le chœur d'une « Société des Concerts Saint-Guillaume » pour organiser ses tournées de concerts.

#### Le Chœur de Saint-Guillaume et les œuvres vocales d'Arthur Honegger

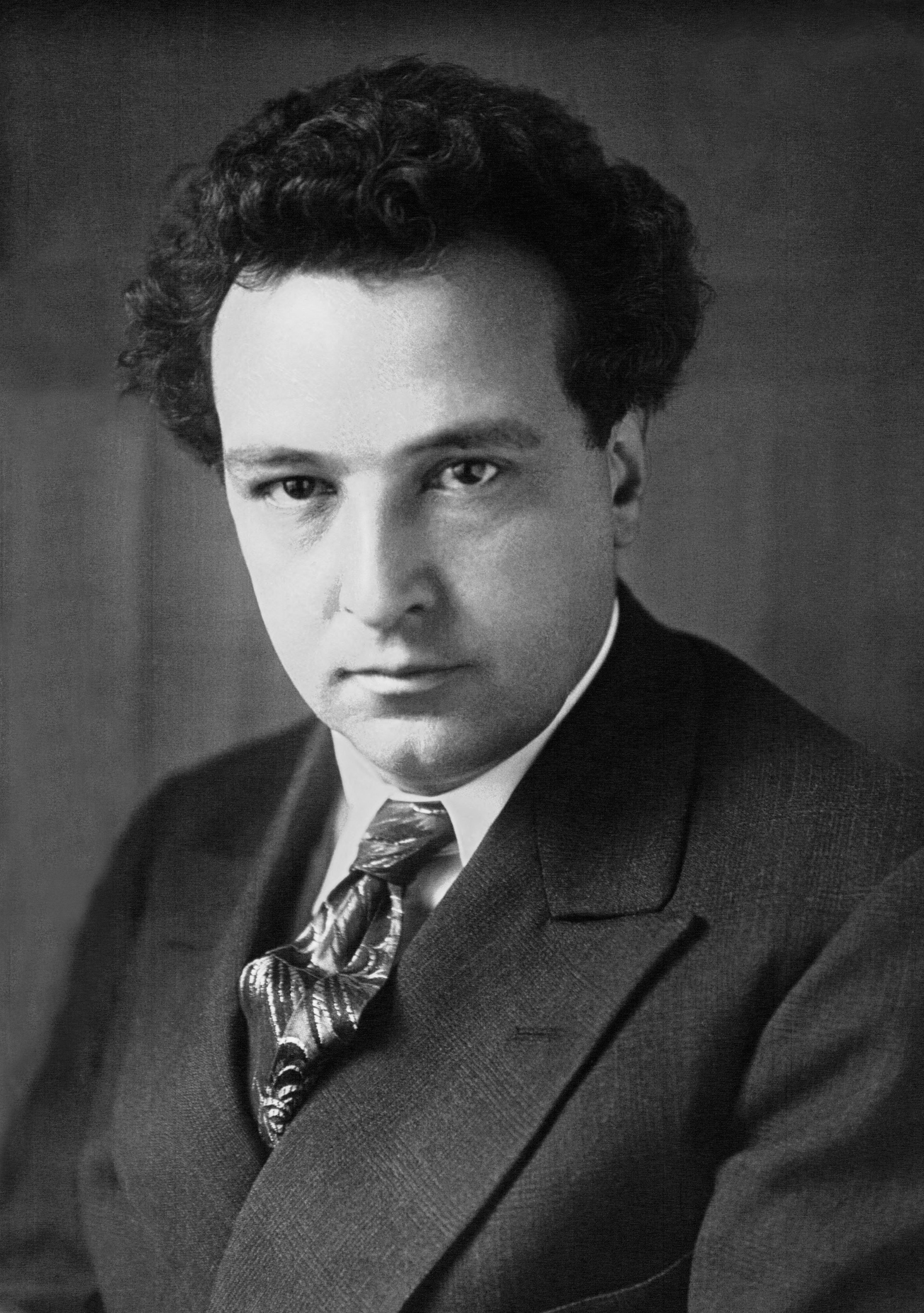
Arthur Honegger, ami de Fritz Münch (1928).

Fritz Münch se lie d'une profonde amitié avec Arthur Honegger. Ce dernier se souvient, alors qu'il était venu assister aux répétitions et au concert de son œuvre Le Roi David que « Lorsque, en février 1925, j'ai pénétré pour la première fois dans l'église Saint-Guillaume, j'ai ressenti une impression très particulière. Je me croyais à l'église Saint-Thomas de Leipzig (où Jean-Sébastien Bach fut maître de chapelle) ». Face au succès, cette œuvre du Roi David sera donnée une deuxième fois au Palais des Fêtes de Strasbourg en novembre 1925 et enregistrée par Fritz Munch avec l'orchestre municipal de Strasbourg sur un disque, en janvier 1929, par Odeon. Le label français Dante Lys reproduit cet enregistrement du Roi David, en 1998, dans le volume 3 des œuvres dirigées par Charles Munch sous le titre « Les frères Münch dirigent Arthur Honegger ».
Fritz Münch voulait faire connaître au public strasbourgeois la quasi-totalité de l'œuvre chorale d'Arthur Honegger. Le chœur présente Judith (1929) et Les Cris du Monde, par deux fois en 1933 et 1938, du compositeur. Comme l'explique Fritz Münch au mensuel La vie en Alsace, aucune chorale française n'avait osé interpréter Les Cris du Monde d'Arthur Honegger : « La musique puissante, robuste, titanesque d'Honegger exige le recrutement d'une troupe de chanteurs beaucoup plus considérable que celles qu'on voit ordinairement en France (...) non des voix policées, ni disciplinées, mais des voix humaines, imparfaites, donc vivantes, vibrantes. Le Chœur Saint-Guillaume, qui est sans doute le seul ensemble vocal français capable d'une pareille exécution, donna d'ailleurs naguère, du même auteur, le fameux Roi David ».

#### Le Chœur de Saint-Guillaume à Paris

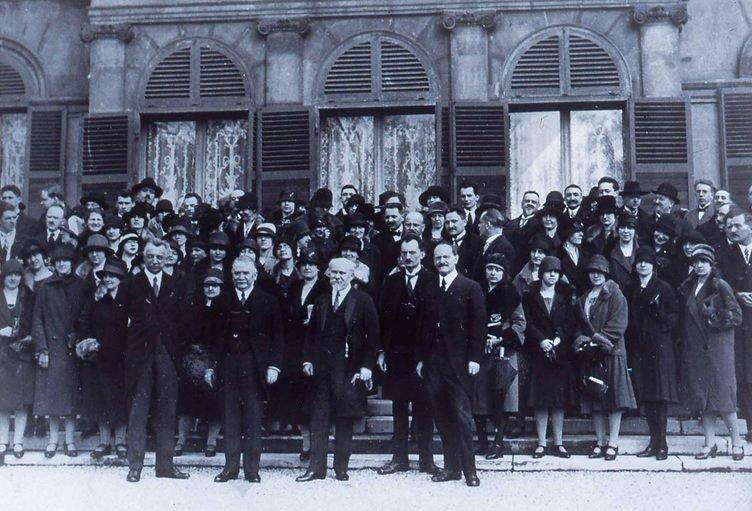
Le Chœur de Saint-Guillaume à l’Élysée en 1927.

En 1927, le chœur est reçu par le président Gaston Doumergue à l’Élysée après avoir produit la Missa Solemnis de Beethoven, avec l'Orchestre Colonne à l'Opéra Garnier, il s'agissait par cet acte symbolique de faire oublier la tentative de remise en cause du Droit local en Alsace et en Moselle par le Cartel des gauches d'Édouard Herriot et d'apaiser ainsi la société alsacienne. Ernest Münch, le fondateur du chœur, est reçu dans l'Ordre national de la Légion d'honneur.
L'année suivante, en 1928, le Chœur de Saint-Guillaume présente, à la Salle Pleyel tout juste rénovée, la Passion selon saint Matthieu, avec l'Orchestre de la Société des concerts du Conservatoire que dirigera, à partir de 1938, son frère Charles Munch. Il présente également, dans la même salle, la Messe no 3 de Bruckner. Le chœur est reçu par Raymond Poincaré, Président du Conseil des ministres (France) (1er ministre).
Le 4 avril 1928, le chœur chante aux obsèques du père des frères Münch, Ernest Münch, trois chorals de la Passion selon saint Matthieu et de la Passion selon saint Jean. Le chœur est dirigé successivement par Ernst Münch et Fritz Münch. Charles Münch l'accompagne à l'orgue.
Lors de ses concerts, des prestigieux solistes sont invités, comme le célèbre ténor parisien Yves Tinayre dans la Symphonie sacrée en Si mineur et l'Oratorio de Noël d'Heinrich Schütz (1930).

#### L'amitié entre les Munch et Wanda Landowska pour la (re)découverte de la musique de Bach et de Poulenc

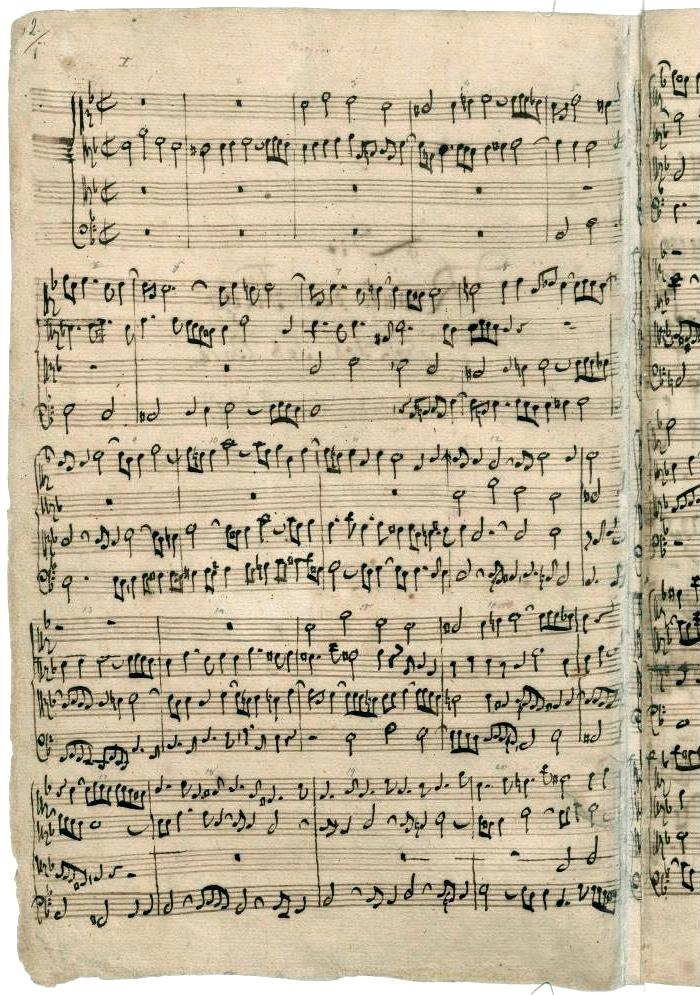
L'Art de la fugue BWV 1080, Contrapunctus 1.

Wanda Landowska (1879-1959) est une claveciniste, pianiste et compositrice polonaise qui n'a eu de cesse de faire redécouvrir les maîtres de la musique ancienne (Bach), notamment en enregistrant les Variations Goldberg au clavecin en 1933 et en mettant au répertoire de ses concerts François Couperin, Jean-Philippe Rameau, Alessandro Scarlatti et Georg Friedrich Haendel, compositeurs baroques peu joués. Elle met au point un  clavecin adapté à ce type de musique en commandant à la maison Pleyel le Grand modèle de concert (clavecin) en 1912.
Fritz Münch et Wanda Landowska vont se retrouver lors une fête commémorative à la mémoire d'Ernest Münch, les 8 et 9 juin 1928, organisée par la Ville de Strasbourg, la paroisse et le Chœur de Saint-Guillaume. La cérémonie du 8 juin 1928 débute à la salle de la Ville de Paris par un récital de clavecin donné par Wanda Landowska avec les préludes et fugues dans Le Clavier bien tempéré (BWV 846-893), le Concerto italien (BWV 971), le Capriccio sopra la lontananza del suo fratello dilettissimo (BWV 992) et la Fantaisie chromatique et fugue (BWV 903). Le lendemain, L'Art de la fugue est présentée à l'église Saint-Guillaume dans la version de Wolfgang Graeser en première audition en France ; elle avait été présentée à l'Église Saint-Thomas de Leipzig, un an en plus tôt en 1927. La partie pour clavecin solo et pour deux clavecins est jouée par Wanda Landowska et par son élève Ruggero Gerlin.

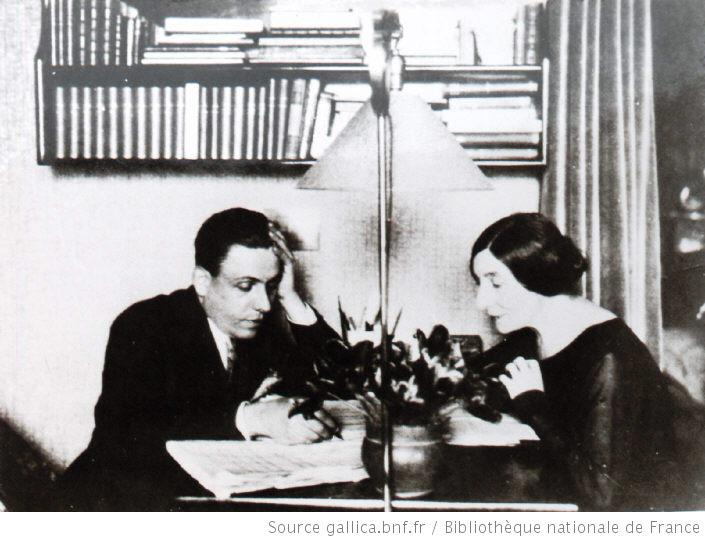
Wanda Landowska, amie des Munch et Francis Poulenc.

Quatre pages du livret de la fête commémorative présentent Wanda Landowska et se terminent par cette citation : « Ne redoutez pas l'allure sévère et la perruque lourde du père Bach... Groupons nous tous autour de lui : vous sentirez l'amour, la généreuse bonté qui émanent de chacune de ses phrases ». Fritz Münch présente  L'Art de la fugue , œuvre méconnue du public strasbourgeois, comme ayant « l'envergure de la Passion selon saint Jean, Bach a donné la plénitude dernière de son génie ». Un culte avec audition de la cantate Die Elenden sollen essen (Les pauvres auront à manger) (BWV 75) est animé par le chœur. La fête se clôt par la Messe en si mineur chantée par le chœur et dirigée par Fritz Münch.
Wanda Landowska travaille avec Francis Poulenc à la création du Concert champêtre de 1927 à 1928. Séduit, Francis Poulenc introduira le clavecin dans ses œuvres, comme pour Intermezzo (1933). Il échange une correspondance avec elle et affirmera avoir été sous son influence.
En février 1930, Wanda Landowska se produit au Palais des Fêtes de Strasbourg dans un concert dirigé par Fritz Münch avec au programme la Suite en ré majeur de Bach et le Concert champêtre pour orchestre et clavecin de Francis Poulenc, présenté un an plus tôt, le 3 mai 1929, à la Salle Pleyel.

#### Les concerts radiodiffusés du Chœur de Saint-Guillaume

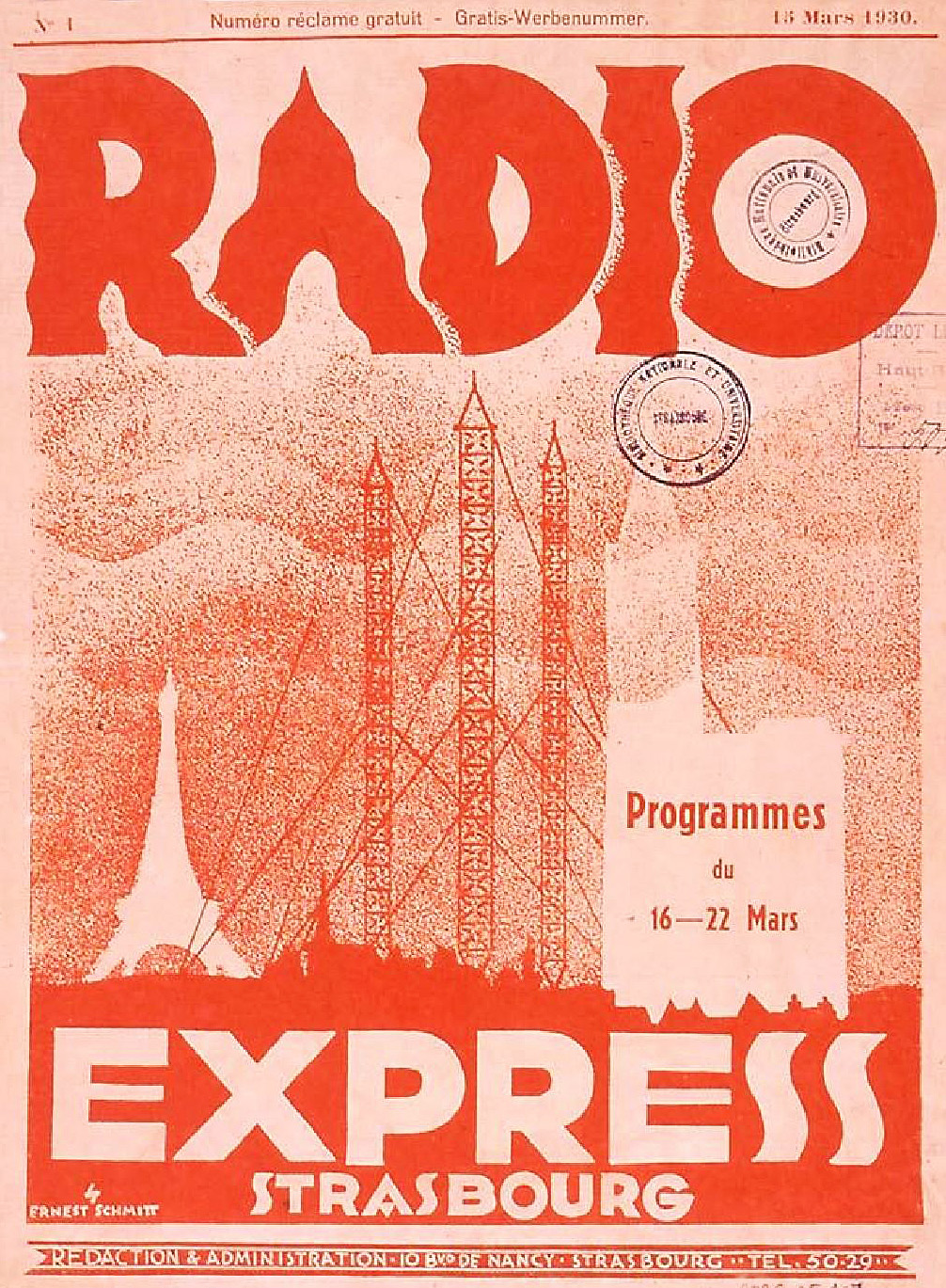
Radio Strasbourg PTT retransmet les concerts du Chœur de Saint-Guillaume.

Le Chœur fait connaître ses concerts par les moyens de communication les plus modernes. En décembre 1928, le Chœur de Saint-Guillaume enregistre, sous le nom allemand de Kirchenchor der Wilhelmer Kirche Strassburg, sur un Disque microsillon les n°41-48 et 68 de la Passion selon saint Jean de Bach pour le label Odeon. Cette même année, il enregistre pour le label Parlophone (label), le  « Lacrimosa » du Requiem (Mozart) et pour Odeon, le  « Dies Irae » et le « Lacrimosa ». En 1934, il enregistre pour Odeon le célèbre choral de la Passion selon saint Jean, « Ach Herr, lass dein lieb Engelein ».
Le chœur chante le Requiem (Mozart) sur Radio Strasbourg PTT, le 11 novembre 1930, pour l'inauguration de la nouvelle radio. Radio Strasbourg voit ses émissions relayées par les stations allemandes et suisses dans toute l'Europe de l'Est. Les concerts par abonnement de Fritz Münch sont retransmis, selon une convention signée par la Ville, par Radio Strasbourg PTT. C'est ainsi qu'au festival Liszt-Bruckner de 1936, la Symphonie no 5 de Bruckner et le Te Deum (Bruckner) sont retransmis du Palais des Fêtes de Strasbourg. En 1937, Radio Strasbourg diffuse à nouveau le Requiem (Mozart) chanté par le chœur accompagné par l'Orchestre de Radio Strasbourg.
Les cultes sont également retransmis par Radio Strasbourg PTT. Le dimanche 19 janvier 1936, la radio diffuse en direct le culte de l'église Saint-Guillaume, ce qui permet aux auditeurs d'entendre une cantate de Bach chantée par le Chœur de Saint-Guillaume sous la direction de Fritz Münch.

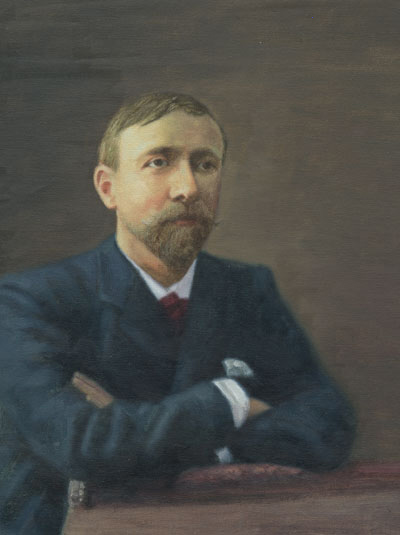
Le compositeur Gabriel Pierné, décédé en 1937, peint par H. Constant.

#### Les concerts de compositeurs contemporains
Le chœur interprète de nombreuses œuvres contemporaines, comme le Saint-François d'Assise (1929) et la Croisade des Enfants (1935) de Gabriel Pierné. Ce dernier raconte ses sentiments, le 14 mars 1935, à Fritz Münch à l'écoute du concert radiophonique de son œuvre La Croisade des Enfants : « Votre direction a été parfaite de fougue, d'enthousiasme, de sensibilité, d'intelligence et de fidélité ; les solistes furent bons, vos chœurs admirables d'expression, de tendresse ou de puissance et d'une justesse inespérée dans les passages dangereux ».
Le Chœur de Saint-Guillaume présente L'Ode de Nicolas Nabokov (1931), la Symphonie de Psaumes d'Igor Stravinsky (1932), Cinq Chorals dans le style des modes du Moyen Âge de Charles Koechlin et Verheissung de Fritz Brun (1933), le Psaume 80 d'Albert Roussel (1934) et La demoiselle élue de Claude Debussy (1934). En 1937, le chœur chante la Messe du cinquième centenaire de la mort de Jeanne d'Arc de Paul Paray dirigé par le compositeur lui-même. En 1938, le chœur interprète la Symphonie no 3 de Ropartz, directeur de l'Orchestre philharmonique de Strasbourg de 1919 à 1929 et le Psaume 46 de Florent Schmitt.
En 1939, il chante également la Symphonie no 3 de Ropartz et le Psaume 40 de Florent Schmitt.

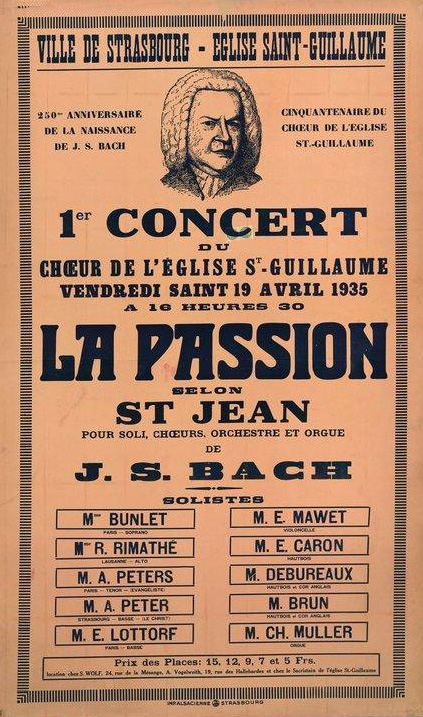
Concert du Chœur de Saint-Guillaume, en 1935, pour les 250 ans de la naissance de J.-S. Bach.

#### Les premiers concerts du Festival de musique de Strasbourg
Fritz Münch est « une des chevilles ouvrières du Festival de musique de Strasbourg de 1932 à 1960. Il participera à chacune des éditions en dirigeants l'Orchestre municipal de Strasbourg avec ses Chœurs de Saint-Guillaume ». Le Chœur de Saint-Guillaume chante ainsi plusieurs fois au Festival de musique de Strasbourg. Lors du 1er festival de 1932, Fritz Münch clôture le festival avec son chœur avec la 9e symphonie de Beethoven. En 1936, le chef allemand Otto Klemperer est invité au festival à diriger cette même 9e symphonie de Beethoven.
En 1935, le chœur fête les 250 ans de la naissance de Jean-Sébastien Bach et les 50 ans de sa création en invitant le Chœur de l'église Saint-Thomas de Leipzig accompagné par Albert Schweitzer à l'orgue. La Messe en si mineur de Bach est retransmise par Radio Strasbourg, à Londres un auditeur et écrit « J'ignorais que Strasbourg fût capable d'exécuter aussi admirablement de la grande musique (...) Le chœur de Saint-Guillaume et les solistes furent magnifiques. (...) Nous nous inclinons devant ceux qui l'ont envoyée si dignement à travers le monde depuis cette église de Strasbourg ».

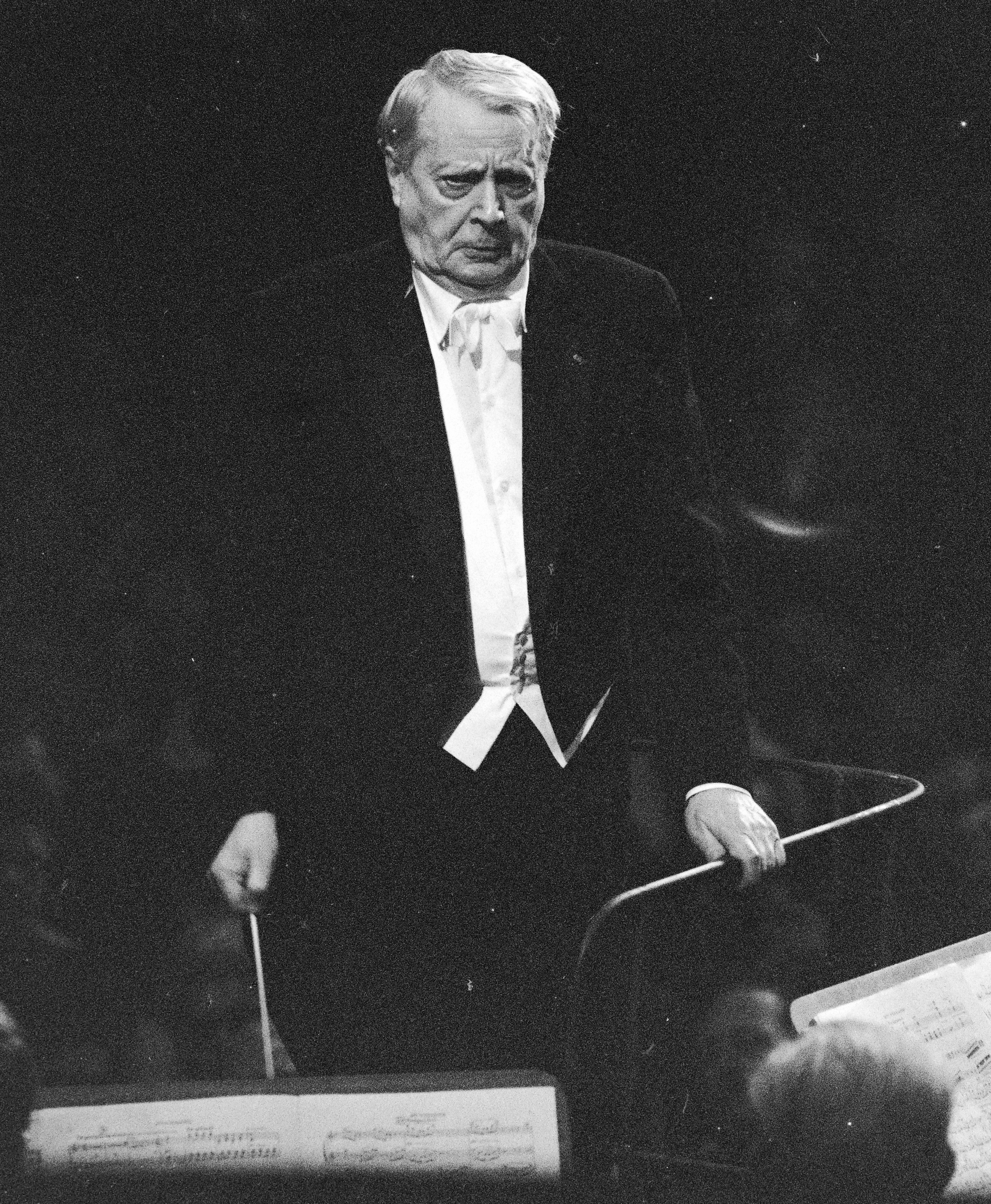
Le chef d'orchestre Charles Munch invite le Chœur de Saint-Guillaume à chanter à la Salle Pleyel en 1937.

Dans le cadre de l'Exposition universelle de 1937, le chef d'orchestre Charles Munch invite son frère Fritz Münch à participer avec le Chœur de Saint-Guillaume et l'Orchestre philharmonique de Paris à deux concerts à la Salle Pleyel en représentant Un requiem allemand (Brahms) sous la direction de Charles Munch et la Passion selon saint Jean sous la direction de Fritz Münch.
En 1938, le Chœur de Saint-Guillaume compte 150 exécutants. « Tous sont amateurs et viennent du quartier de la Krutenau (...). les classes sociales les plus diverses sont représentées : employés, fonctionnaires, écoliers, personnes de la bourgeoisie. (...) Bien des curieux ou des oisifs, effarés par le travail qu'on exige d'eux, disparaissent dès la troisième répétition, (...) seuls demeurent les fervents, grâce à cette ferveur s'est créée entre les membres de cette chorale paroissiale une communauté d'idéal qui fait toute sa puissance spirituelle ».

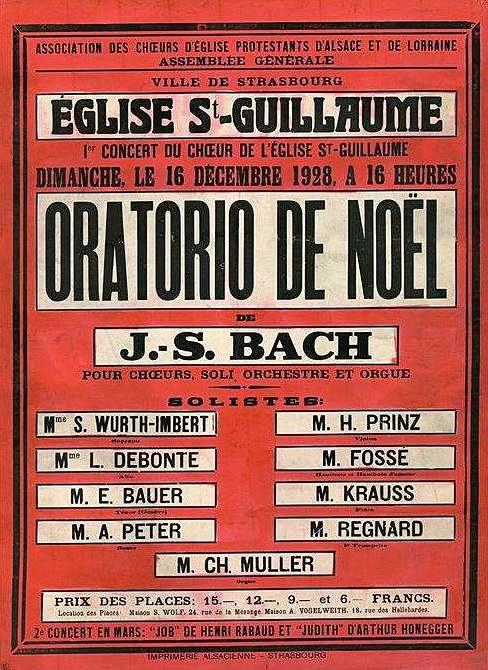
Oratorio de Noël de J. S. Bach (1928).
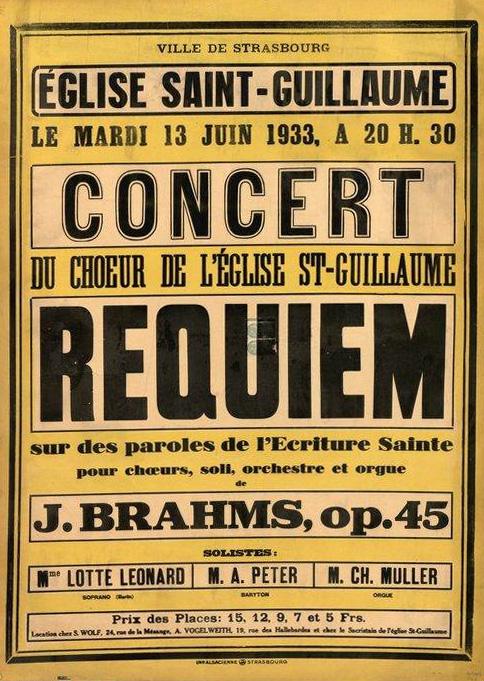
Un requiem allemand de J. Brahms (1933)
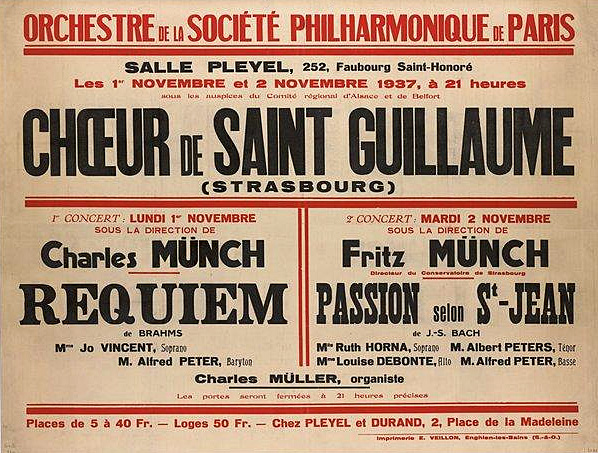
Les fils du fondateur, Charles Munch et Fritz Münch, dirigent le Chœur à la Salle Pleyel (1937).

#### Les célèbres solistes ayant chanté avec le chœur LesPassionsde Bach

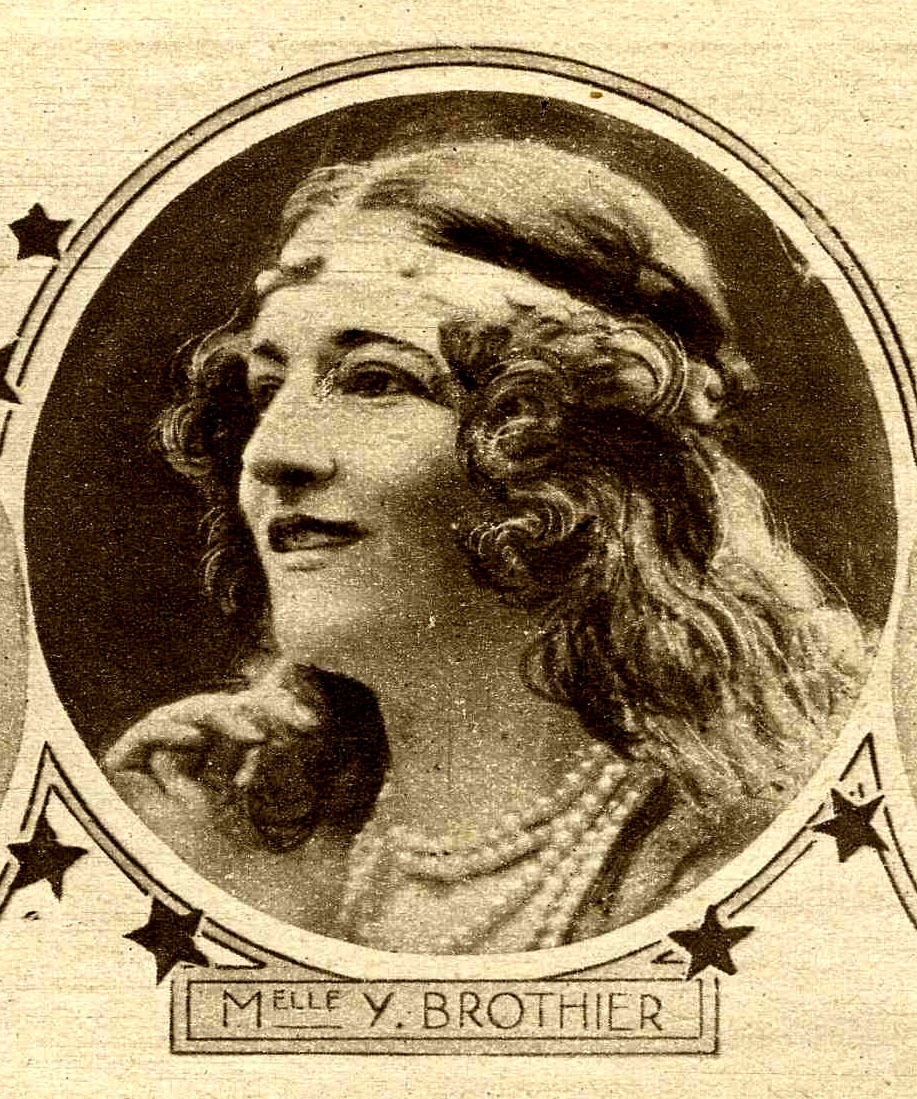
Yvonne Brothier soliste à l'Opéra-Comique de Paris.

Des brillants solistes ont commencé ou poursuivi leur carrière avec le Chœur de Saint-Guillaume dans les Passions de Bach, comme les sopranos Jenny Dufau (1921-1922), Claire Croiza (1929), Yvonne Brothier (1935), Germaine Hoerner (1936-1938), Marcelle Bunlet qui chante régulièrement avec le chœur de 1932 à 1945 ou le ténor Georges Jouatte de 1927 à 1938.

### Le Chœur de Saint-Guillaume pendant la Seconde Guerre mondiale
Les choristes sont mobilisés pour la guerre ou sont évacués dans le sud-ouest de la France (Périgueux). Fritz Münch est nommé pasteur à Altwiller.

#### Un chœur sous surveillance
Lors de l'annexion de l'Alsace, les autorités nazies obligent le chœur à changer de nom, il prend le nom de « Chœur strasbourgeois de Bach » (1941) et de « Chœur municipal Bach » (1942). Il s'agit pour les autorités de fusionner les quatre chœurs strasbourgeois, dont Saint-Guillaume et le Chœur de la cathédrale, dans un grand ensemble pour mieux les contrôler.

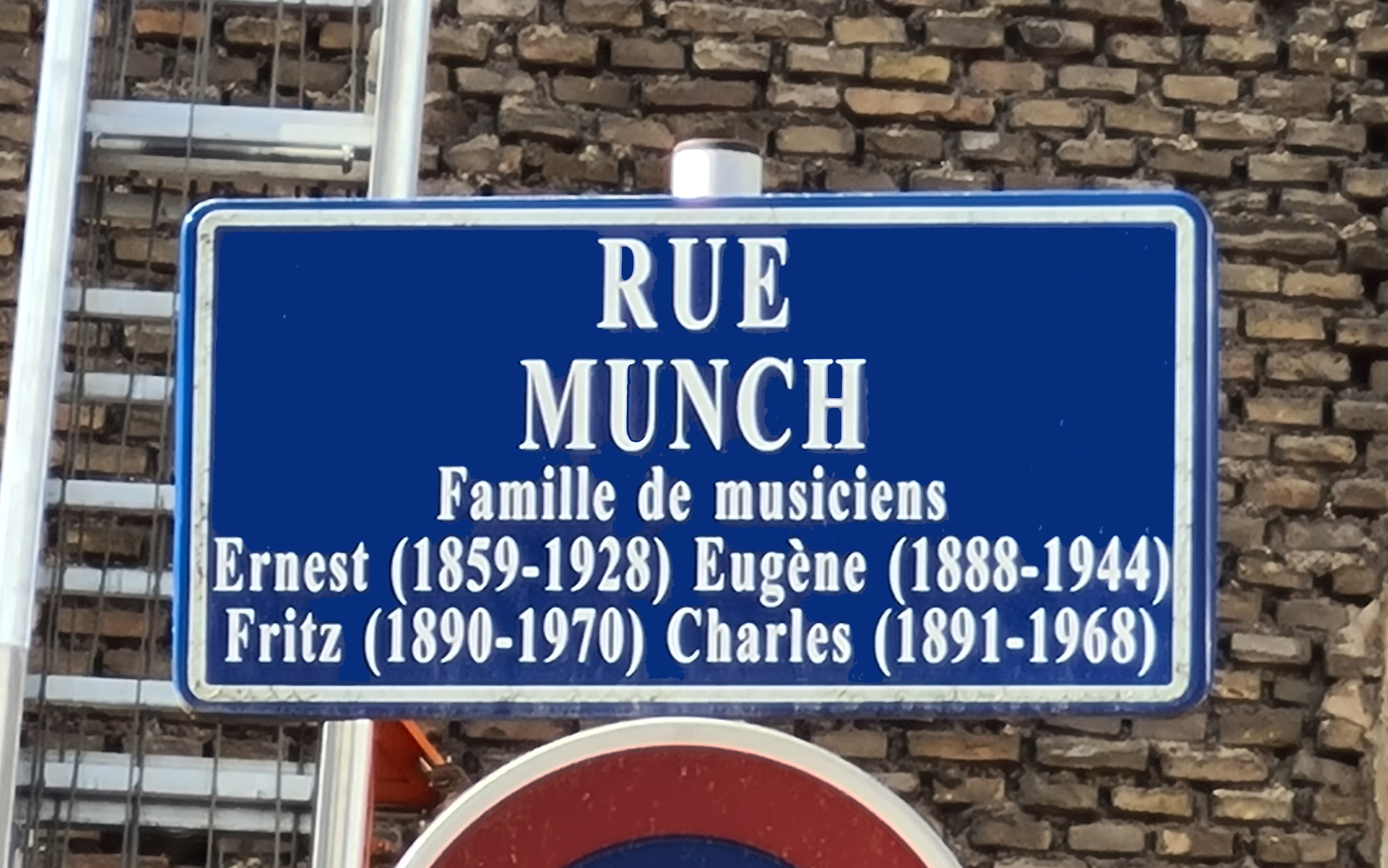
La famille Munch et la vie musicale strasbourgeoise

Le chœur présente, en 1941, à l'église Saint-Guillaume, la Passion selon saint Jean, la Missa Solemnis de Beethoven et le Requiem allemand de Brahms. Face à l'affluence pour ce programme religieux, les autorités nazies annoncent que la Passion ne pourra pas avoir lieu, en 1942, sous prétexte que l'orchestre a un programme surchargé.
Le chœur chante la Symphonie no 9 de Beethoven sous la direction de Hermann Abendroth, reprise ensuite, en 1943, sous la direction de Hans Rosbaud, directeur de l'Orchestre philharmonique de Strasbourg. Le chœur chante également sous sa direction la Faust-Symphonie de Franz Liszt.
En 1943, Ernest-Geoffroy Munch dirige quelques chorals de la Passion avec Charles Müller à l'orgue. La Messe en si mineur de Bach est représentée. En avril 1944, la Passion selon saint Matthieu est autorisée en représentation au Palais des Fêtes, mais pas à l'église Saint-Guillaume.

#### Le chœur endeuillé

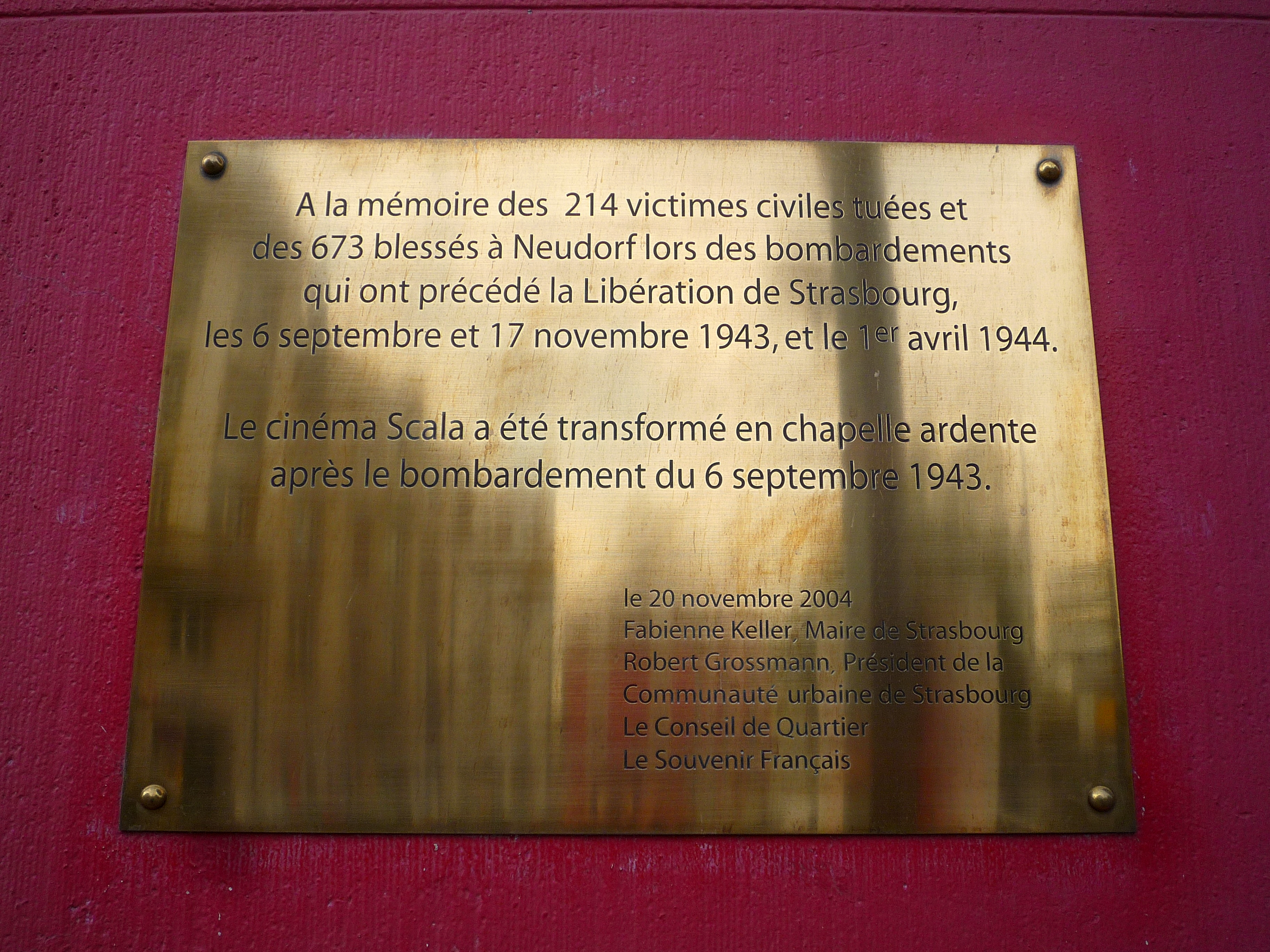
Plaque commémorative aux victimes des bombardements de Strasbourg de 1943 et 1944.

Le 24 juin 1944, Ernest-Geoffroy Munch, fils d'Eugène Münch, chef de l'Orchestre municipal de Strasbourg et organiste à l'église Saint-Guillaume, décède. Lors de ses obsèques le 27 juin, le chœur chante des extraits du Requiem allemand de Brahms, l'orchestre joue la Marche funèbre de la 3e symphonie de Beethoven et le chœur termine par le chœur final de la Passion selon saint Jean.
Lors des bombardements de la libération de Strasbourg en septembre et novembre 1944, Fritz Münch perd son épouse Elisabeth, née Hiller et nièce de Friedrich Adolf Wilhelm Spitta, et deux de ses enfants, Marie-Louise (17 ans) et Marc (12 ans), ainsi que six membres du chœur.
Le 18 mars 1945, Fritz Münch, nommé chef d'orchestre de l'orchestre municipal, dirige la Marche funèbre de la Symphonie no 3 de Beethoven et La Marseillaise lors d'un concert au Palais des Fêtes de Strasbourg au profit du Service social de la 1re armée (France, 1944-1945).

### L'après-guerre et la création duStabat Materde Francis Poulenc

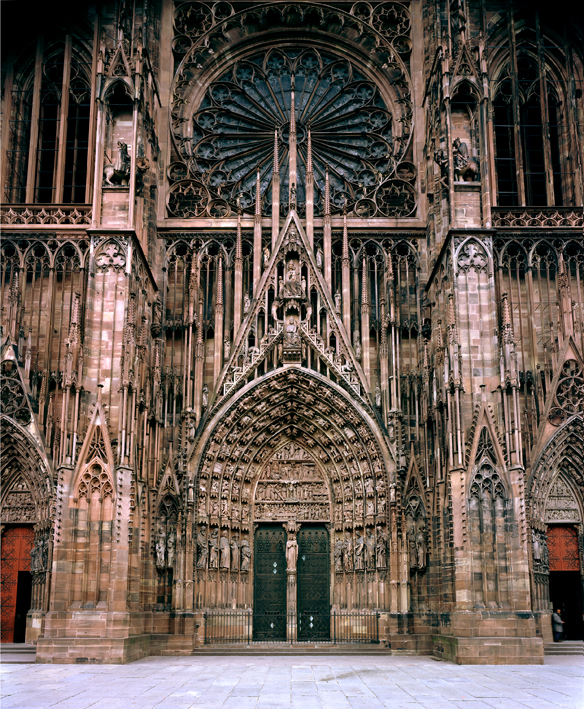
Concert à la cathédrale de Strasbourg en 1948.

Les concerts du Chœur de Saint-Guillaume reprennent réellement, le 16 décembre 1945, par la Missa Solemnis de Beethoven pour le 175e anniversaire de la naissance du compositeur. La Damnation de Faust d'Hector Berlioz est présentée lors de l'année 1946.
En 1947, pour le 60e anniversaire du chœur, un ouvrage coordonné par Erik Jung est publié par l'éditeur P. H. Heitz. Dans la préface, Arthur Honegger écrit de manière prémonitoire : « J'espère en l'avenir du Chœur de Saint-Guillaume renaissant après l'horrible épreuve qui lui a été infligé ». Le chœur contribuera ainsi à faire connaître deux des compositeurs contemporains français du groupe des Six (musique). En janvier 1948, le chœur présente aussi une création le Te Deum de Yvonne Rokseth, professeure en musicologie à l'université de Strasbourg, dédié au général Leclerc, le libérateur de Strasbourg.

#### Le Festival de Strasbourg et les œuvres vocales d'Arthur Honegger

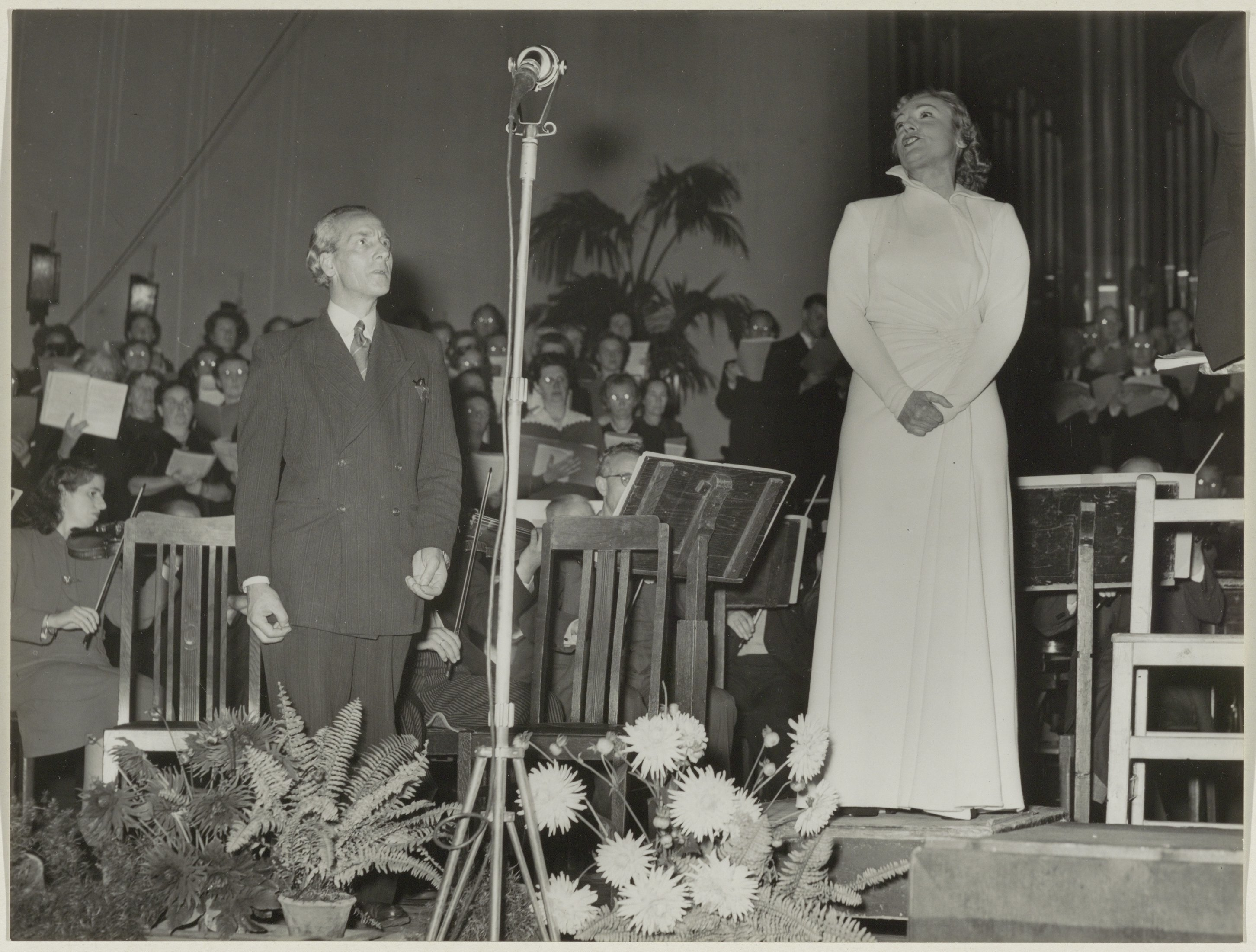
A. Honegger et la représentation de Jeanne d'Arc au bûcher avec Ida Rubinstein (Pays-Bas, 1952).

Dans le cadre du Festival de musique de Strasbourg, le Chœur de Saint-Guillaume et le Chœur de la cathédrale chantent ensemble pour la première fois, en 1948, le Requiem (Berlioz) pour le 300e anniversaire du rattachement de l'Alsace à la France. Un des solistes est le ténor Guy Chauvet. Ils sont dirigés par Charles Munch et sont accompagnés par l'Orchestre municipal de Strasbourg et l'Orchestre de Radio Strasbourg.
Le chœur participe également à la représentation de Jeanne d'Arc au bûcher d'Arthur Honegger, le 26 février 1947, avec Ida Rubinstein dans le rôle de Jeanne. L'œuvre est reprise dans le cadre du festival de Strasbourg en juin 1948. Le Monde écrit, le 15 juin 1948, à propos de Jeanne d'Arc au bûcher : « L'orchestre municipal, les chœurs de Saint-Guillaume et les classes de solfège du Conservatoire, sous la direction de M. Fritz Münch, assuraient une exécution magnifique de l'ouvrage ».
Un an après, en 1949, le chœur présente La Danse des morts et Le Roi David (1949) d'Arthur Honegger. Il enregistre sous son nom anglais, Choir of Saint William's Strasbourg, deux disques, sous le label Decca Records, avec trois extraits du Roi David : « Pitié de moi, mon Dieu », « De mon cœur jaillit un cantique » et « Je fus conçu dans le péché ». Le chœur chante également Le Martyre de saint Sébastien (Debussy).

#### Le retour des concerts du Chœur de Saint-Guillaume à Paris

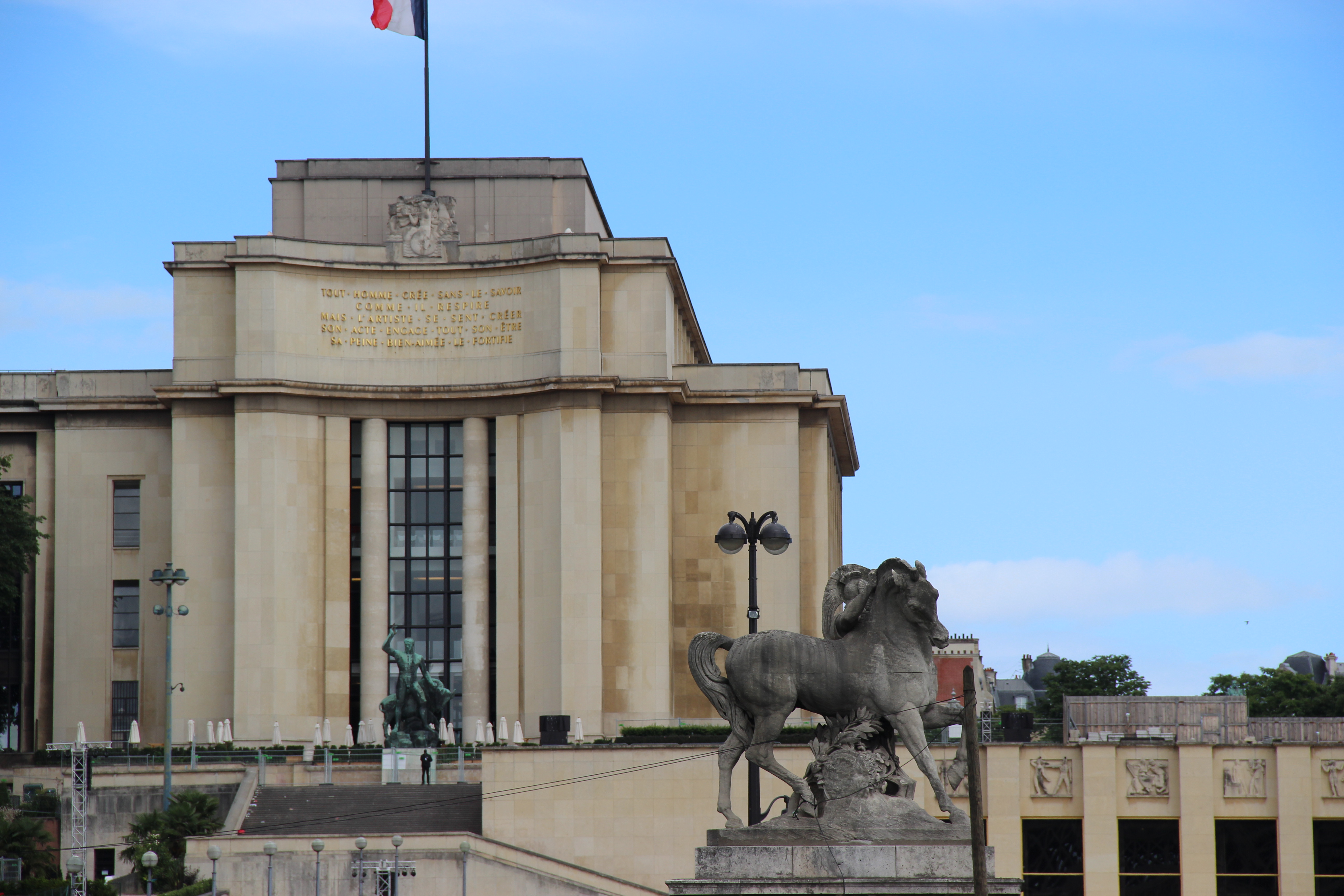
Palais de Chaillot, lieu des concerts du Chœur de Saint-Guillaume dans les années 1950.

Le chœur renoue avec sa tradition de chanter à Paris en présentant les Passions de Bach au palais de Chaillot (1951, 1953 et 1956) et à la Salle Pleyel (1958). Dans ses concerts de la Passion selon saint Matthieu au palais de Chaillot, le chœur est accompagné par le Chœur d'enfants de l'École alsacienne et du Collège Sévigné et la participation des solistes Ernst Haefliger dans le rôle de l'évangéliste et de Pierre Mollet.
Pour le Vendredi saint de mars 1951, le chœur chante La Missa solemnis (Beethoven) au Palais des Fêtes de Strasbourg avec comme solistes Marcelle Bunlet, professeur au conservatoire de Strasbourg et Jean Giraudeau (chanteur).

#### La création mondiale duStabat Materde Poulenc (1951)

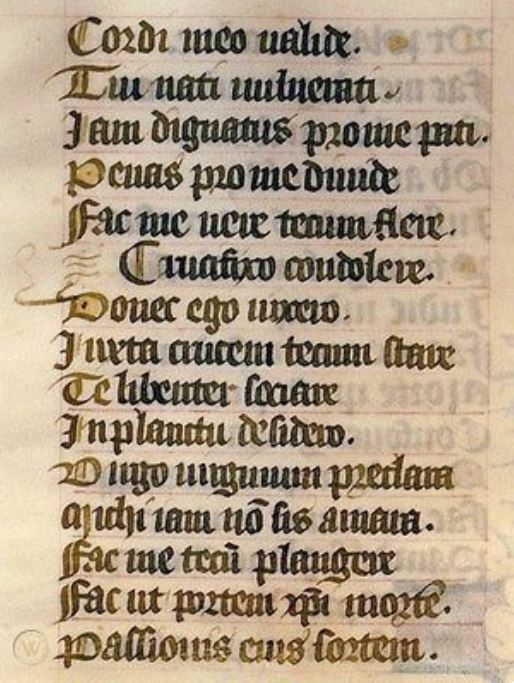
Texte latin du Stabat Mater (manuscrit du XVe).

Au Festival de musique de Strasbourg, le chœur présente également, en création mondiale le 13 juin 1951, au palais des Fêtes de Strasbourg, le Stabat Mater de Poulenc en présence du compositeur.Francis Poulenc dédie son Stabat Mater à Christian Bérard, illustrateur et décorateur de Jean Cocteau et de Louis Jouvet, décédé brutalement en 1949. Il choisit de confier l'âme de son ami à Notre-Dame de Rocamadour, d'où le choix du Stabat Mater composé entre août 1949 et avril 1950. L'œuvre s'inspire « du plain chant médiéval, de la polyphonie de la Renaissance et du grand motet à la française », selon le musicologue Nicolas Southon spécialiste de Francis Poulenc.

##### Les raisons de sa création par Fritz Münch à Strasbourg
Depuis son lieu de villégiature à Agadir, Francis Poulenc écrit à Darius Milhaud en mars 1951 : « Je cache le Stabat Mater à tout le monde pour voir leurs trombines quand ils entendront ces 45 minutes de chœur et grand orchestre que Pierre Bernac considère comme ma meilleure œuvre. Me méfiant des moutons à 5 pattes avec le cher Munch à Aix, (...) j’ai choisi la chorale Saint-Guillaume, l’orchestre de Strasbourg et Fritz Münch ». Francis Poulenc sera plus explicite en expliquant avoir choisi la chorale Saint-Guillaume, l'orchestre municipal de Strasbourg et Fritz Münch en raison du « grand calme », du « grand sérieux » de son chef, « il n'a pas le côté entre ciel et drogue de son frère » Charles Munch. Il rajoute que Fritz Münch est « le seul à avoir vraiment compris la nature de son Stabat Mater ».

##### Un enregistrement historique perdu et retrouvé
L'œuvre est retransmise par la radio française et des radios étrangères. Mais non étiqueté, l'enregistrement de 1951 était considéré comme perdu avant d'être retrouvé en 2009. France Musique diffuse, en 2019 et 2023, deux extraits des archives de l'Institut national de l'audiovisuel, où l'on entend le Chœur de Saint-Guillaume et l'Orchestre municipal de Strasbourg sous la direction de Fritz Münch interpréter le « Stabat Mater dolorosa (I) » et le « Vidit suum (VI) », partie soliste chantée par Geneviève Moizan (1923-2020), soprano de 1949 à 1968 à l’Opéra de Paris.

##### Les réactions au chef-d'œuvre de Francis Poulenc

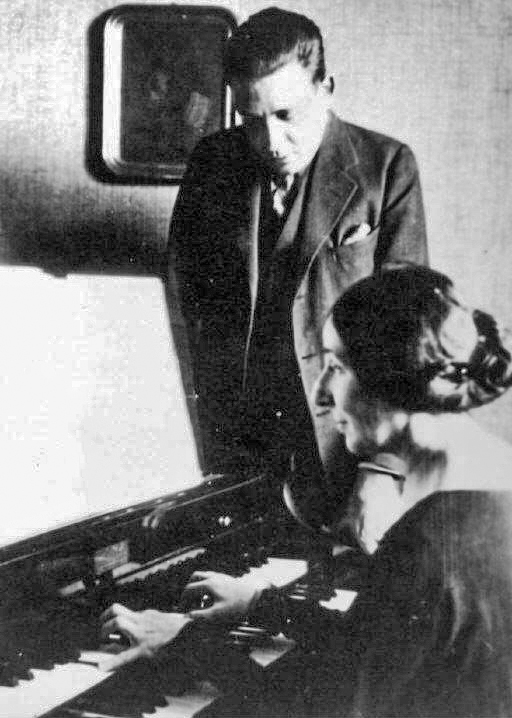
Francis Poulenc avec la célèbre claveciniste et pianiste Wanda Landowska

Dans l'émission La Tribune des critiques de disques de France Musique consacrée à la meilleure version du Stabat Mater (Poulenc), le 25 septembre 2020, Thomas Deschamps, critique à Classica, explique que l'enregistrement de la version de Fritz Münch est « étonnant au niveau des dynamiques, on s'aperçoit que, peut-être dans les versions internationales, ces dynamiques n'ont pas toujours été bien respectées, soit par l'ingénieur de son, soit par le chef, c'est difficile à dire »,.
Pour la Société des Amis de la Musique de Strasbourg, « Fritz Münch écrivait en lettres d'or dans les annales du Festival l'une des pages les plus importantes de la musique française du XXe siècle en créant la première mondiale du Stabat Mater (Poulenc) ».
En 1951, un critique du quotidien Le Monde écrit que « Les Chœurs de Saint-Guillaume de Strasbourg sont célèbres dans le monde entier, et leur réputation se fonde sur la qualité des exécutions qu'ils donnent (...). Ils doivent cette haute qualité à l'homme dont le nom restera attaché à l'histoire de l'activité musicale de Strasbourg, à Fritz Münch. Dès que l'on parle de Jean Sébastien Bach trois noms viennent immédiatement à l'esprit : à Paris, Gustave Bret [Chef de chœur et président de la Société Bach de Paris de 1904 à 1940] ; à Strasbourg, Albert Schweitzer et Fritz Münch ».
Le 30 avril 1952, le Stabat Mater de Poulenc est présenté pour la première fois à l’église Saint-Roch de Paris avec l'Orchestre Lamoureux avec comme soliste Geneviève Moizan, le concert est précédé du Magnificat (Bach) et de la cantate BWV 6 Bleib bei uns, denn es will Abend werden. Le 20 janvier 1961, Francis Poulenc confiera la création de son Gloria (Poulenc) au frère de Fritz Münch, Charles Munch et à l'orchestre symphonique de Boston. Le Chœur de Saint-Guillaume chantera le Gloria (Poulenc) en 1999 et le Stabat Mater (Poulenc) à nouveau en 2001 et en 2022.

#### Créations contemporaines et enregistrement de disques
Le chœur présente des œuvres contemporaines, comme le When Lilacs Last in the Dooryard Bloom'd (Hindemith) de Paul Hindemith (1952) avec comme solistes Elsa Cavelti et Heinz Rehfuss, Nicolas de Flue (1954) et les Cris de Paris (1962) d'Arthur Honegger, dont Fritz Münch prononcera l'hommage funèbre à sa mort en 1955, et Golgotha (oratorio) de Frank Martin (1955 et 1959).
Le Chœur de Saint-Guillaume réalise plusieurs enregistrements avec l'Orchestre municipal de Strasbourg sur Disque microsillon sous la direction de Fritz Münch.
En 1954, Radio Strasbourg enregistre, dans le cadre du Festival de musique de Strasbourg, un disque sur le Psaume 47 composé, en 1904, par Florent Schmitt (1952) avec comme soliste Geneviève Moizan. L'enregistrement est disponible sous forme de CD en 2021.
Puis le chœur enregistre, en 1957, la Litanie du Saint-Sacrement (KV 243) de Wolfgang Amadeus Mozart  et l' Oratorio de Noël (Bach) sous le label Lumen. Comme l'explique un critique en 2009, Fritz Münch interprète la Pastorale de l'Oratorio de Noël « selon les canons d'interprétation de cette époque : les tempos modérés, les effectifs fournis et la vision d'ensemble romantique font de ce disque un témoignage d'un autre âge aujourd'hui ». Parmi les solistes de l'enregistrement de l'Oratorio de Noël, on trouve le ténor suisse Hugues Cuénod.
En 1958, dans le cadre du Festival de musique de Strasbourg, le chœur enregistre également la Messe en si mineur de Johann Sebastian Bach avec l'Orchestre municipal de Strasbourg sur un Disque microsillon sous le label Odeon.

#### La fin de la dynastie musicale des Münch

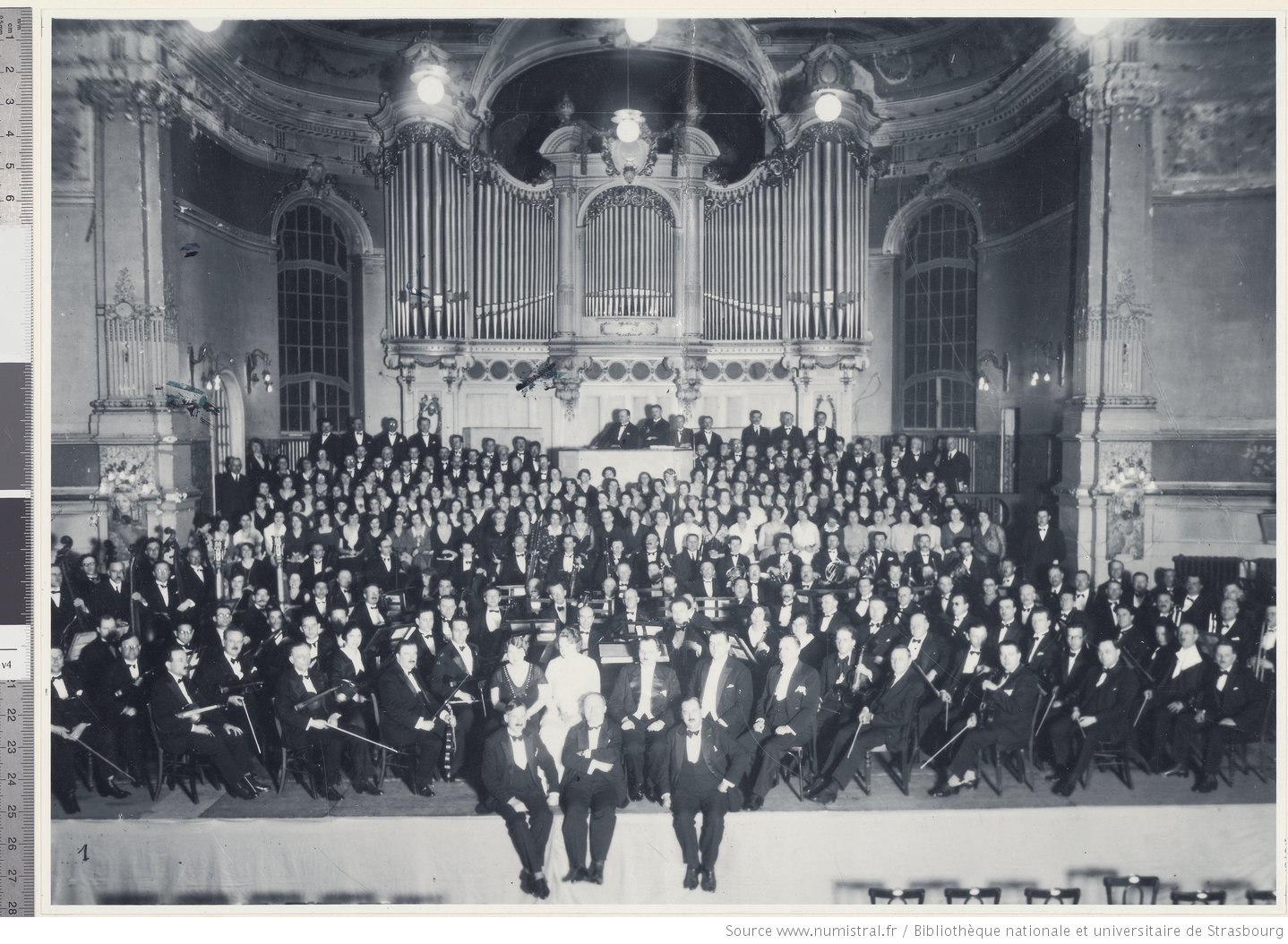
Premier Festival de Strasbourg. Fritz Munch avec l'Orchestre municipal de Strasbourg et le Chœur de Saint-Guillaume au Palais des fêtes de Strasbourg en 1932.

En 1960, Fritz Münch dirige son dernier concert au Festival de musique de Strasbourg : « Symboliquement, il choisit d'y diriger à la tête de ses chœurs, comme en 1932, la Symphonie no 9 de Beethoven ». En avril 1962, il dirige pour la dernière fois la Passion selon saint Matthieu et au Festival international de musique de Zurich, Fritz Münch dirige le chœur pour la dernière fois dans deux œuvres d'A. Honegger : Les Cris du Monde (déjà présenté en 1933 et 1938) et la Symphonie liturgique ou la Symphonie no 3 de Honegger dont son frère Charles Munch avait dirigé la création seize ans plus tôt, en 1946. Arthur Honegger écrit à propos de la manière de diriger de Fritz Münch : « Ici le chef n'est pas une vedette, un virtuose qui présente son numéro pour obtenir les acclamations du public. C'est un conducteur qui fait revivre une œuvre musicale avec le seul désir d'en transmettre la substance à ceux qui viennent y chercher  la joie intérieure et le réconfort de l'âme ».
Fritz Münch dirige le Chœur de Saint-Guillaume pendant 38 années jusqu'en 1962 ; c'est la fin de la dynastie Münch qui aura marqué le Chœur de Saint-Guillaume et la vie musicale strasbourgeoise pendant 78 ans. Comme l'écrit l'hebdomadaire Le Point, le 16 mai 2003, « Si Strasbourg a été la ville la plus naturellement musicienne de France, on sait pourquoi. Ses Bach furent les Münch ».
La musicologue et professeure au Conservatoire à rayonnement régional de Grenoble, Bernadette Lespinard place les Münch dans la grande tradition des chefs de chœur pédagogues au service de la musique chorale française : « Les efforts admirables de quelques chefs, Jules Pasdeloup, Charles Lamoureux, Édouard  Colonne, suivis de Gabriel Pierné et (des) Munch - Ernest Münch et Fritz Münch - ont préparé pour la musique chorale la place éminente qui est la sienne depuis 1950 ; grâce au concert, sans quitter les lieux traditionnels de sa pratique, l'église et l'opéra, la musique s'est à la fois popularisée et universalisée ».En 1960, la Ville de Strasbourg rend hommage à Ernest Münch en donnant son nom à la rue (ancienne rue de la Krutenau) menant à l'église Saint-Guillaume.

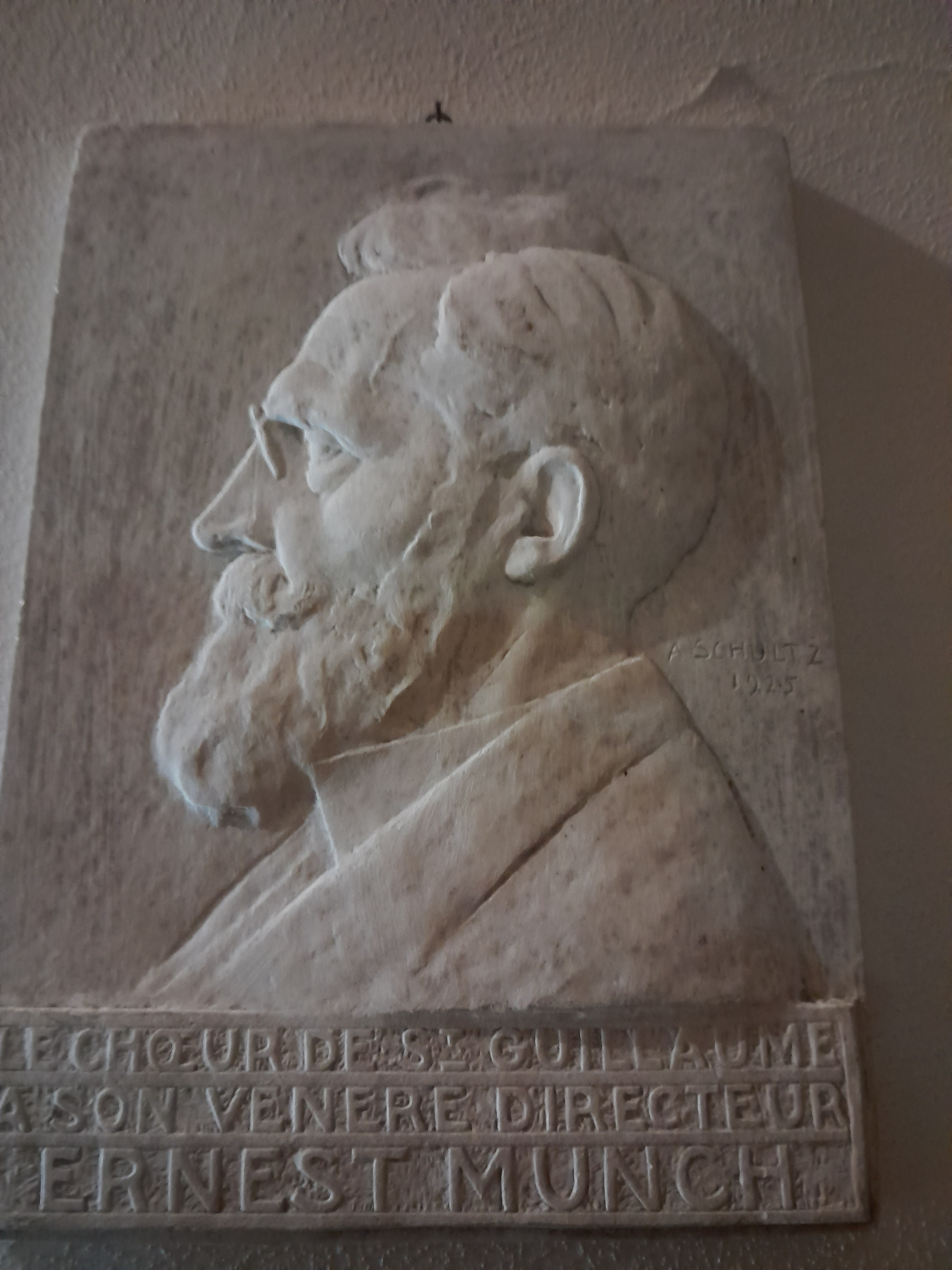
Ernest Münch, chef du Chœur de Saint-Guillaume de 1884 à 1925.
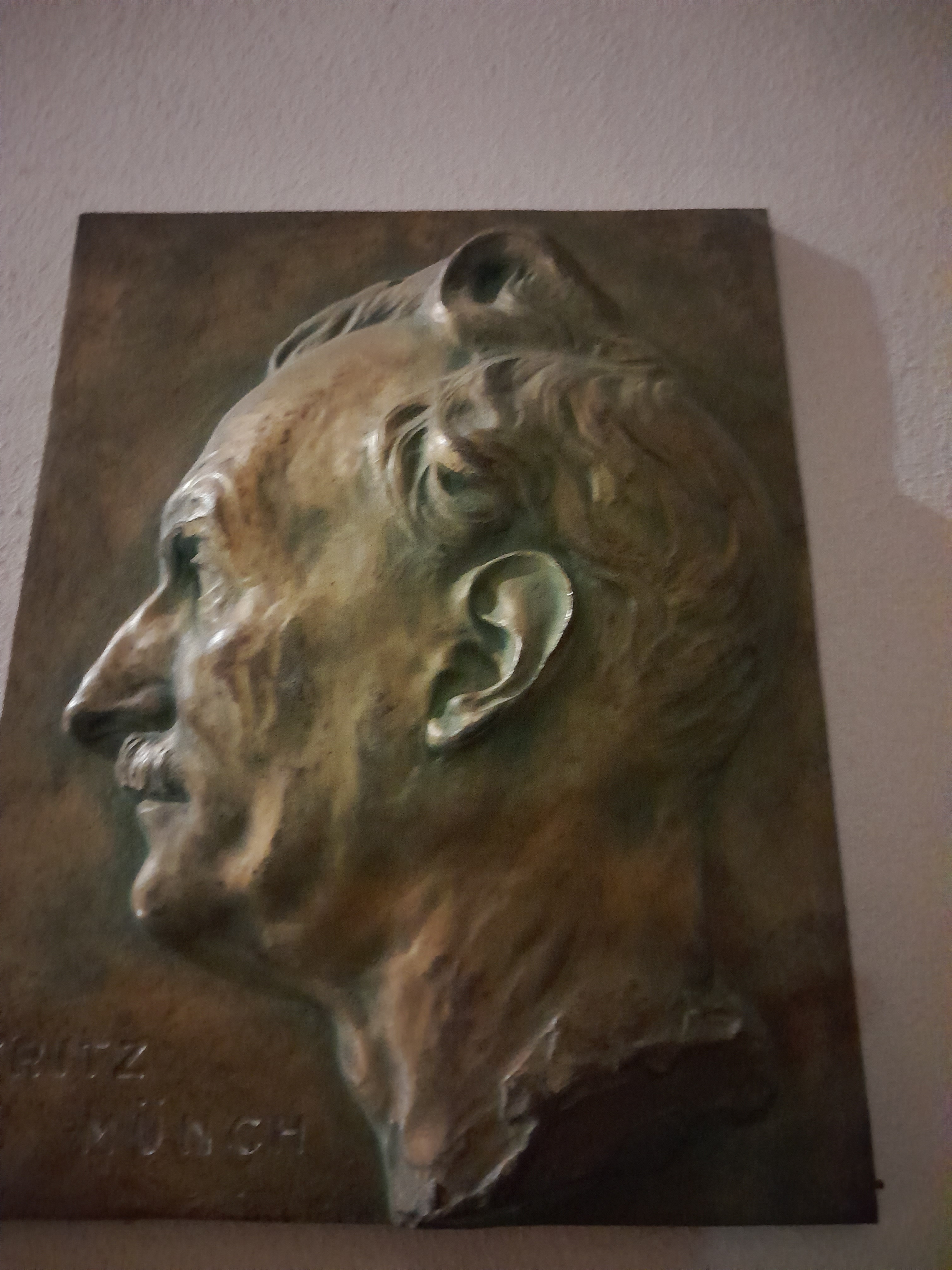
Fritz Münch, chef du Chœur de Saint-Guillaume de 1925 à 1962.

#### Les célèbres solistes ayant chanté avec le chœur lesPassionsde Bach

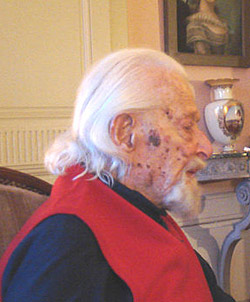
H. Cuénod a chanté le rôle de l'évangéliste lors des Passions de 1947 à 1962.

Des solistes ont commencé ou poursuivi leur brillante carrière dans les Passions avec le Chœur de Saint-Guillaume, comme les sopranos Edith Selig de 1954 à 1961 et Maria Stader, soliste suisse d'origine hongroise, de 1950 à 1960, l’alto suisse Elsa Cavelti de 1950 à 1958, les ténors suisses Hugues Cuénod qui tient le rôle de l’évangéliste dans les Passions pratiquement sans interruption de 1947 à 1962 et Ernst Haefliger qui chante ponctuellement avec le chœur entre 1948 et 1960, ainsi que le baryton Pierre Mollet qui chante régulièrement avec le chœur de 1949 à 1962.

## Les chefs de chœur de 1963 à 2013

### André Stricker (1963-1967)

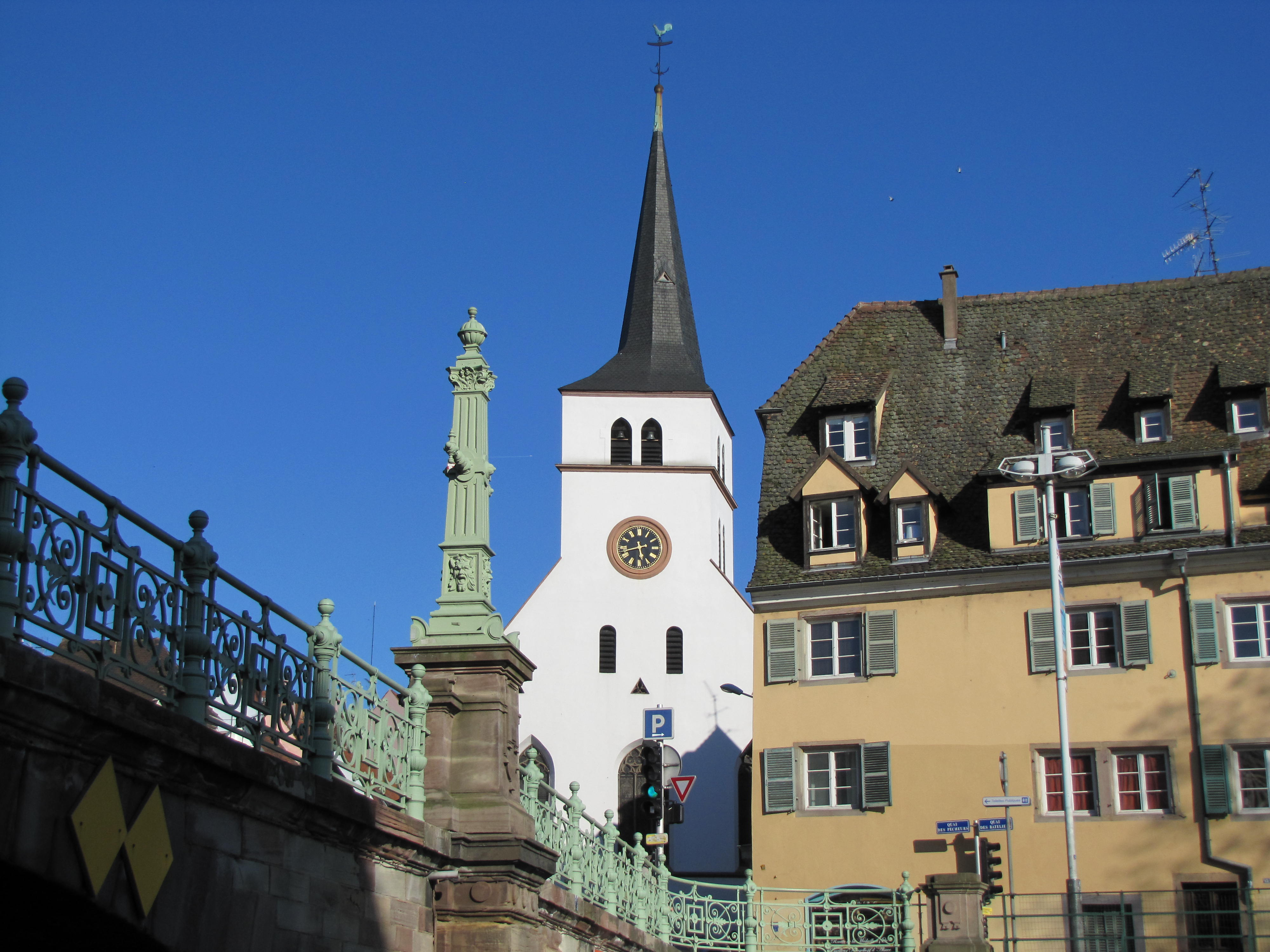
L'église Saint-Guillaume de Strasbourg

À la demande de Fritz Münch, le Mulhousien André Stricker prend la direction du chœur en 1963. Il est organiste à l’église Saint-Guillaume et professeur de musique au sein des écoles normales protestantes de Strasbourg (1954-1972). Par la suite, il devient professeur en charge de l'enseignement de l'orgue au conservatoire de Strasbourg de 1972 à 1996.
On retrouve l’éclectisme du chœur dans les œuvres présentées. André Stricker dirige Messiah ou Le Messie de Georg Friedrich Haendel, œuvre qui avait été présentée en totalité dans les années 1903 et 1904. Au Festival de musique de Strasbourg de 1964, Dimitri Chorafas, chef d’orchestre grec, est invité à diriger l'Orchestre municipal et les Chœurs de Saint-Guillaume, à la place de Charles Munch souffrant, dans la Symphonie no 9 de Beethoven.
En 1966, le chœur chante les Te Deum (Charpentier) et Te Deum de Georg Friedrich Haendel, ainsi que la 3e partie des Leçons de ténèbres (François Couperin). En 1967, le chœur chante, pour la première fois, Judas Maccabée de Georg Friedrich Haendel. Cette même année, Hans Münch, fils d’Eugène Münch et neveu d’Ernest Münch est invité à diriger le Requiem (Berlioz). L'organiste et compositeur André Stricker est décédé, en 2003, à Strasbourg.

### René Matter (1967-1988)

Le Roi David d'Arthur Honegger présenté quatre fois par le chœur en 1925, en 1949, en 1972 et en 2008.

René Matter, organiste et professeur au conservatoire de Strasbourg, prend la direction du Chœur de Saint-Guillaume. Il  dirige de nombreuses chorales (la Chorale strasbourgeoise et le Madrigal) et des orchestres (l'Orchestre Symphonique, l’Orchestre de Chambre, la Philharmonie de Strasbourg et l'Orchestre du Théâtre de Mulhouse).

#### Hommages musicaux à Charles et Fritz Münch
En hommage à Charles Munch décédé brutalement, le 6 novembre 1968, lors d'une tournée aux États-Unis, la Société des Amis de la Musique organisatrice du Festival de musique de Strasbourg et les Chœurs de Saint-Guillaume lui rendent hommage, le 24 janvier 1969, à l'église Saint-Guillaume. René Matter présente alors un programme autour de œuvres d'Arthur Honegger et des chorals de Jean-Sébastien Bach qui se termine par le choral Vor deinem Thron tret ich hiermiet ou Devant ton trône, je vais comparaître (BVW 668). Un an plus tard, le 10 mars 1970, décédait son frère Fritz Münch à Niederbronn-les-Bains. La réputation de chef d'orchestre et chef de chœur de Fritz Münch était tellement importante des années 1930 au années 1950, que le quotidien Le Monde publie, le 13 mars 1970, sa nécrologie.

#### Grandes oeuvres et oratorios
René Matter dirige Un Requiem allemand (Brahms) (1969), la Missa Solemnis (Beethoven) (1970), Le Roi David d'Arthur Honegger (1972), Elias (oratorio) de Felix Mendelssohn avec le Chœur de la cathédrale (1977), Christus (Liszt) (1979), l'Oratorio de Noël (Bach) (1980) et Une Cantate de Noël d'Arthur Honegger (1982).

#### Concerts dédoublés et chefs invités
C'est à René Matter que revient l'idée de dédoubler les concerts de la Passion en Alsace (Colmar, Wasselonne, Saverne et Mulhouse) en allant même à Belfort et en Suisse jusqu'à Lausanne. À partir de 1979, le chœur est accompagné lors de ses concerts par l'Orchestre de chambre Albert Schweitzer fondé par Frédéric Benmann, choriste pendant 20 ans au Chœur de Saint-Guillaume.

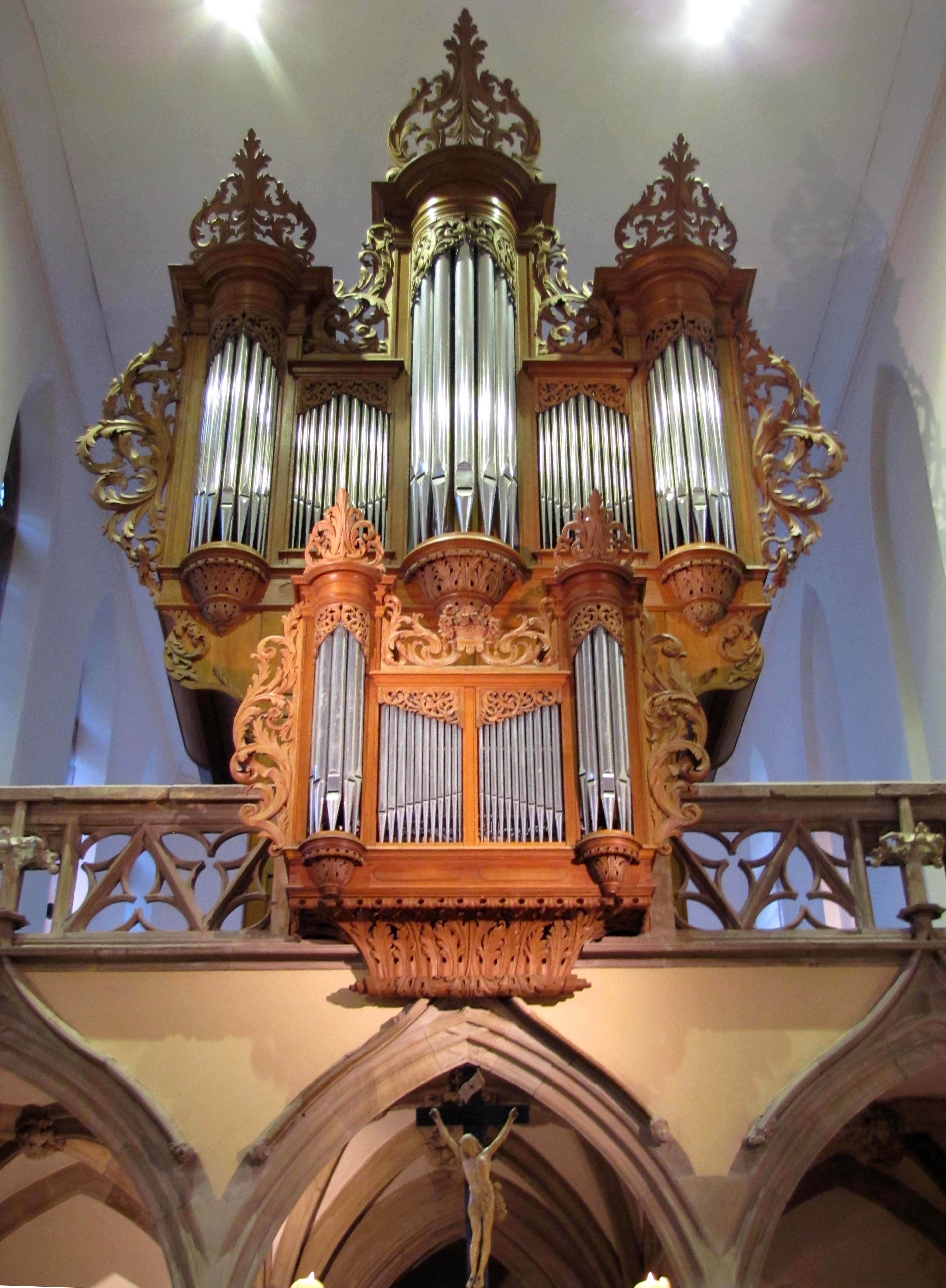
L'orgue de l'église Saint-Guillaume.

En 1983, un office œcuménique a lieu pour la première session du Parlement européen à Strasbourg, le Chœur de Saint-Guillaume et le Chœur de Stuttgart (ville jumelée avec Strasbourg) chantent le Te Deum (Charpentier) et la Messe Nelson de Joseph Haydn.
Des chefs sont invités, comme Robert Pfrimmer, chef du Chœur de la cathédrale Notre-Dame de Strasbourg, qui dirige en 1982, L'Enfance du Christ de Hector Berlioz ou encore Theodor Guschlbauer, chef de l'Orchestre philharmonique de Strasbourg et directeur musical de l'Opéra national du Rhin qui dirige Die Jahreszeiten ou Les Saisons de Joseph Haydn en 1984 et Christus am Ölberge ou Le Christ au Mont des Oliviers de Ludwig van Beethoven en 1986.

#### Le Chœur de Saint-Guillaume et ses chefs honorés
En 1985, pour le 100e anniversaire de la fondation du chœur et le 300e anniversaire de la naissance de Bach, le Chœur de Saint-Guillaume interprète la Messe en si mineur de Bach.
À l'église Saint-Guillaume de Strasbourg, l'orgue est reconstruit, en 1987, par le facteur d'orgues Yves Koenig (facteurs d'orgues) dans l'esthétique de Gottfried Silbermann. René Matter y dirige cette année-là Messiah ou Le Messie de Georg Friedrich Haendel.
En 1988, René Matter, pour sa dernière année de direction au chœur, dirige une de ses compositions La cantate de Pentecôte. Ô Saint-Esprit, Esprit d'amour sur un texte du liturgiste protestant suisse Marcus Jenny. René Matter aura dirigé, 21 ans, le Chœur de Saint-Guillaume. René Matter, compositeur de musique instrumentale et vocale, est décédé, en 2006, à Colmar.
En 1989, la Ville de Strasbourg décide de renommer la rue Ernest Munch en rue Munch en hommage à la famille Münch pour avoir marqué 38 ans de la vie musicale strasbourgeoise. Deux ans plus tard, en 1991, le chef autrichien Theodor Guschlbauer dirige l'Orchestre philharmonique de Strasbourg dans la Damnation de Faust d'Hector Berlioz en l'honneur du centenaire de la naissance de Charles Munch.

#### Les célèbres solistes ayant chanté avec le chœur lesPassionsde Bach

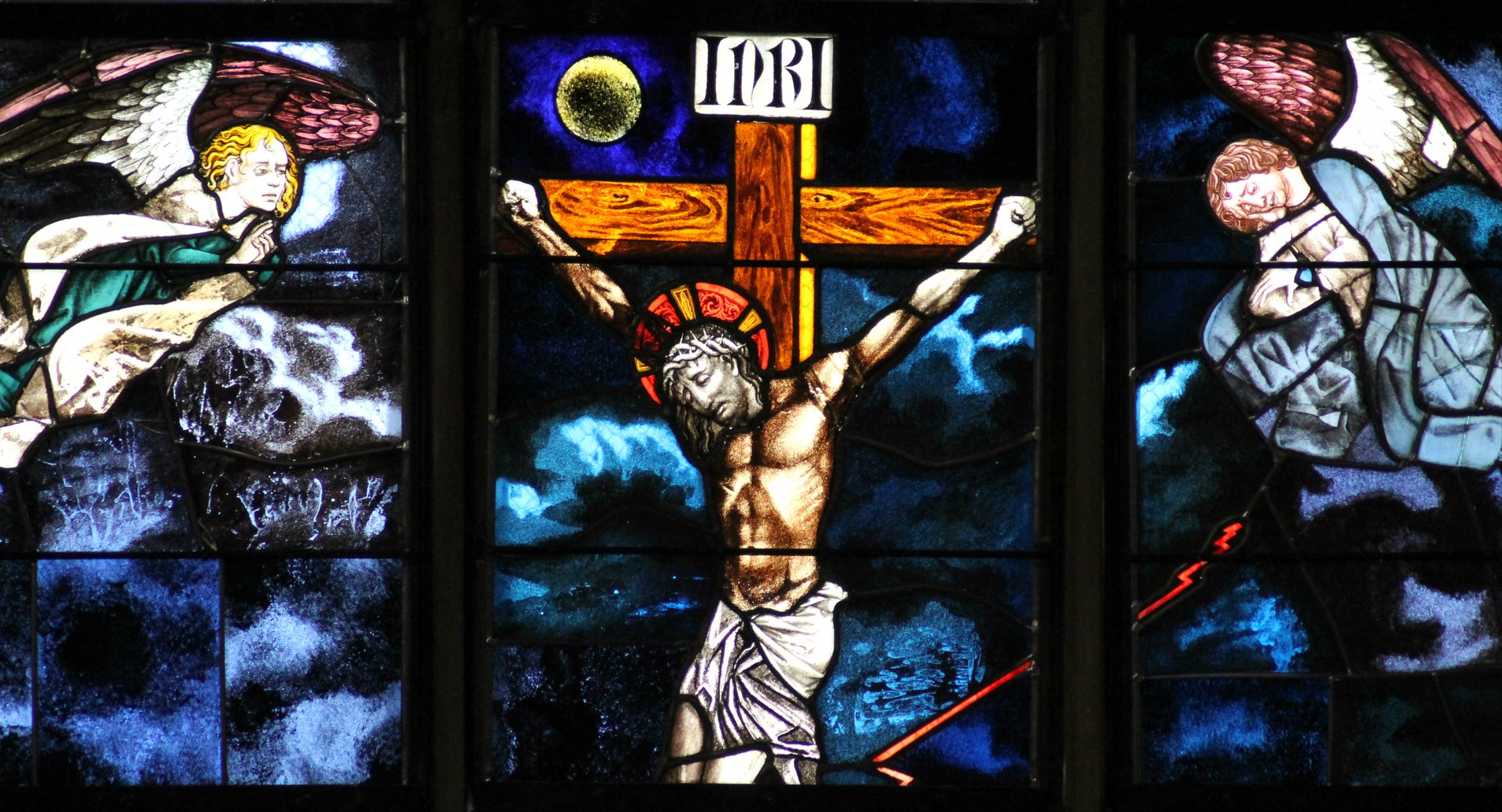
Vitrail de la crucifixion de l'église Saint-Guillaume utilisé comme illustration pour les programmes des Passions de Bach.

À partir des années 1960, de célèbres solistes chantent ponctuellement les Passions de Bach avec le Chœur de Saint-Guillaume dans le cadre de leur participation au Festival de musique de Strasbourg, comme les sopranos Margot Guilleaume (1964), Marie-Louise Gilles (1966), Friederike Sailer (1963-1966), Elisabeth Speiser (1969), Klesie Kelly (1973-1974), Barbara Martig-Tüller (1978), Alison Browner (1985) et Edith Wiens (1985), les ténors Helmut Krebs (1963 et 1967), Charles Jauquier (1969), Gerhard Faulstich (1973) et Christoph Prégardien (1985), les barytons Roland Hermann (1967), Josef Loibl (1985), Andreas Schmidt (baryton) (1985), ainsi que les basses Peter Meven (1973), Jakob Stämpfli (1973-1974), Philippe Huttenlocher (1978), Erich Wenk (1965 et 1979) et Cornelius Hauptmann (1982).

### Erwin List (1989-2013)
Erwin List, chef fondateur de l’Orchestre Universitaire de Strasbourg et ancien chef de l'Ensemble Vocal Universitaire, dirige pendant 25 ans le Chœur de Saint-Guillaume.

#### Les échanges musicaux avec l'outre-Rhin
Erwin List développe la collaboration avec le Motettenchor de Stuttgart, ville jumelée avec Strasbourg, en dirigeant avec le chef allemand Günther Graulich, à Strasbourg et à Stuttgart, le Requiem (Verdi) (1993), Un Requiem allemand (Brahms) (1994) et Messe no 3 de Bruckner et le Te Deum d’Anton Bruckner (1997).

#### Le temps des tournées de concerts en Allemagne et en France

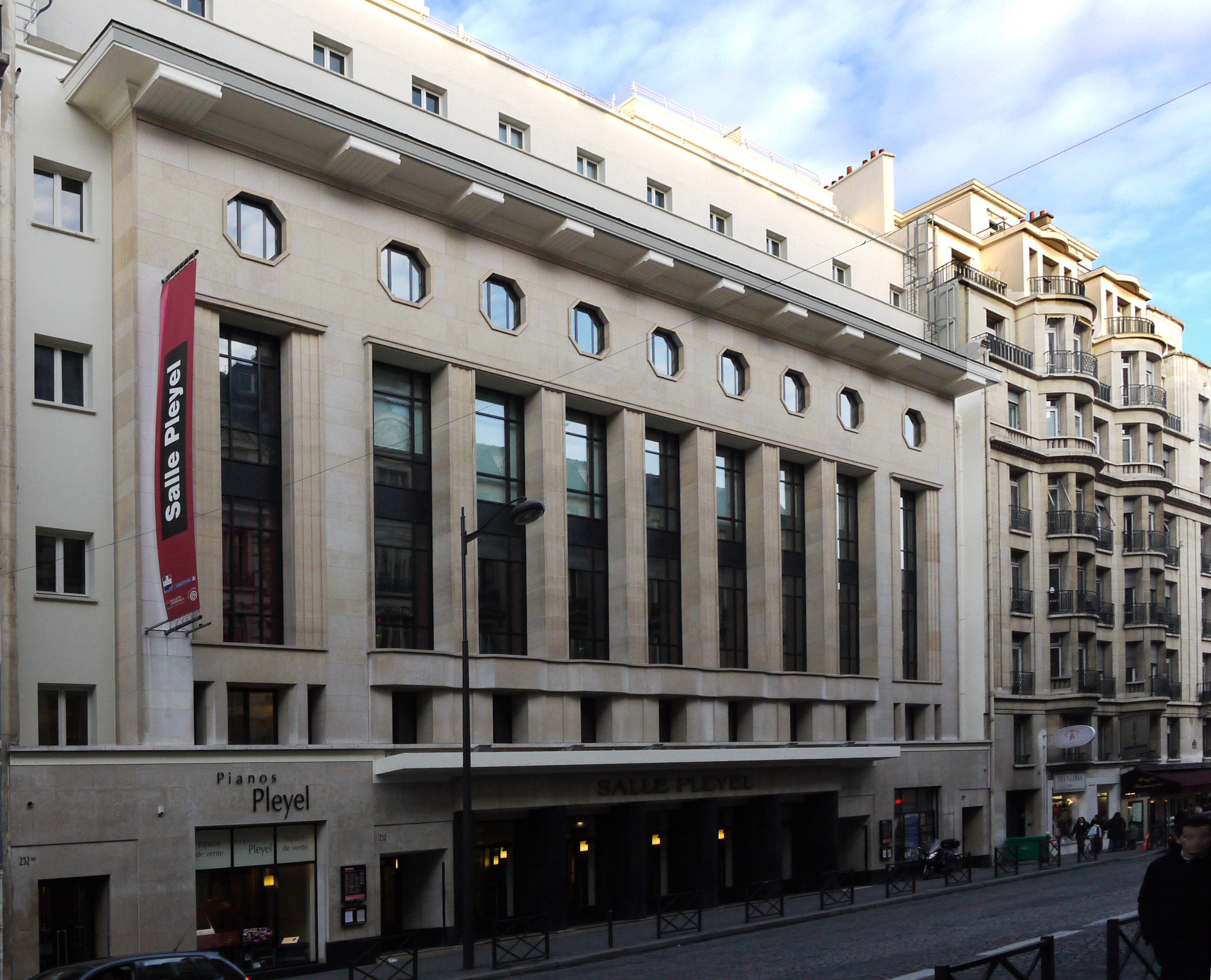
Salle Pleyel, lieu du concert de 1999. Le chœur y a chanté la 1re fois en 1928.

En 1994, le chœur a donné Elias de Felix Mendelssohn au « Florilège vocal » de Tours. En 1998, la cheffe d'orchestre invitée Anne Muller dirige le Requiem (Fauré) et le Schiksalslied ou Le Chant du Destin de Johannes Brahms.
En 1999, il a participé à l'interprétation du Requiem de Hector Berlioz lors de plusieurs concerts en Allemagne à Worms, Trèves, à l'Abbaye d'Eberbach, sous la direction du chef d'orchestre autrichien Theodor Guschlbauer, dans le cadre du Kultursommer-Rheinland-Pfalz et à la Salle Pleyel à Paris.

#### Concerts symphoniques, oratorios et grandes oeuvres
En mai 2002 il a collaboré, avec d’autres chœurs, à l’exécution de Symphonie no 8 de Mahler de Gustav Mahler par l’Orchestre philharmonique de Strasbourg, sous la direction du chef d'orchestre britannique Jan Latham-Koenig.
Erwin List dirige le Chœur de Saint-Guillaume dans Messiah de Georg Friedrich Haendel (2003) et La Résurrection et l'Ascension de Jésus de Carl Philipp Emanuel Bach (2004).

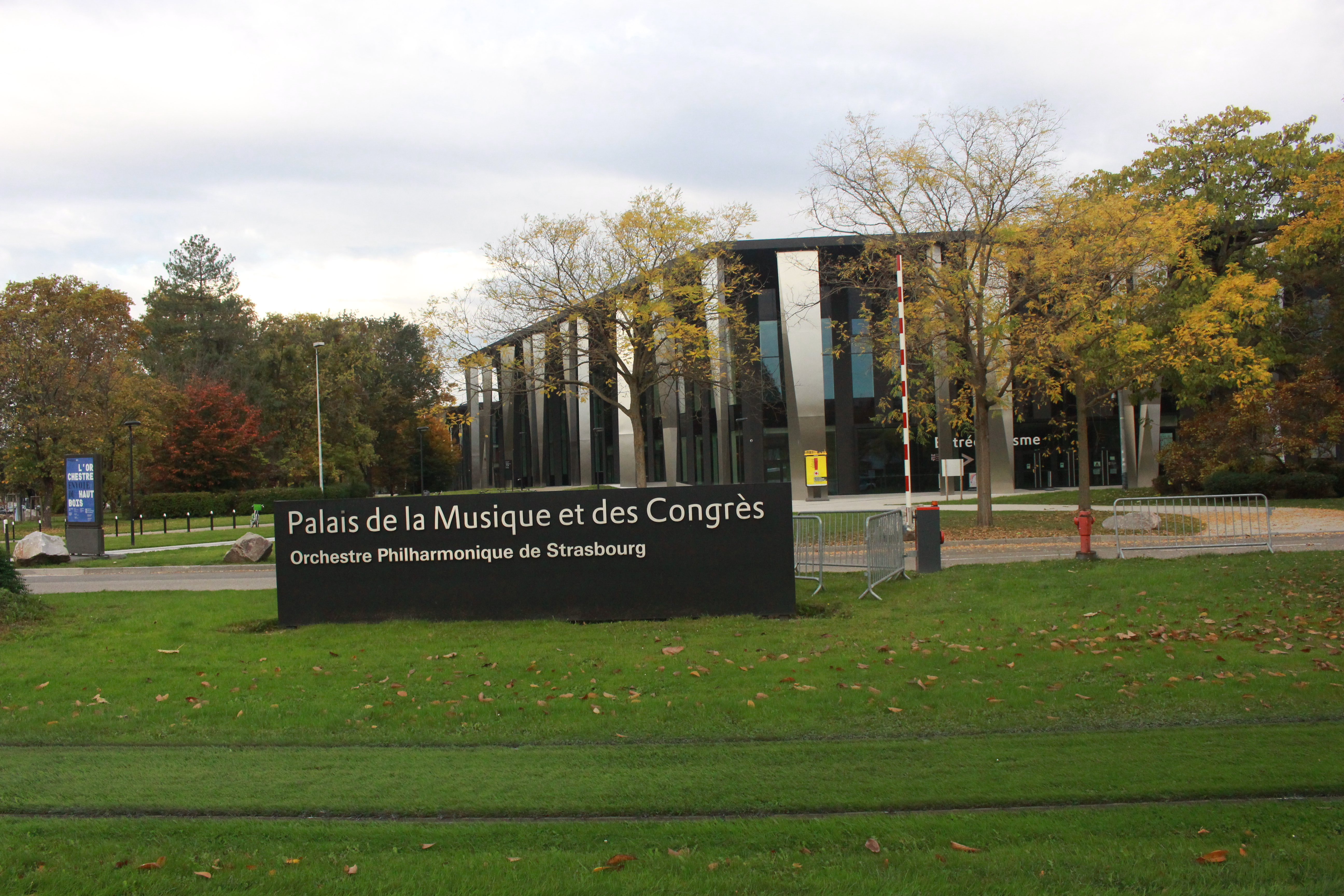
Palais de la musique et des congrès (PMC) de Strasbourg, lieu de deux concerts du chœur en 2005.

Le Vendredi saint 2005, il était invité par l’Orchestre philharmonique de Strasbourg pour une Passion selon saint Matthieu de J.S. Bach au Palais de la musique et des congrès, où il assure la partie du 2e chœur, sous la direction du chef d'orchestre suisse Armin Jordan. La totalité du chœur de Saint-Guillaume ne pouvant participer à ce projet, l'autre partie du chœur a chanté Die sieben letzten Worte unseres Erlösers am Kreuze ou Les Sept Dernières Paroles du Christ en croix de Joseph Haydn.
En 2005, le chœur fête le 120e anniversaire de la fondation du chœur et édite une plaquette de son histoire musicale strasbourgeoise. Il noue à cette occasion un nouveau partenariat avec le Motettenchor de Stuttgart dirigé par Simon Schorr. Les deux chœurs chantent le Stabat Mater (Dvořák) accompagnés de la Kammerphilharmonie de l'université de Stuttgart sous la direction d'Erwin List au Palais de la musique et des congrès.

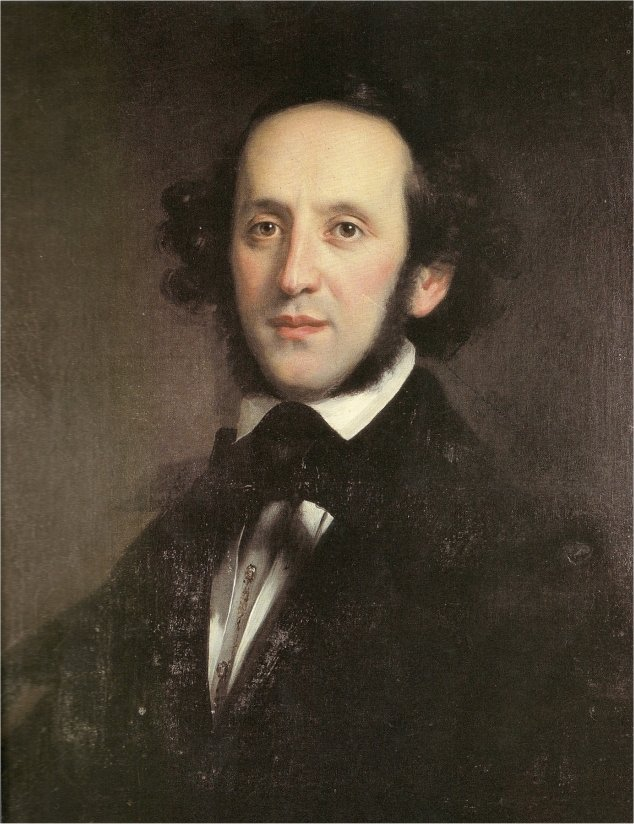
F. Mendelssohn fait redécouvrir la Passion selon saint Matthieu de Bach en la dirigeant en 1829.

#### Retour aux sources: Bach, Honegger et Poulenc
En 2007, les concerts de Noël ont lieu autour d'œuvres de Bach, le Magnificat (Bach), Ich habe genug et le Gloria in excelsis Deo (BWV 191).
En 2008, le Chœur de Saint-Guillaume présente avec l'orchestre de chambre Albert Schweitzer deux oeuvres qui ont contribué à sa notoriété Le Roi David d'Arthur Honegger, présenté la première fois, en 1925, et le Stabat Mater (Poulenc), présenté en création mondiale en 1951, au Palais des Fêtes de Strasbourg.
En 2009, le Chœur de Saint-Guillaume rend hommage à Felix Mendelssohn pour le 200e anniversaire de sa naissance en présentant trois cantates Jesu, meine Freunde, Wir glauben all an einem Gott, Wer nun der lieben Gott lässt walten lors du culte musical du Festival de musique de Strasbourg. Pour Noël 2009, il chante le Magnificat d'Antonio Vivaldi, trois motets du temps de Noël de Felix Mendelssohn et l'Oratorio de Noël (Saint-Saëns) accompagné par le même orchestre.
En dehors des Passions, le chœur présente deux œuvres majeures de Bach, en 2010, en chantant la Messe en si mineur et en 2011, en présentant l'Oratorio de Noël (Bach) avec l'orchestre de chambre Albert Schweitzer.
En 2012, il interprète la Symphonie no 1 de Vaughan Williams, en collaboration avec la Philharmonie de Strasbourg, en l’honneur de la présidence britannique du Conseil de l’Europe.

#### Naissance de l'orchestre baroque du chœur: le Bach Collegium Strasbourg Ortenau

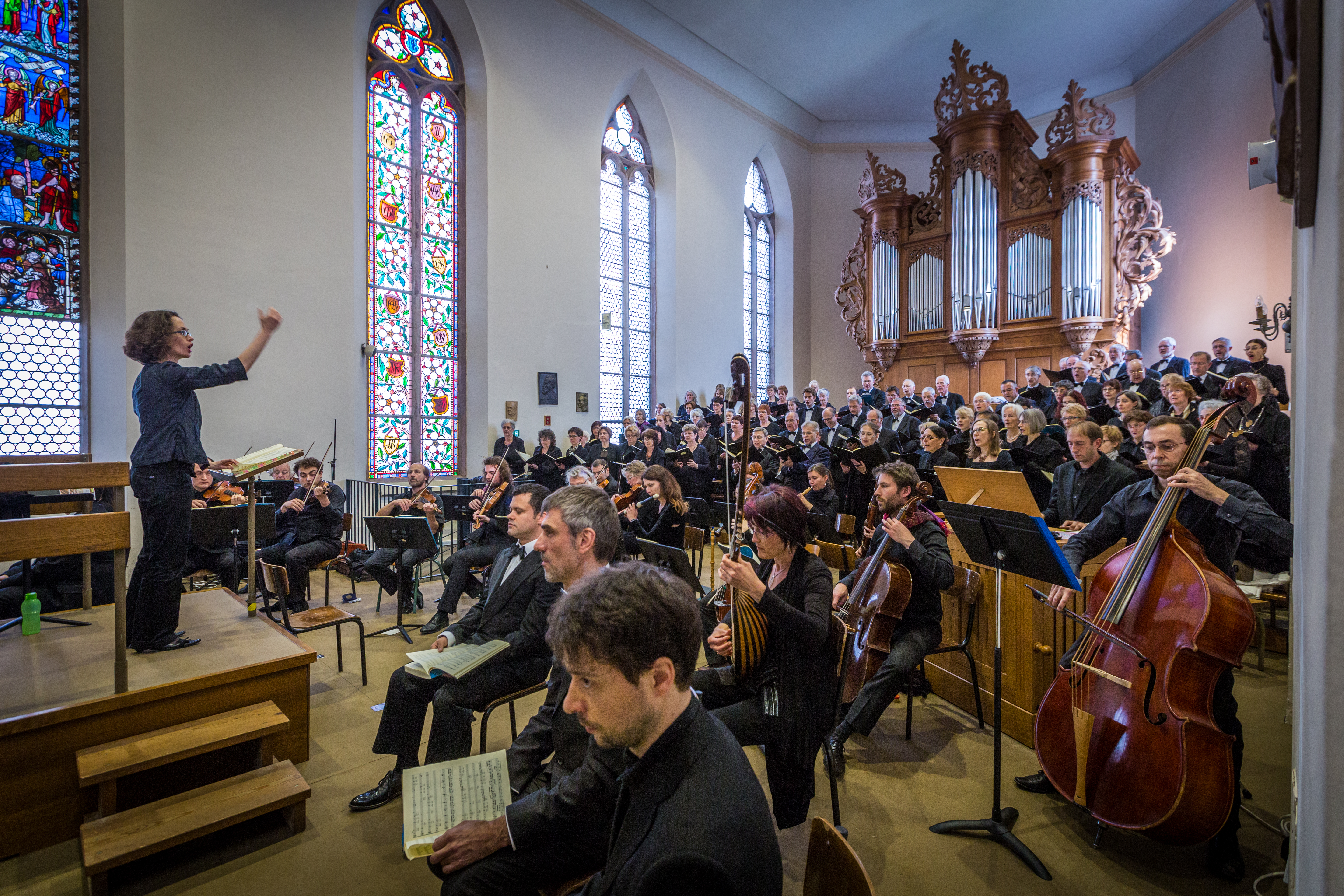
Orchestre Bach Collegium Strasbourg-Ortenau, membre de l'Association du Chœur de Saint-Guillaume, accompagnant le chœur lors des Passions.

En 2012, le Chœur de Saint-Guillaume a l'idée de se doter d'un ensemble instrumental baroque Bach Collegium Strasbourg Ortenau, ensemble à cordes baroque, qui devient membre de l'Association du Chœur de Saint-Guillaume.
Cet ensemble instrumental  accompagne le Chœur de Saint-Guillaume lors de ses deux concerts annuels et se produit lors de concerts instrumentaux de Noël et de printemps.
Cette même année, pour la première fois de son histoire, le Chœur de Saint Guillaume interprète la Passion selon saint Jean, accompagné d’un ensemble d’instruments anciens, accordés au diapason baroque (« La » à 415 Hz). Cette expérience a été réitérée depuis avec la Passion selon saint Matthieu en mars 2013 et la Passion selon Saint Jean en 2014. Depuis lors, pour les concerts des Passions, le diapason baroque est systématiquement adopté.

#### Les hommages à Erwin List et à ses 24 années à la direction du Chœur de Saint-Guillaume

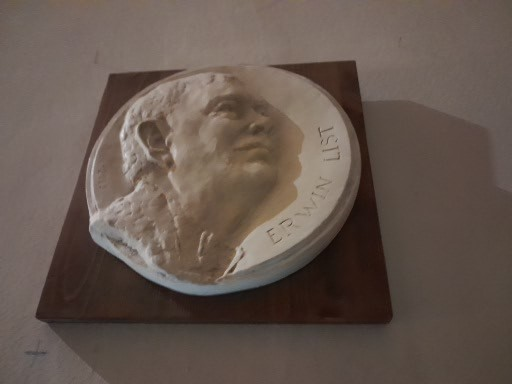
Erwin List, chef du Chœur de Saint-Guillaume, médaillon d'hommage à l'église Saint-Guillaume de Strasbourg.

En 2013, dans le cadre du projet commun transfrontalier Vox Rheni, le Chœur de St-Guillaume et la Singakademie Ortenau dirigés par Erwin List ont interprété Un requiem allemand (Brahms) dans l'Église Saint-Paul de Strasbourg et l'Église Saint-Guillaume de Strasbourg et dans l'Ortenau à Rheinbischofsheim dans la région Rheinau (Bade-Wurtemberg) et à Sasbach (Ortenau) et la Messe en si mineur de Jean-Sébastien Bach dirigée par le chef allemand Olaf Fütterer.
En 2014, en hommage à Erwin List pour ses 24 années de direction du Chœur de Saint-Guillaume, le chœur sous la direction d’Edlira Priftuli a interprété la cantate BWV 165 O heilges Geist- und Wasserbad de Jean-Sébastien Bach et un médaillon a été inauguré à son effigie sur la tribune de l'orgue pour ses 25 ans de direction.
En 2022, Erwin List, créateur de l’Association Régionale pour la Formation d’Animateurs de Chant Choral (Centre d’Art Polyphonique d’Alsace) et de la maison du Kleebach à Munster (Haut-Rhin) dédiée au chant choral, a fêté ses 80 ans entouré des chefs de chœur et des choristes de ses anciennes chorales.

#### Les célèbres solistes ayant chanté avec le chœur lesPassionsde Bach et d'autres œuvres sacrées

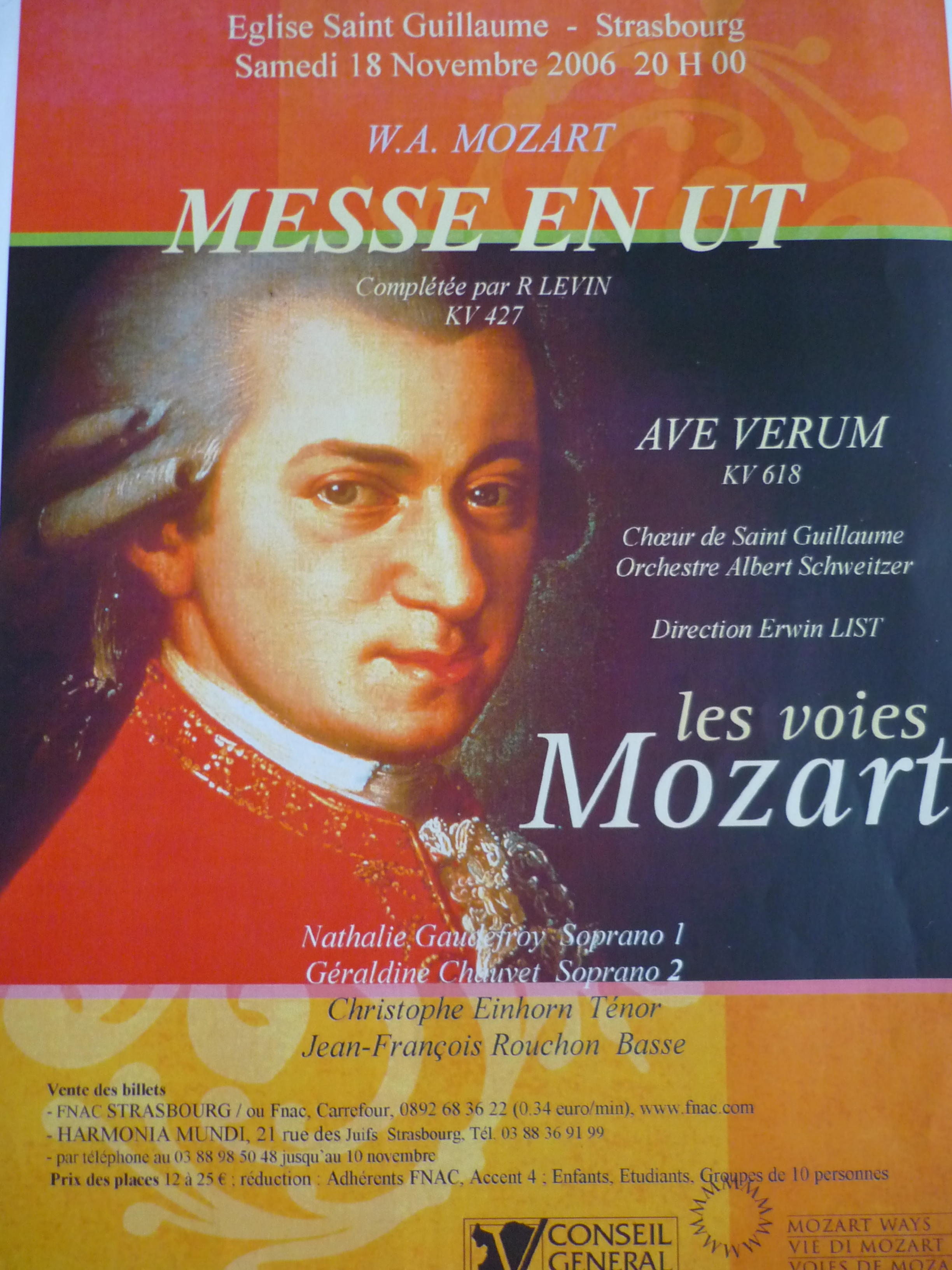
Affiche du concert de la Messe en Ut Mineur (KV 427) et de lAve Verum de W. A. Mozart (2006) avec les sopranos Nathalie Gaudefroy et Géraldine Chauvet, le ténor Christophe Einhorn et la basse Jean-François Rouchon sous la direction d'Erwin List.

Des solistes ont commencé ou poursuivi leur carrière dans les Passions ou d’autres œuvres sacrées avec le Chœur de Saint-Guillaume pendant la période de direction d’Erwin List, comme les sopranos Dominique Charasse (1987 et 1989), Mireille Delunsch (1991 à 1992 et 1996), Maria Bengtsson (2000), Christiane Boesiger (2002), Geraldine Cassidy (2002), Miah Persson (2005), Frédérique Friess (2003, 2007 et 2008), Géraldine Chauvet (2006 à 2008), Geneviève Kaemmerlen (2008 et 2009), Regina Dahlen (2011) et Nathalie Gaudefroy (2004 à 2013).
Parmi les altos, on trouve Brigitte Le Baron (1990), Marie-Noëlle Vidal (1992), Kathrin Hildebrandt (1999 à 2000), Marie-Noëlle Vidal (2002), Eric de Fontenay (2004) et Marion Eckstein (2005), Birgit Schmickler (2013) et Britta Jacobus (2013).
Les ténors Christophe Einhorn (1990 à 1995, 1998 et 2006), Patrick Labiche (1994 à 1999 et 2002), Benoît Haller (1998 à 2001, 2003 à 2006), Stuart Skelton (2002), Bernhard Gärtner (2003), Jan-Marc Bruin (2004), Werner Güra (2005), Steve Davislim (2005), Philippe Froeliger (2005), Christian Lorentz (2005 et 2010), Johnny Esteban (2006), Hans Jörg Mammel (2007), Benoît Porcherot (2002, 2007, 2008 et 2011) et Vincent Lièvre-Picard (2010 à 2013) ont chanté avec le Chœur de Saint-Guillaume.
On trouve également les basses ou les barytons-basses, René Schirrer (1989 à 1993, 1996 et 2004), Stephane Imboden (1991 à 1998), Philippe Kahn (1993), Markus Flaig (1999 à 2001), Manfred Bittner (2003), Dominik Wörner (2004), Jochen Kupfer (2005) , Dominic Burns (2012) et Jean-François Rouchon (2006 à 2007, 2010 à 2013).

## Les cheffes de chœur de 2013 à 2022

### Edlira Priftuli (2013-2021)

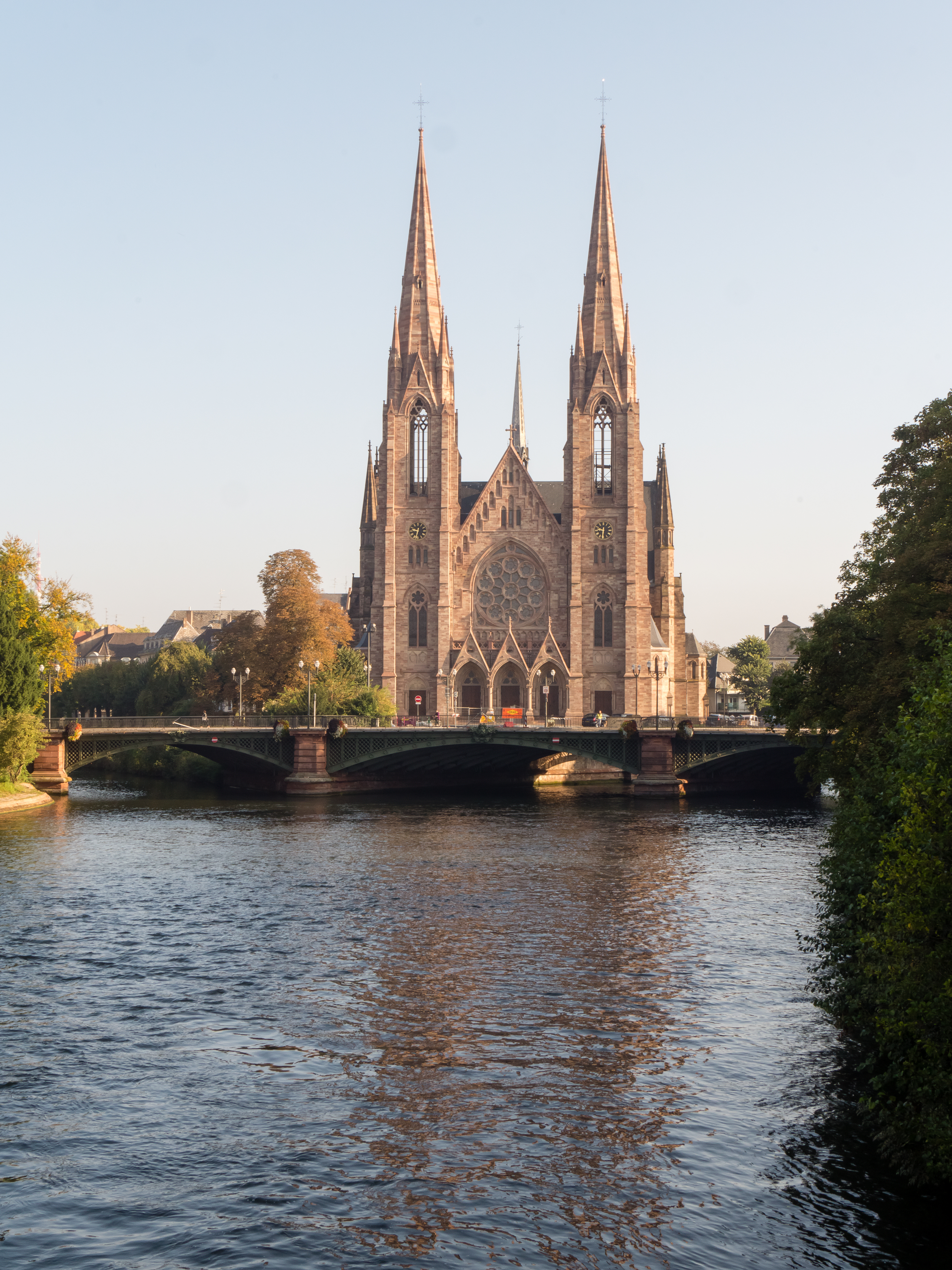
L'église Saint-Paul de Strasbourg où le chœur s'est produit en 2013 et en 2016.

Edlira Priftuli a dirigé le chœur de décembre 2013 à 2021. Elle est titulaire d'un diplôme d'État en direction d'ensembles vocaux. De 2016 à 2021, elle a pris également la direction des Petits Chanteurs de Saverne et a enseigné le chant choral au conservatoire Gautier d’Epinal.

#### Projets musicaux transfrontaliers
Le Chœur de Saint-Guillaume et la Singakademie Ortenau ont mené plusieurs projets dans le cadre du projet commun transfrontalier Vox Rheni. En 2014, ils ont interprété la Passion selon saint Jean, le Miserere de Jan Dismas Zelenka et le Requiem (Mozart) de Wolfgang Amadeus Mozart sous la direction d'Edlira Priftuli. En 2015, ils ont présenté Elias (oratorio) de Felix Mendelssohn et l'Oratorio de Noël dans le cadre d'un hommage à Albert Schweitzer, ancien organiste au Chœur de Saint-Guillaume. À cette occasion, l'Oratorio de Noël est enregistré sur un disque compact avec l'Orchestre Municipal de Strasbourg.
En 2016, ils ont donné le Requiem de Verdi en l'église Saint-Paul de Strasbourg et près d'Achern, ainsi que le Magnificat (Bach) et la Missa Sapientiae d'Antonio Lotti.

#### Le temps des commémorations
En 2017, dans le cadre de "Strasbourg, Laboratoire d'Europe 1880-1930 », le chœur a donné un concert autour de « La musique de Jean-Sébastien Bach et le Chœur de Saint-Guillaume, 130 ans d'histoire musicale partagée », une salle évoquait d'ailleurs l'importance de la famille Munch pour le chant choral, la musique et la redécouverte de Bach à Strasbourg à cette période.

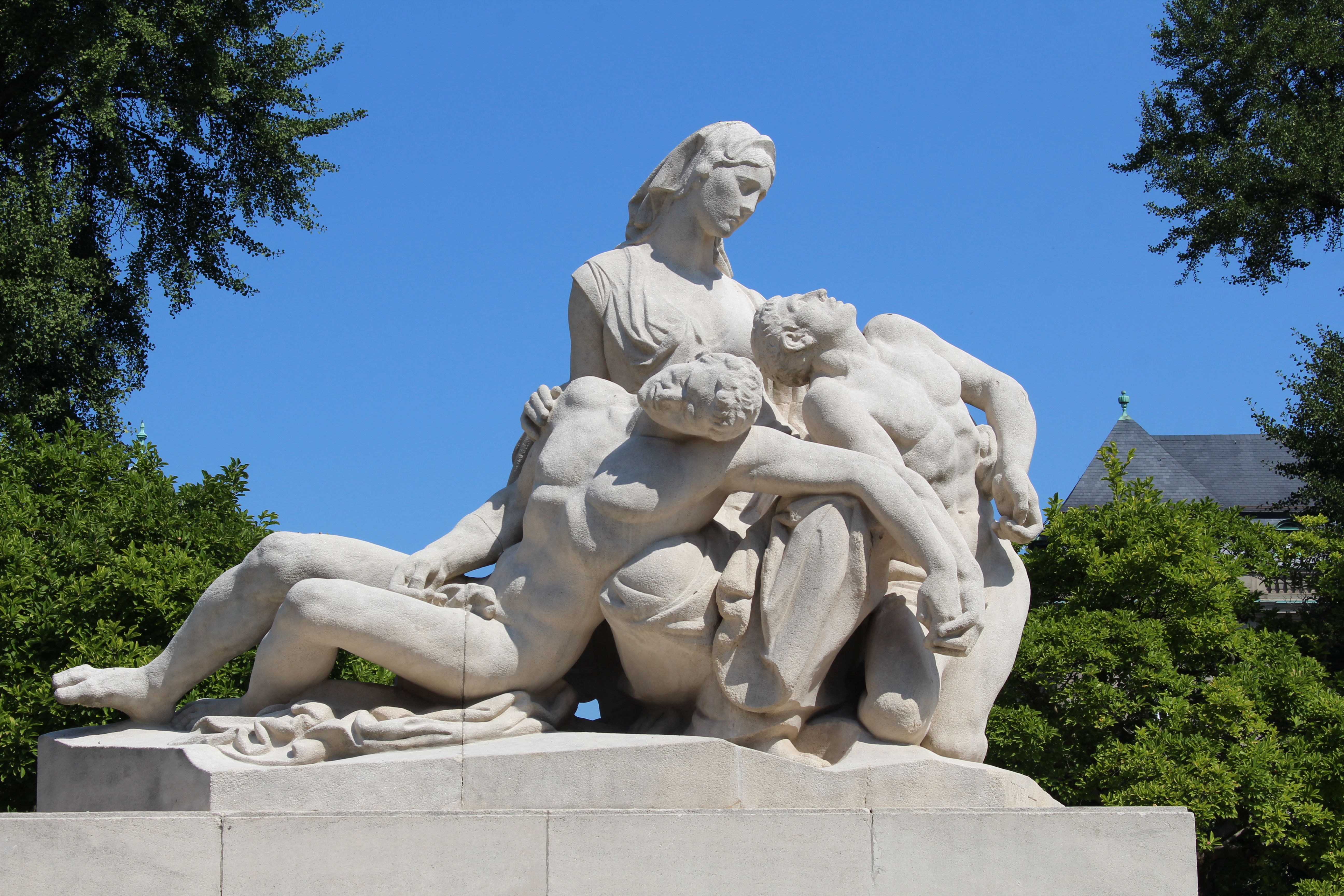
Monument aux morts de Strasbourg.

Le Chœur de Saint-Guillaume et le Bach Collegium Strasbourg Ortenau ont présenté des messes brèves de la tradition luthérienne (avec les seuls Kyrie et Gloria), c'est-à-dire la Messe Luthérienne BWV 234 en la majeur, le double concerto pour violon BWV 1043 en ré mineur et la Messe BWV 235 en sol mineur de Jean-Sébastien Bach.
En 2018, le Chœur de St-Guillaume a célébré le centenaire de l'Armistice du 11 novembre 1918 à Iéna en se produisant avec la Kantorei Saint-Michael de Iéna pour chanter le Requiem (Fauré) de Gabriel Fauré. En 2019, le chœur a présenté un programme autour des œuvres de Johannes Brahms.
Après avoir dirigé le Chœur de Saint-Guillaume jusqu'en 2021, Edlira Priftuli est devenue professeur de chant choral au Conservatoire à rayonnement régional de Besançon.

#### Les chefs invités par le Bach Collegium Strasbourg Ortenau

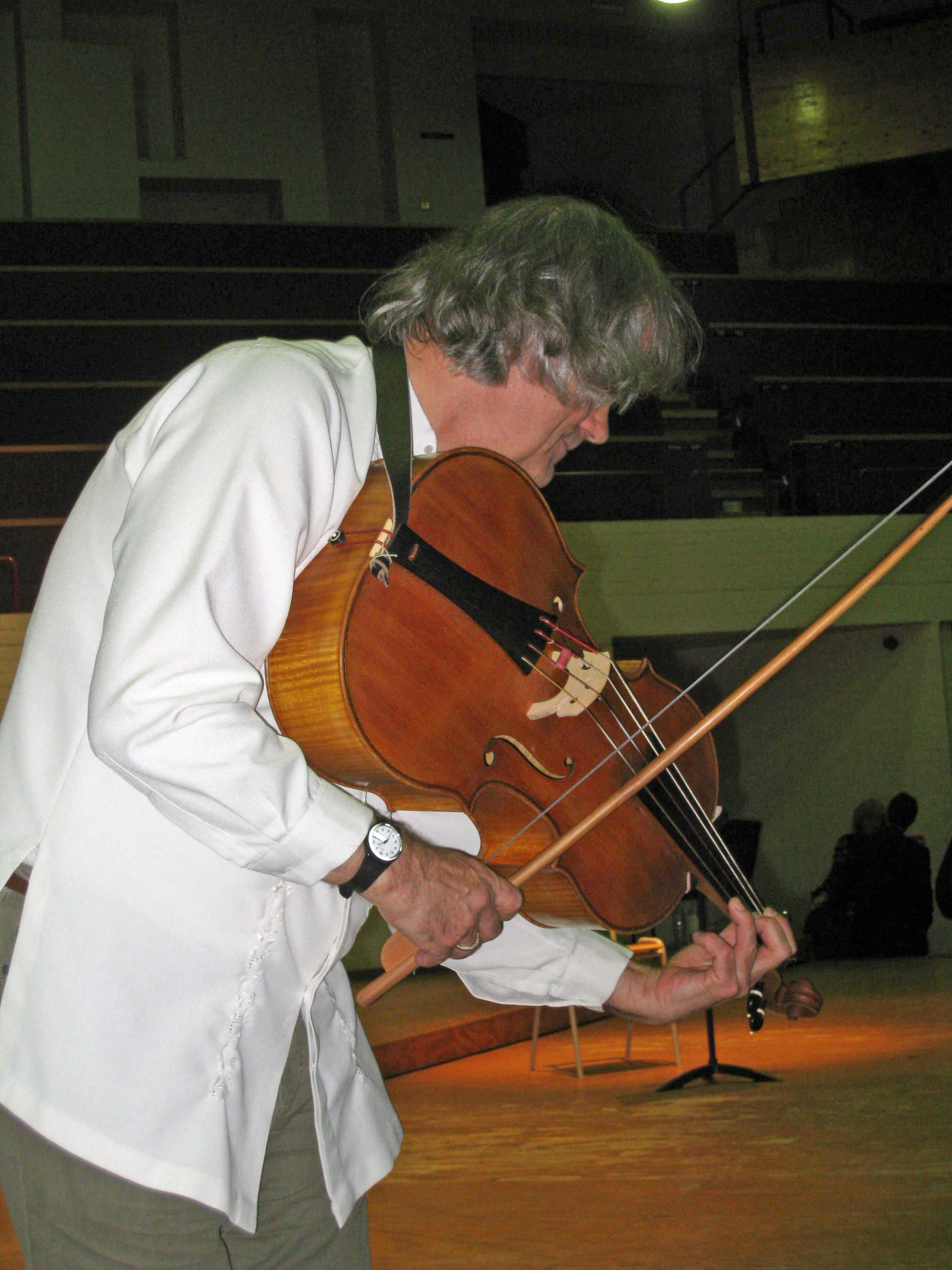
Sigiswald Kuijken (2008).

Le Bach Collegium Strasbourg Ortenau a invité des chefs à le diriger. Il a fait appel à la violoniste Clémence Schaming, violoniste dans les ensembles Le Concert d'Astrée, La Chapelle Rhénane, Les Talens Lyriques et qui joue actuellement à l'Opéra national du Rhin.
Il a ensuite invité la violoniste Stéphanie Pfister-Reymann, violoniste dans les ensembles La Fenice, Le Parlement de Musique, Le Concert d'Astrée, Le Poème Harmonique, à l'Ensemble 415 et qui est actuellement professeur de violon baroque au Conservatoire à rayonnement régional de Strasbourg.
Le Bach Collegium Strasbourg Ortenau a invité, par deux fois, le célèbre pédagogue de Violon baroque Sigiswald Kuijken et le fondateur de l'ensemble baroque La Petite Bande (Sigiswald Kuijken) en 2016 et en 2018. Les concerts avaient été donné avec un programme autour des œuvres de J.S. Bach, Johann Friedrich Fasch et W. A. Mozart et notamment le 5ème concerto des  Concertos Brandebourgeois de J. S. Bach.

### Béatrice Dunoyer (2021-2022)
Béatrice Dunoyer prend la direction du Chœur de Saint-Guillaume en 2021 et 2022. Ancienne directrice musicale de la Maîtrise Cathédrale Saint-Étienne de Limoges (2009 à 2014), elle chante à la Schola Cantorum de Bâle. Elle dirige l'Ensemble vocal Eur'Aubade et le chœur régional de l’Association des sociétés chorales d'Alsace. Elle enseigne le chant en Maîtrise au conservatoire de Strasbourg.

#### Le chœur entreMagnificatet crise sanitaire

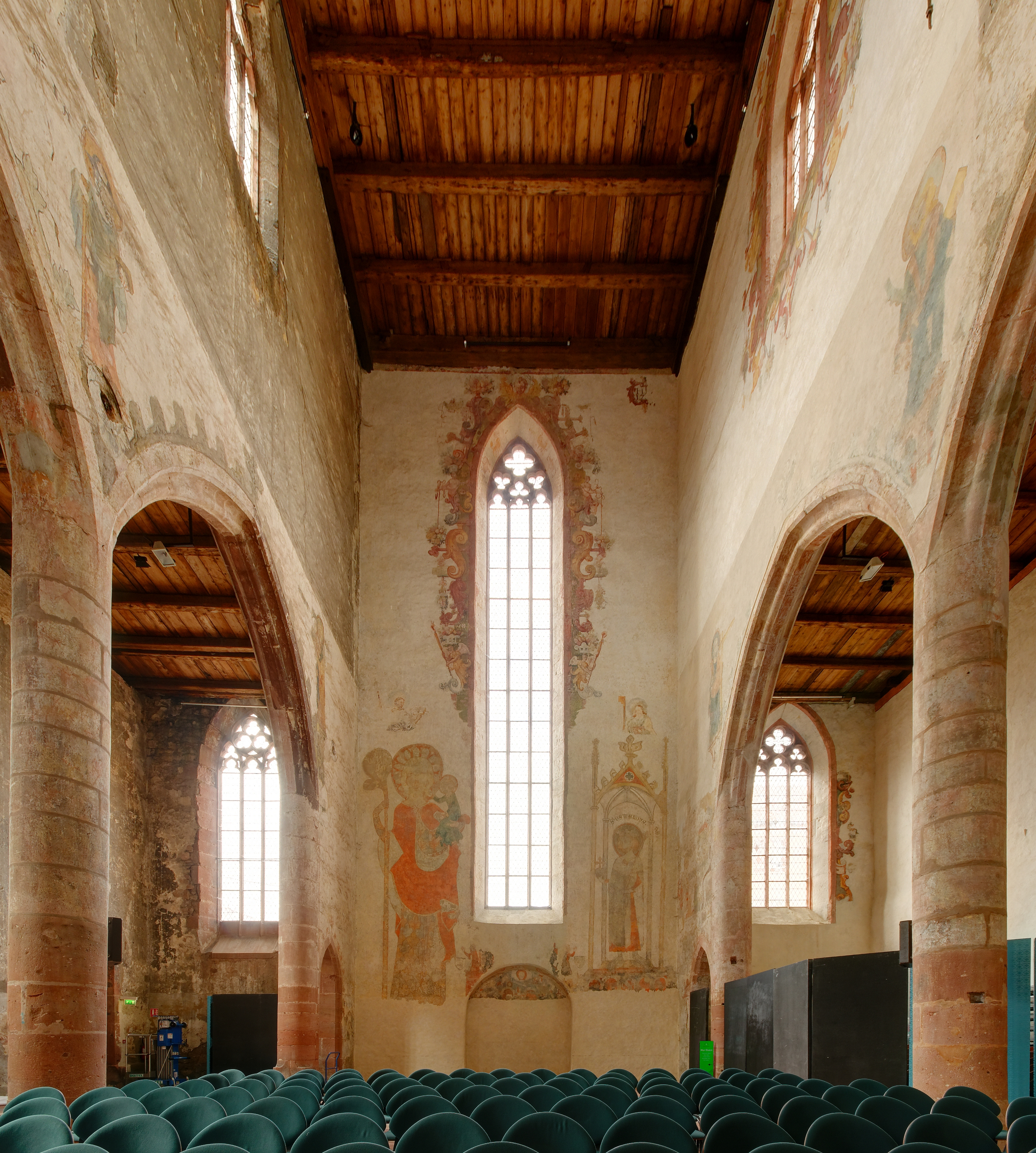
Concert du Stabat Mater de Francis Poulenc, en 2022, aux Dominicains de Guebwiller.

Dans le cadre des Noëlies de 2021, le Magnificat de Francesco Durante (musicien) a été chanté par le Chœur de Saint-Guillaume. Après deux ans d'interruption de la tradition des Passions, à la suite de la Pandémie de Covid-19 en France, le Chœur de Saint-Guillaume interprète à nouveau, en 2022, la Passion selon saint Jean.

#### Anniversaire duStabat Materde Poulenc
En 2022, à l'occasion de l'anniversaire de la création mondiale du Stabat Mater (Poulenc) par le Chœur de Saint-Guillaume en 1951, le chœur a chanté au Couvent des Dominicains de Guebwiller le Stabat Mater de Poulenc avec le Chœur des jeunes chanteurs du Conservatoire ainsi que l'Orchestre de l'Académie supérieure de Musique de Strasbourg de la Haute École des arts du Rhin, sous la direction de Claude Schnitzler. Le critique des Dernières Nouvelles d'Alsace écrit à propos de ce concert commémoratif dans son article intitulé « Un Stabat Mater qui fera date » : « L'ensemble choral - le Chœur de Saint-Guillaume préparé par Béatrice Dunoyer - orchestral et les solistes ont fait corps, et sublimé l'héritage musical laissé par Poulenc et par la famille Munch ».
Béatrice Dunoyer a repris sa carrière de soprano se produisant avec le Choeur Hortus Musicalis dans des concerts autour d'oeuvres de la Renaissance.

## Étienne Ferrer et les nouveaux projets du chœur depuis 2022
En 2022, la direction musicale du chœur est confiée à Etienne Ferrer, chef d'orchestre strasbourgeois formé auprès de Theodor Guschlbauer à la Haute École des arts du Rhin et très engagé dans le répertoire de l'opéra et de l'oratorio.

### Le retour des concerts avec orchestre au Palais des Fêtes de Strasbourg
Dans le cadre des 60 ans du jumelage entre Strasbourg et Stuttgart, Die Schöpfung (La Création) de Joseph Haydn a été chantée par le Chœur de Saint-Guillaume à Stuttgart avec le Stuttgarter Oratorienchor et le Chœur philharmonique de Brno sous la direction du chef allemand Enrico Trummer.

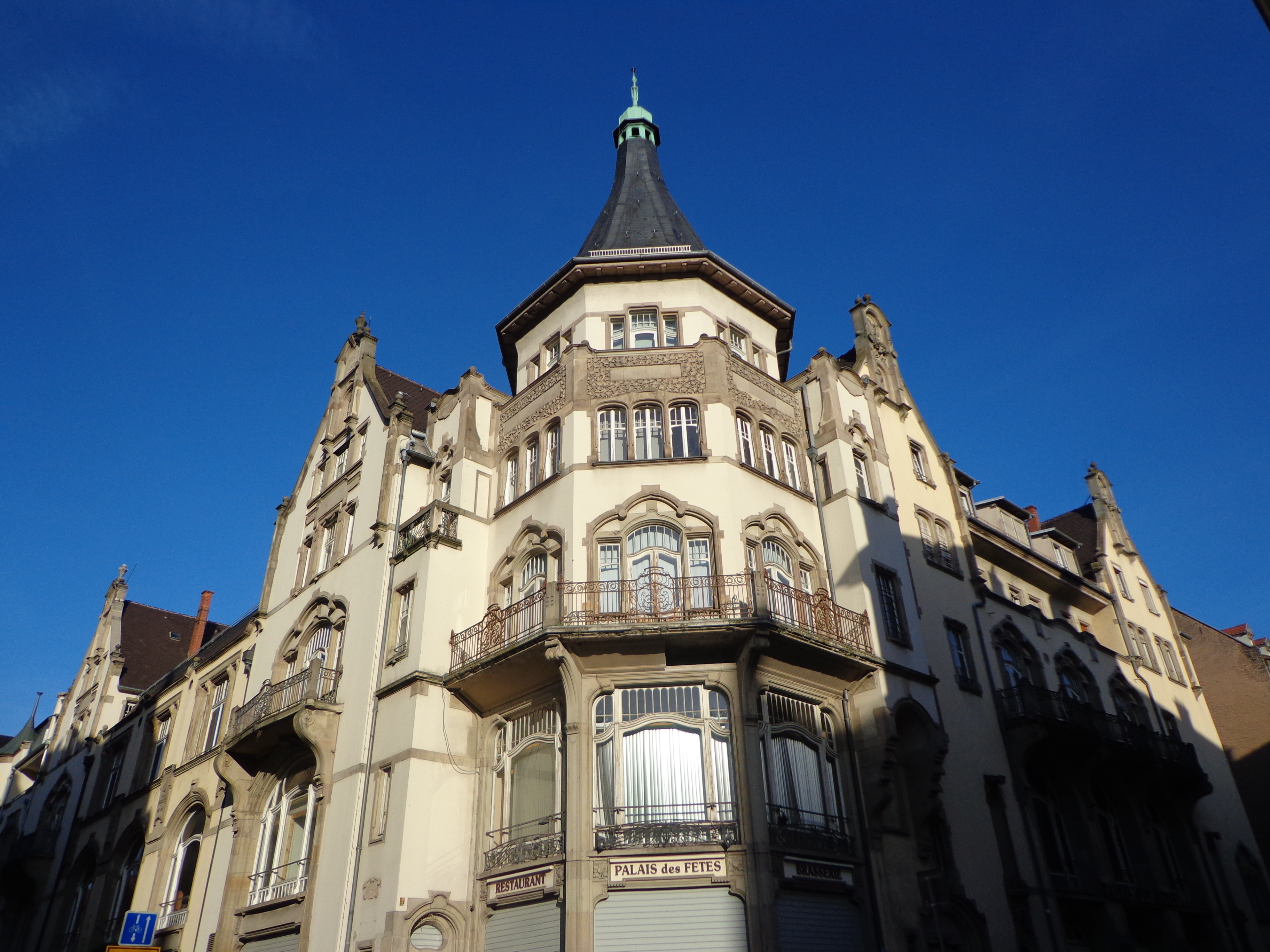
Palais des Fêtes de Strasbourg, lieu du concert de la Création de Haydn en 2022 et de deux œuvres pour chœur de Brahms en 2023.

En novembre 2022, La Création a été à nouveau présentée au Palais des Fêtes de Strasbourg, tout juste rénové, avec la Kantorei Saint-Michael de Iéna et l'Orchestre universitaire de Strasbourg sous la direction d'Étienne Ferrer. En 1909 et 1911, le chœur l'avait déjà chantée au même endroit. En 1925, le Chœur de Saint-Guillaume avait chanté dans cette salle de concerts, Le Roi David d'Arthur Honegger. Le chœur y retourne, par quatre fois, dans les années 1950 pour chanter, en 1951, la Missa Solemnis (Beethoven) et le Requiem (Verdi), en 1952, Un requiem allemand (Brahms) et, en 1956, les Scènes de Faust de Robert Schumann.
En 2023, le Chœur de Saint-Guillaume chante, à Strasbourg et à Colmar, la Passion selon saint Matthieu avec la Maîtrise du Conservatoire de Strasbourg et le Bach Collegium Strasbourg Ortenau sous la direction du chef d'orchestre suisse Jean-Marie Curti.
En octobre 2023, il interprète, dans le cadre d'un concert caritatif, le Schicksalslied ou Le Chant du Destin (op. 54) et le Gesang der Parzen ou Chant des Parques (op. 89) de Johannes Brahms avec l'Orchestre symphonique des Médecins de France sous la direction de Flavien Boy, directeur artistique de l'Ensemble orchestral de Dijon, au Palais des Fêtes de Strasbourg, construit il y a 120 ans et qui a été un haut lieu de la musique strasbourgeoise de 1903 à 1975. Il y a 101 ans, en 1912, le Chœur de Saint-Guillaume avait interprété le Schicksalslied en première partie du Requiem allemand de Brahms au même endroit.

### Le Bach Collegium Strasbourg Ortenau et les oeuvres de Bach, Haendel, Purcell et Telemann
Outre l'accompagnement musical des concerts de Noël et des Passions du Chœur de Saint-Guillaume, l’ensemble instrumental a donné, en 2022 et 2023, à Strasbourg et à Haguenau, un cycle de concerts instrumentaux baroques autour d’œuvres de Georg Philipp Telemann. Il a présenté notamment, le Concerto pour traverso ou flûte traversière baroque, flûte à bec et orchestre en mi mineur.

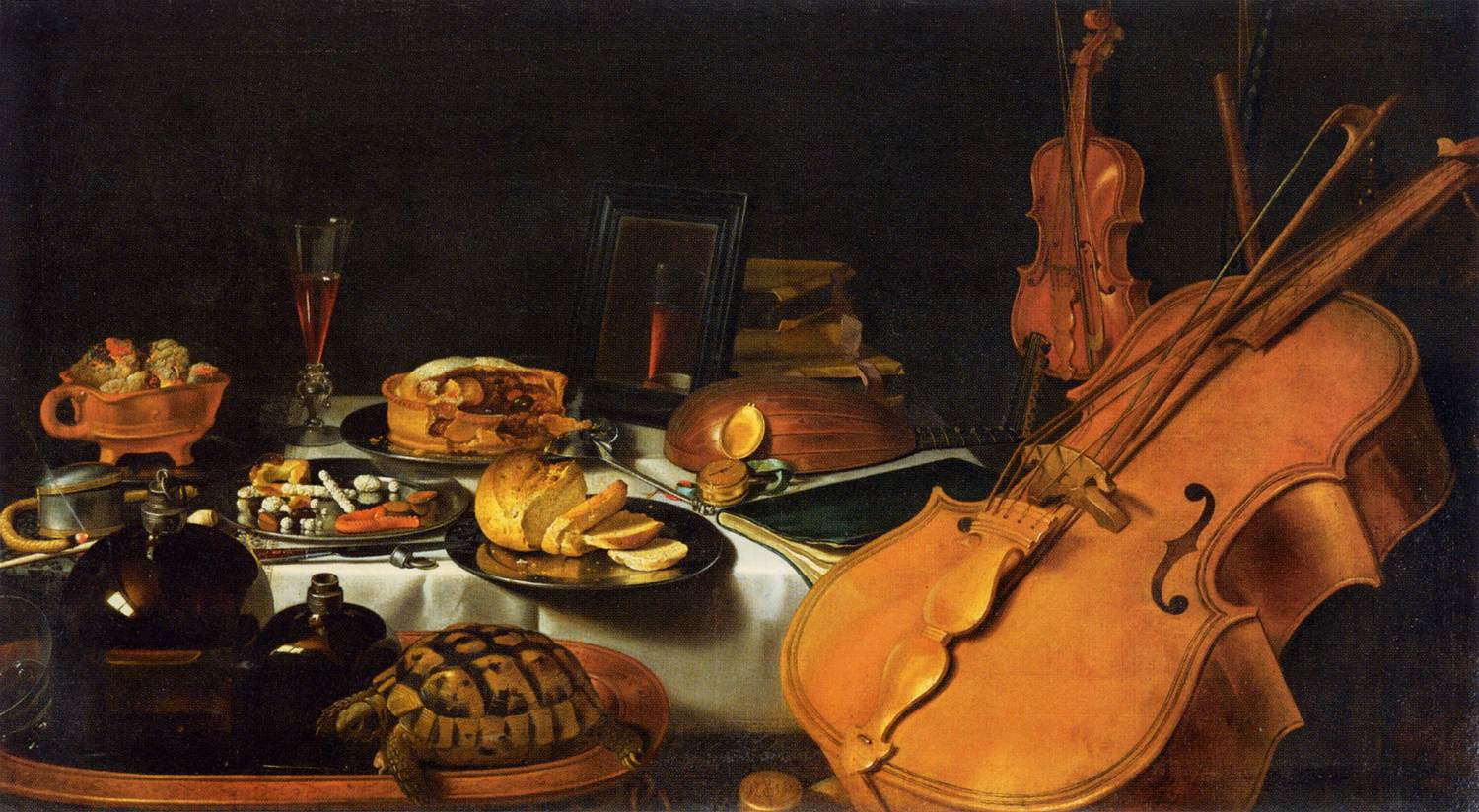
P. Claesz, Une vie calme avec des instruments de musique baroque (1623)

Le Bach Collegium a accompagné le Chœur de la Cathédrale Notre-Dame de Strasbourg dans le Messiah de Georg Friedrich Haendel sous la direction de Rémi Studer. Il a été invité au Festival de Marmoutier (Bas-Rhin) en collaboration avec l'organiste Claude Schnitzler.
Au concert de Noël 2023, le Bach collegium interprète, sous la direction d'Etienne Ferrer, « la Sinfonia » de l'Oratorio de Noël (Bach) et accompagne le chœur dans les trois chorals, notamment le « Ehre sei dir Gott, gesung » et dans les arias de l'alto (« Bereite dich Zion » et  « Schlafe, meine Liebster ») du même oratorio BWV 248. Il accompagne le duetto « Die Armut, so Gott auf sich nimmt » du Gelobet seist du, Jesu Christ (BWV 91) de Bach.
En février 2024, des œuvres d'Henry Purcell ont été jouées, à Strasbourg et à Mulhouse, par le Bach Collegium qui présentait des extraits des opéras Didon et Enée et The Fairy Queen, ainsi que Abdelazer et des compositions instrumentales, comme La Suite en G. Major et In Nomine a 6.

### Des 300 ans de laPassion selon saint Jeande J. S. Bach aux 140 ans du Chœur de Saint-Guillaume

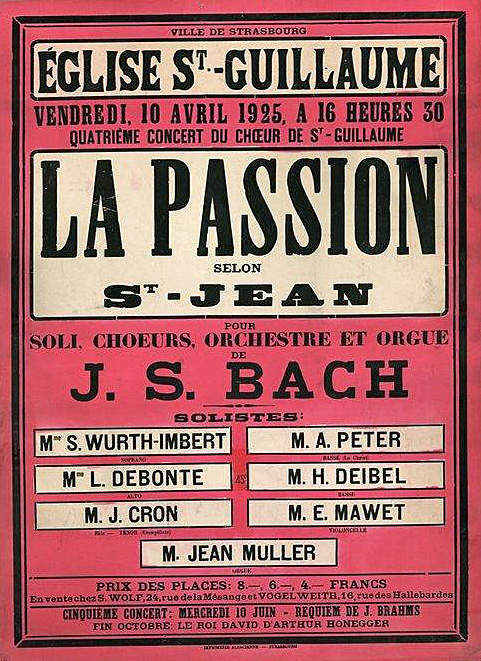
La Passion selon saint Jean (1925).

En mars 2024, la Passion selon saint Jean est présentée par le chœur et le Bach Collegium Strasbourg Ortenau sous la direction d'Étienne Ferrer à l'Église protestante de Barr et à l'Église Saint-Guillaume de Strasbourg , l'année du 300e anniversaire de sa création par Jean-Sébastien Bach et 128 ans après la première représentation de cette Passion à l'église de Saint-Guillaume sur deux jours en 1895. Etienne Ferrer disait à propos de l'interprétation du chef-d'œuvre de Bach : « Il y a un petit sentiment de vertige face à la complexité et la grandeur de l'œuvre. Il faut donc l'aborder avec humilité et y aller petit à petit ».
Pour honorer le départ de son chef et organiste Martin Meier, la Kantorei Saint-Michael de Iéna s'est produite à nouveau avec le Chœur de Saint-Guillaume pour un dernier concert à Strasbourg, en juin 2024, où ils ont chanté le Psaume 42 (Mendelssohn) et le célèbre Jésus que ma joie demeure de Jean-Sébastien Bach.

#### Le Bach Collegium et S. Kuijken en concert en 2024 et 2025

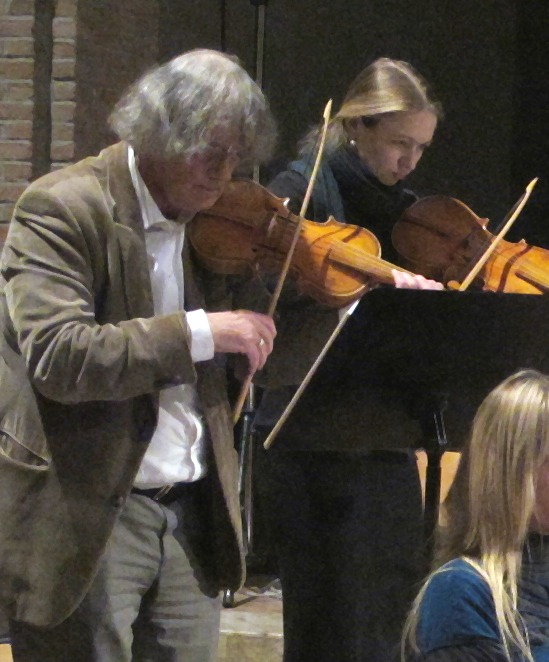
S. Kuijken au violon baroque.

Pour le début de sa 140e saison, le Bach Collegium Strasbourg Ortenau - ensemble instrumental du Chœur de Saint-Guillaume - organise une Masterclasse et des concerts avec le violoniste baroque Sigiswald Kuijken.
Ils ont présenté le 6e concerto des Concertos Brandebourgeois de Jean-Sébastien Bach, le Concerto pour deux violons en do mineur et le Concerto pour deux traversos en do majeur d'Antonio Vivaldi, le Concerto grosso en si bémol majeur (H313) de Georg Friedrich Haendel et le Concerto pour viole de gambe et la Suite « La bizarre » de Georg Philipp Telemann à l'église Saint-Guillaume de Strasbourg et à l'église protestante de Haguenau en novembre 2024. Il s'agit de la troisième fois que Sigiswald Kuijken est invité par le Bach Collegium pour se perfectionner auprès de ce grand interprète de la musique baroque qui s'est produit auparavant en solo à l'église Saint-Guillaume. 
Sigiswald Kuijken devrait revenir à Strasbourg, en octobre 2025, pour jouer - pour une quatrième fois - avec le Bach Collegium Strasbourg Ortenau.

#### La création duRequiemde Laurent Colin (novembre 2024)

Création, en 1929, à Strasbourg des oratorios Job d'H. Rabaud (1900) et Judith d'A. Honegger (1925) par le Chœur de Saint-Guillaume et l'Orchestre municipal.

Le Chœur de Saint-Guillaume  a renoué avec sa tradition de faire entendre des créations en première présentation à Strasbourg, en 1925, avec les oratorios Le Roi David (1924), en 1929, avec Judith (1925) d'Arthur Honegger et Job d'Henri Rabaud (1900). Le chœur a également présenté en création mondiale, en 1897, La Passion de Heinrich von Herzogenberg (1843-1900) sous la direction d'Ernest Münch ou en 1951, le Stabat Mater (Poulenc) sous la direction de Fritz Münch. Toutes ces œuvres contemporaines ont été présentées avec l'Orchestre municipal ou l'Orchestre philharmonique de Strasbourg, au Palais des Fêtes de Strasbourg.
Le Chœur de Saint-Guillaume dirigé par Etienne Ferrer a chanté, les 16 et 17 novembre 2024, au Palais des Fêtes de Strasbourg, en création mondiale le Requiem de Laurent Colin,, avec le Chœur de chambre de l'Université de Strasbourg (dirigé par Yann Lauras), les solistes et l'Orchestre symphonique de l'Académie supérieure de Musique de la Haute École des arts du Rhin de Strasbourg sous la direction du chef d'orchestre invité Franck Villard (musicien). Ce dernier a dirigé plusieurs orchestres lyriques (Opéra de Tours, Opéra national de Paris) et symphoniques (Orchestre symphonique Saint-Étienne Loire, Orchestre National du Capitole de Toulouse).
Franck Villard (musicien) décrit ainsi l'œuvre du Requiem de Laurent Colin : « Rétif à toute attitude "esthétisante" ou formaliste, le compositeur nous parle ici dans un langage certes moderne, mais totalement imperméable aux tics d'une certaine musique "contemporaine" (...). Reflet d'un monde intérieur riche, ce Requiem où n'affleure aucune trace d'académisme se situe sur une ligne de crête, un fragile point d'équilibre entre modernité et tradition ». La création enregistrée par la radio de musique classique strasbourgeoise Accent 4 sera diffusée sur ses ondes en 2025.
Le compositeur Laurent Colin, né en 1966, a débuté ses études de violon, de piano, d'histoire de la musique, d'écriture et de direction d'orchestre au Conservatoire à rayonnement régional de Strasbourg dans les classes de Roger Delage et de Claude Schnitzler. Il obtient le 1er prix d'harmonie du Conservatoire national supérieur de musique et de danse de Paris et le 1er prix de direction d'orchestre au Conservatoire à rayonnement régional de Rueil-Malmaison. Laurent Colin a composé des œuvres religieuses pour chœur a cappella ou avec orchestre et des œuvres pour piano. Il écrit à la suite de la création du Requiem : « J'aimerais leur [aux choristes, aux instrumentistes et aux solistes] exprimer toute mon admiration et ma profonde reconnaissance pour avoir donné vie à mon Requiem avec autant de talent musical et de ferveur communicative, sous la direction magistrale du chef d'orchestre Franck Villard ».

#### LaPassion selon saint-Matthieu

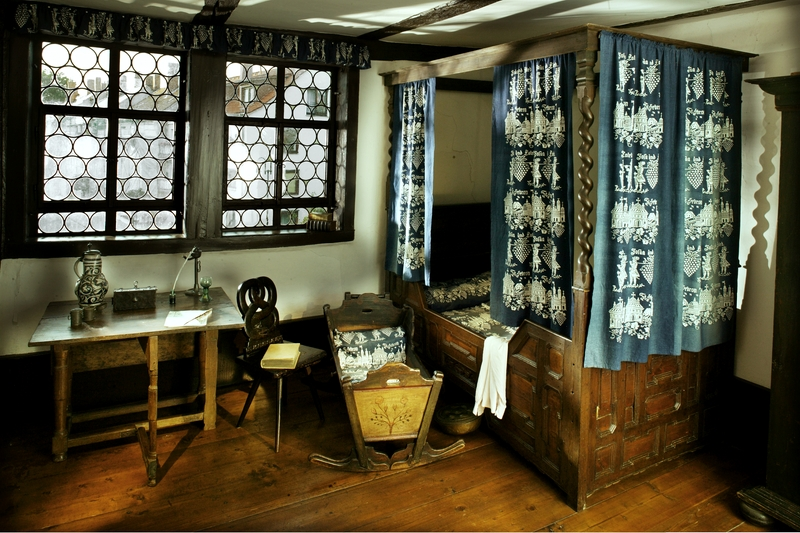
La Maison-Musée de la famille Bach à Eisenach (Thuringe) où il vécut les 10 premières années.

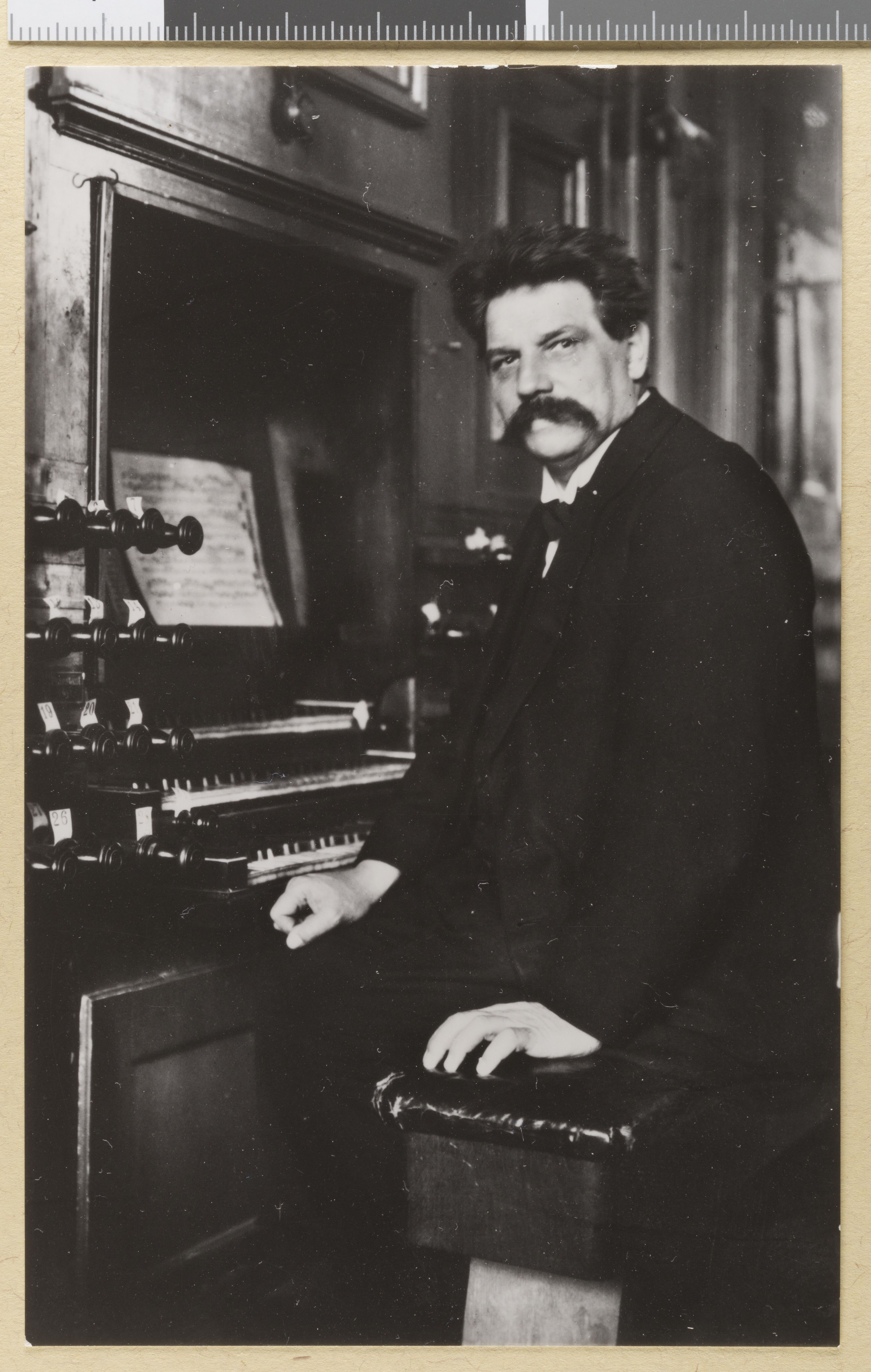
Albert Schweitzer (1934), accompagnateur à l'orgue du Chœur de 1894 à 1910.

En 2025, le Chœur de Saint-Guillaume a fêté son 140e anniversaire au service de la musique et des œuvres instrumentales et vocales de Jean-Sébastien Bach, l'année même de la célébration du 340e anniversaire de sa naissance, le 21 mars 1685, selon le Calendrier julien (alors en vigueur dans l'Allemagne protestante), ou le 31 mars 1685, selon le Calendrier grégorien (adopté en Allemagne en 1700), à Eisenach en Thuringe.
Le Jeudi saint et le Vendredi saint, des 17 et 18 avril 2025, le chœur ont chanté la Passion selon saint Matthieu à l'Église Saint-Guillaume de Strasbourg, soit 131 ans après la première audition intégrale dans la même église . A la fin du XIXe siècle, le chœur présentait en deux parties sur deux jours La Passion selon saint-Matthieu pour éviter de lasser le public en faisant les deux Passions en intégralité, le chœur renoue avec cette tradition.
Lors de ces deux concerts spirituels autour de la Passion de Bach, le chœur  a rendu hommage Albert Schweitzer (1875-1965), prix Nobel de la paix (1952) et ancien organiste du Chœur de Saint-Guillaume de 1894 à 1910, pour les 150 ans de sa naissance. 
Albert Schweitzer aura accompagné « 38 concerts du Chœur de Saint-Guillaume, dont 12 Passions ». La première œuvre accompagnée à l'orgue par Albert Schweitzer est cette même Passion selon saint-Matthieu présentée, les 22 et 23 mars 1894, à l'église Saint-Guillaume.

#### LaMesse en si mineuren novembre 2025

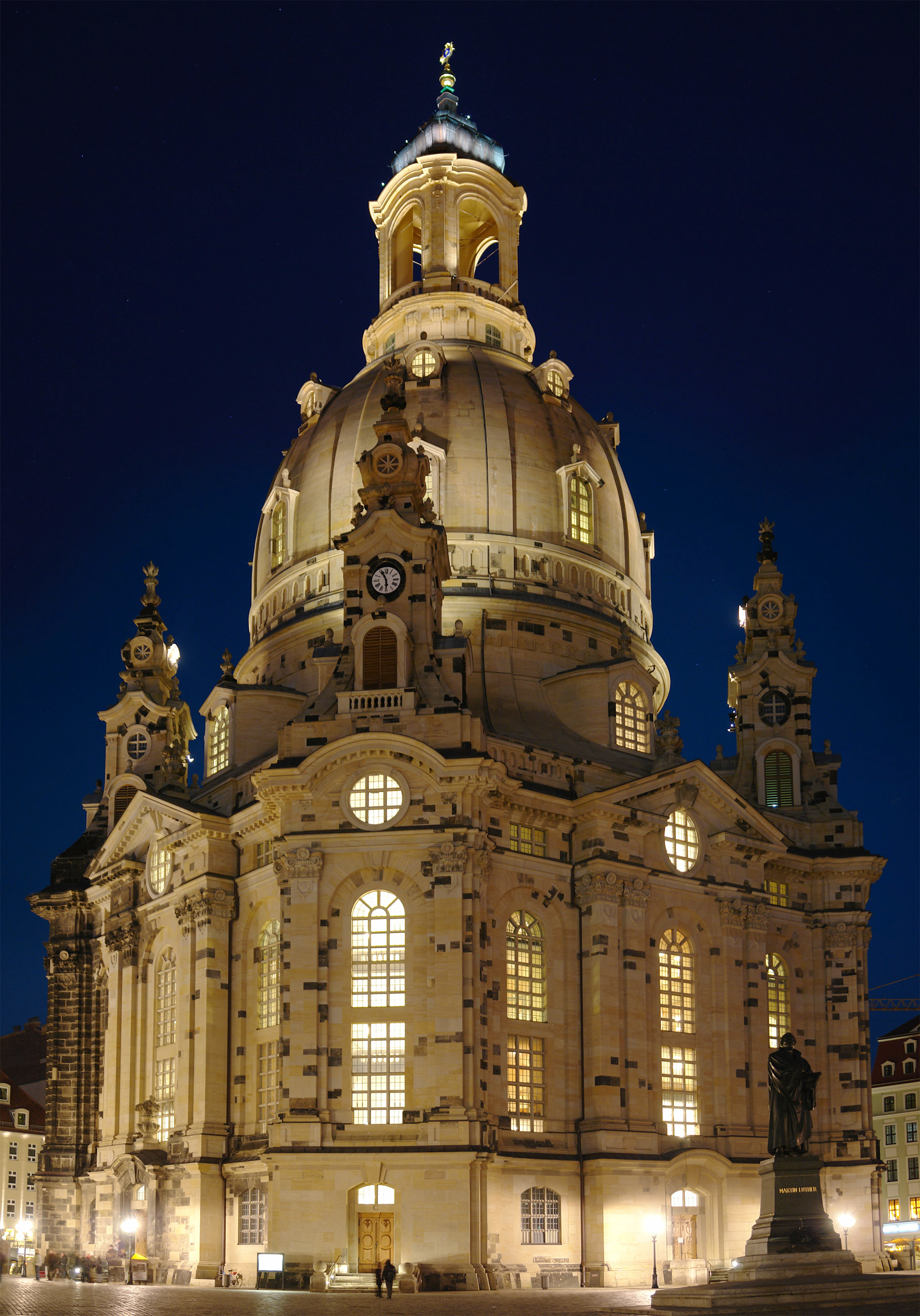
La Frauenkirche de Dresde, où Bach, à l'issue d'un récital d'orgue, est nommé "compositeur officiel de la cour de Saxe" en remerciement pour la Messe en si (achevée au Gloria). La ville de Dresde est jumelée avec Strasbourg depuis 1990.

En clôture de sa 140e saison, le chœur interprètera la Messe en si mineur, commencée en 1724 et achevée en 1749, un an avant sa mort, par J. S. Bach. 
À la suite de l'envoi de la Messe en si (jusqu'au Gloria) au nouveau roi de Saxe Frédéric-Auguste II en 1733 et à l'issue d'un récital d'orgue à la Frauenkirche ou Église Notre-Dame de Dresde en décembre 1736, Bach est nommé au titre honorifique de "compositeur officiel de la cour de Saxe".
Véritable testament spirituel, Bach fait preuve d'œcuménisme dans cette œuvre en adressant une messe à une cour catholique dans un pays à majorité protestante. Dans son ouvrage consacré à Bach, le musicien-poète, Albert Schweitzer, organiste au Chœur de Saint-Guillaume de 1894 à 1910 et théologien protestant, explique : « La Messe en si est l'œuvre la plus vigoureuse et la plus grandiose du maître (...) une  synthèse incomplète de l'esprit subjectif protestant et de l'esprit objectif catholique ». 
Elle a été créée en intégralité, en 1859, en Allemagne, puis en France, en 1892, par l’Orchestre de la Société des concerts du Conservatoire devenu Orchestre de Paris sous la direction de Jules Garcin.
Elle a été chantée, en 1898, à l'église Saint-Guillaume pour la 1ère fois par le Chœur de Saint-Guillaume. Ce sera la 22e fois que le chœur chantera la Messe en si mineur qui a été mise à son programme pour les 20e, 30e, 50e, 70e, 80e et 100e anniversaires et, en 2025, pour son 140e anniversaire sous la direction d'Etienne Ferrer. Elle a été chantée pour la dernière fois par le chœur seul, en 2010, sous la direction d’Erwin List et, en 2013, avec d’autres chœurs.
En novembre 2025, cela fera 10 ans qu’elle n’aura pas été présentée à Strasbourg, la dernière représentation remontant à 2015 par La Chapelle Rhénane sous la direction de Benoît Haller. Le chœur la présentera, 127 ans, après la première audition intégrale dans l'église Saint-Guillaume.